# Wetzlar

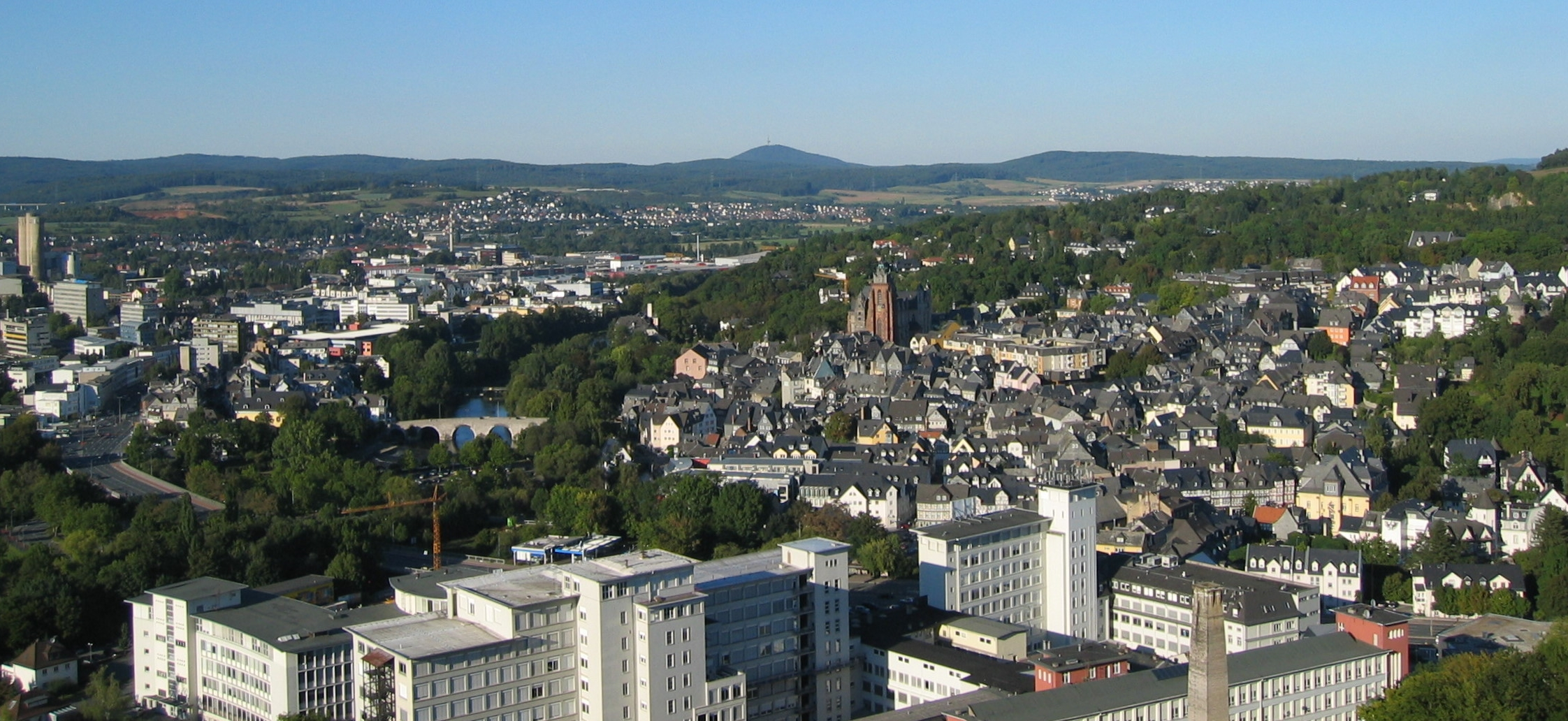
Blick auf Wetzlar

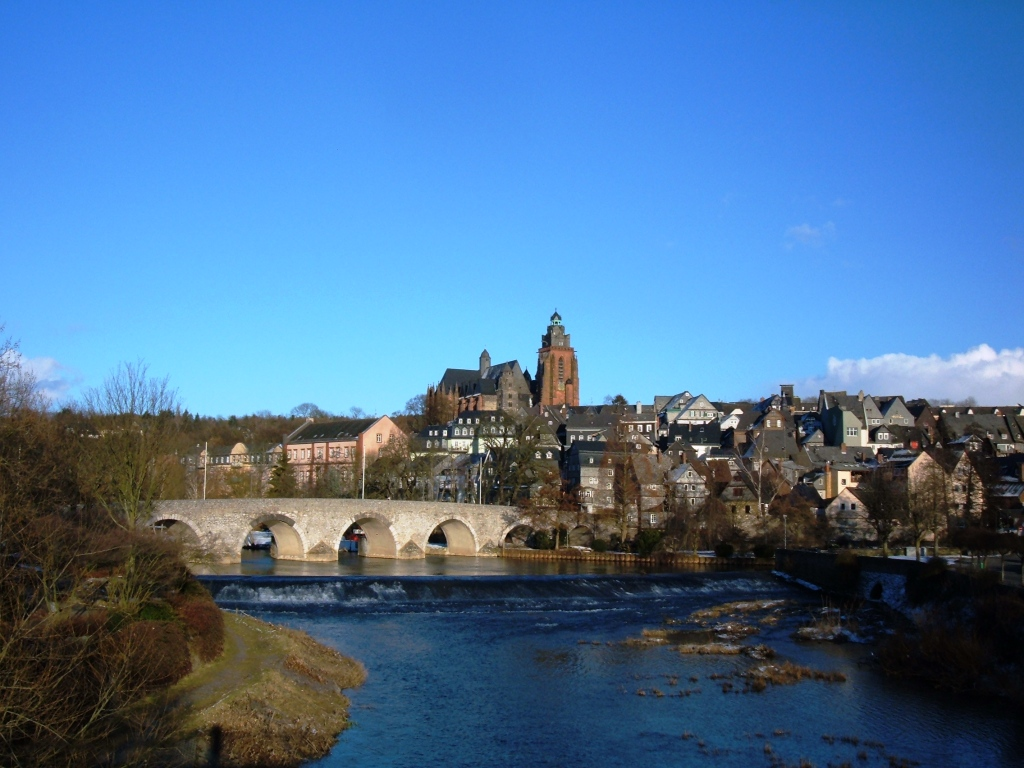
Dom, Alte Lahnbrücke und Altstadt

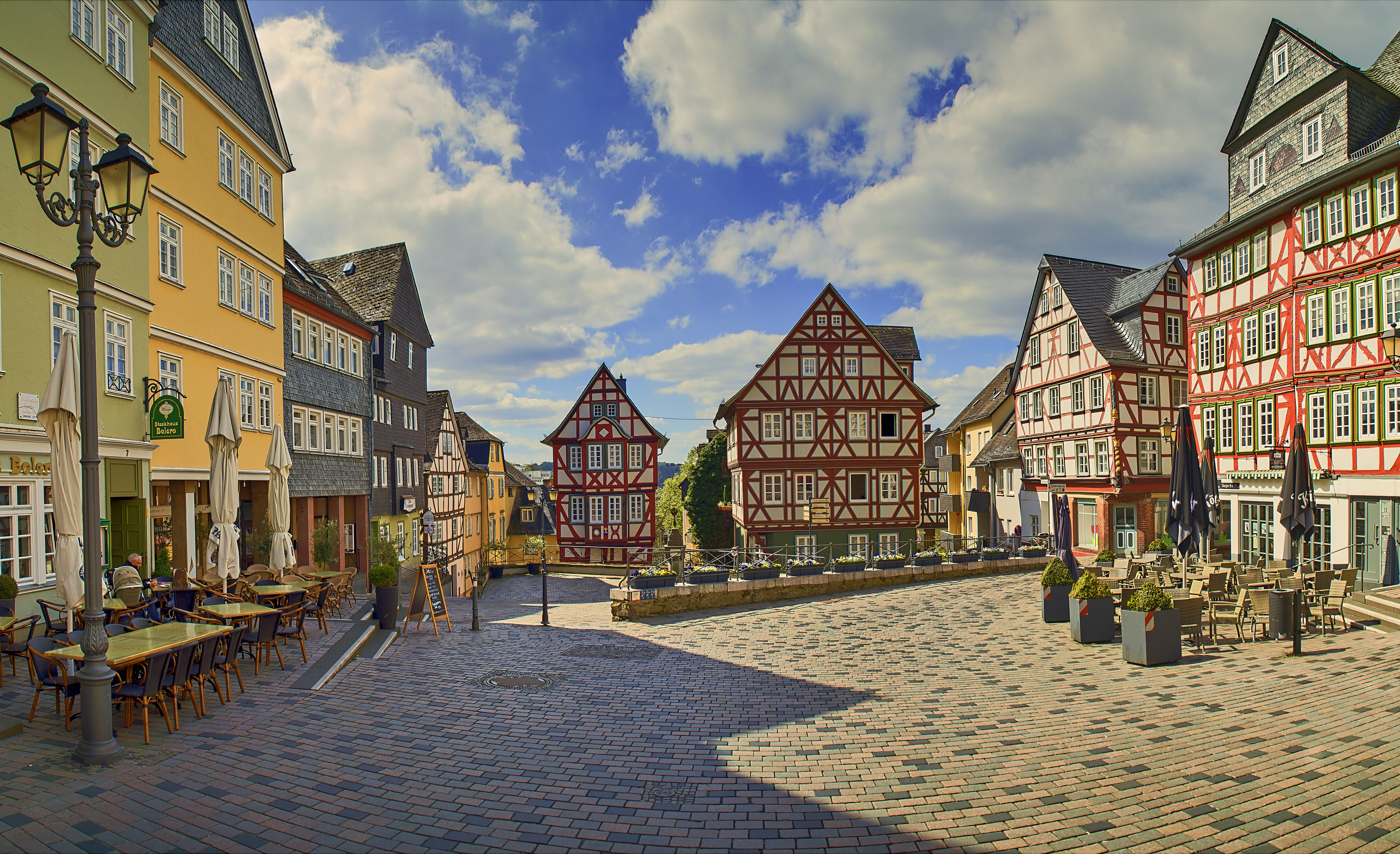
Der Kornmarkt in der Altstadt

Wetzlar ist eine Stadt in Mittelhessen und ehemalige Reichsstadt. Sie ist die zwölftgrößte Stadt in Hessen mit 54.665 Einwohnern (31. Dezember 2024). Wetzlar ist die Kreisstadt des Lahn-Dill-Kreises und – wie sechs weitere größere Mittelstädte im Land Hessen – eine Stadt mit Sonderstatus. Sie übernimmt Aufgaben des Landkreises und gleicht in vielen Bereichen einer kreisfreien Stadt. Die Hochschulstadt ist als wichtiges Kultur-, Industrie- und Handelszentrum eines der zehn Oberzentren im Land Hessen. Von 1689 bis 1806 war die Stadt der letzte Sitz des Reichskammergerichtes.
Wetzlar und das unweit östlich liegende Gießen sind die beiden Kerne des mittelhessischen Verdichtungsraums mit seinen etwa 200.000 Einwohnern; die urbane Agglomeration zählt etwa 275.000 Einwohner. Mit dem nahen Rhein-Main-Gebiet bestehen enge Verflechtungen.
Wetzlars wirtschaftliche Bedeutung beruht auf seiner optischen, feinmechanischen, elektrotechnischen und stahlverarbeitenden Industrie. Wetzlar ist als Sportstadt mit bedeutenden Sportlern, Sportveranstaltungen und -vereinen bekannt. Es spielen einige Mannschaften in den jeweiligen Bundesligen. Zur sportlichen Förderung sind mehrere überregionale Leistungszentren und Stützpunkte angesiedelt. Das Stadtgebiet liegt am Zusammenfluss von Dill und Lahn.

## Geographie

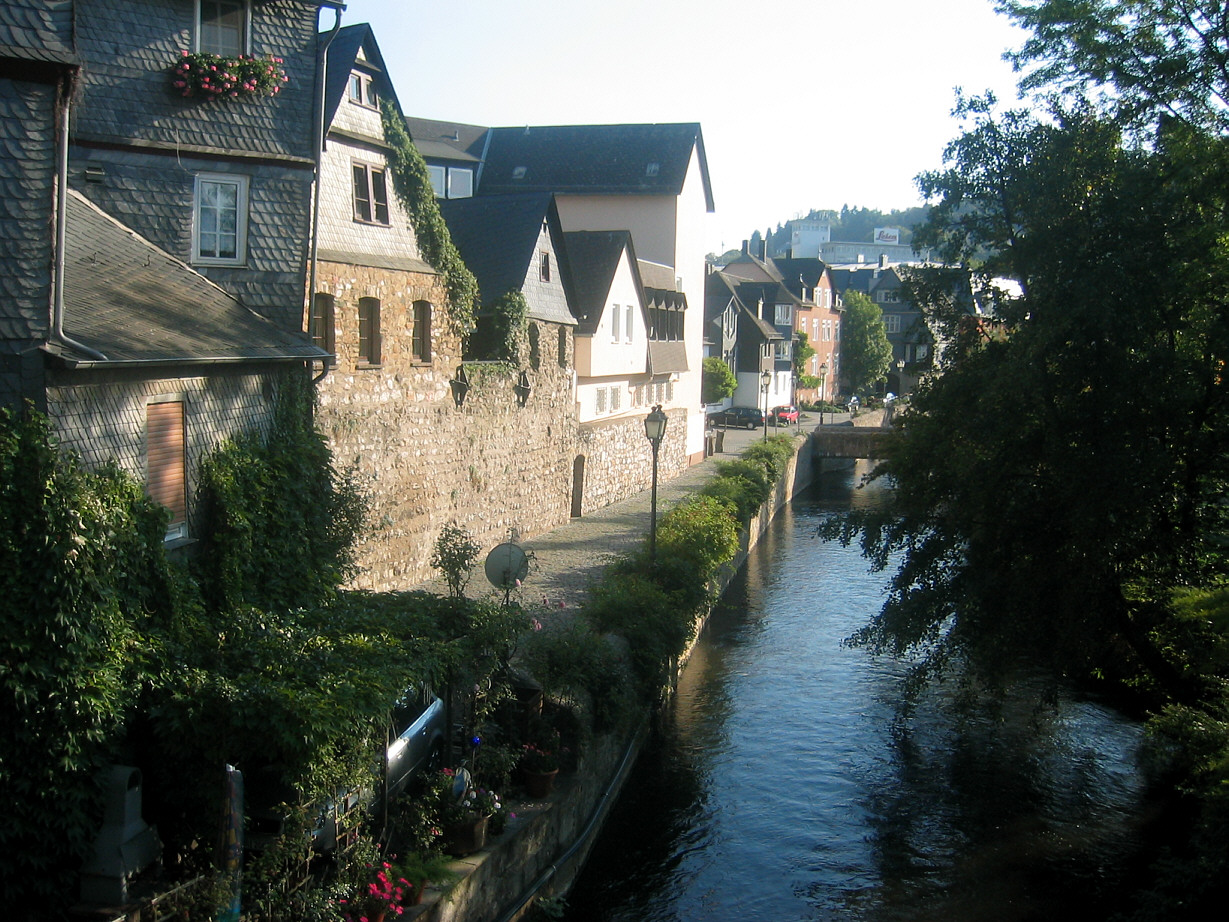
Am Mühlgraben

### Lage
Wetzlar liegt an der Lahn knapp oberhalb der Einmündung der Dill. Die Stadt erstreckt sich auf einer Höhe von 148–402 Metern auf meist hügeligem Terrain bis auf die Anhöhen beiderseits des Lahntals. Sie liegt am Trennungspunkt hessischer Mittelgebirge: Südlich der Lahn liegt der Taunus; nördlich der Lahn und westlich der Dill beginnt der Westerwald; nördlich der Lahn und östlich der Dill beginnt das Gladenbacher Bergland, das naturräumlich dem Westerwald zugeordnet wird. Der höchste Punkt des Stadtgebiets ist der Stoppelberg mit einer Höhe von 402 Metern, den tiefsten Punkt bildet die Lahn mit 148 Höhenmetern.
Die nächstgelegenen größeren Städte sind nordwestlich Siegen (50 km) und Dillenburg (30 km), nordöstlich Marburg (40 km), östlich Gießen (lahnaufwärts, von Zentrum zu Zentrum etwa 12 km), südlich Frankfurt am Main (60 km) sowie westlich Koblenz (80 km) und lahnabwärts Limburg an der Lahn (40 km).
In den Tälern von Lahn (Osten und Westen) und Dill (Norden) grenzen dichtbebaute Nachbargemeinden an, die teilweise in Wetzlar übergehen. Die die Stadt im Nordwesten, Nordosten und Süden umgebenden Mittelgebirge sind waldreich und dünn besiedelt.

### Geologie

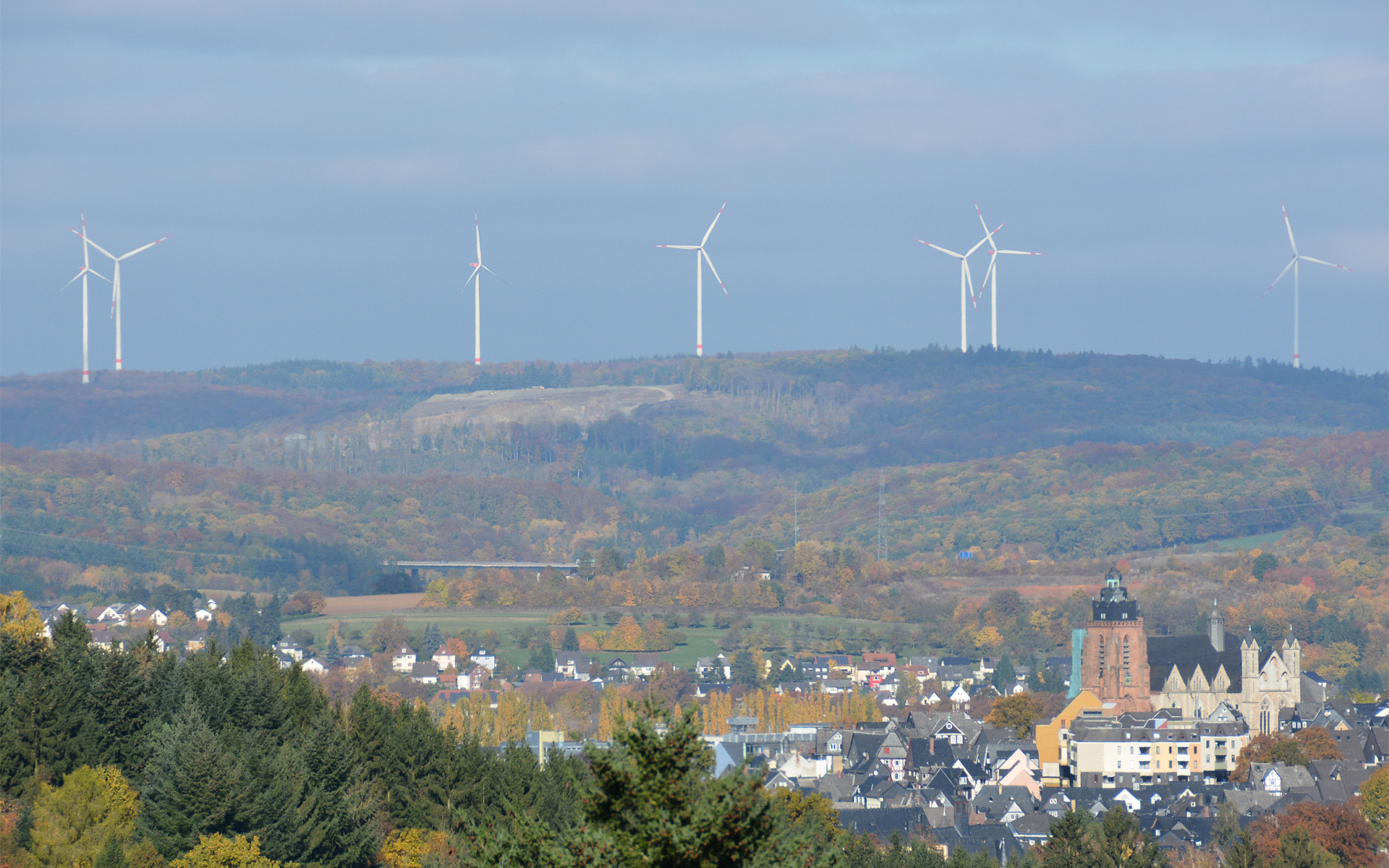
Wetzlar, eingebettet in die Landschaft (November 2016)

Wetzlar liegt am Ostrand des Rheinischen Schiefergebirges. Der Untergrund besteht aus geologisch jungen Sedimenten der Lahn und wesentlich älteren devonischen und karbonischen Gesteinen zweier geologischer Haupteinheiten des Schiefergebirges, der Lahnmulde und im Südosten der sogenannten Gießener Decke. Den nordwestlichen Teil des Stadtgebietes unterlagern im Lahntal Schluffe, Sande und Kiese, die nur wenig verfestigt sind. Sie wurden von der Lahn abgelagert, deren dort noch bis zu einem Kilometer breites Tal nach Westen immer schmaler und zunehmend tiefer wird. Der Hauptteil der Stadt ist auf teilweise intensiv verfalteten, gestörten und geschieferten Tonschiefern, Sandsteinen, Quarziten und Kalksteinen errichtet. Sie wurden in Devon und Karbon in einem von Inselketten, Vulkanen und Atollen geprägten Meer abgelagert, das während der variszischen Gebirgsbildung zusammengeschoben und von einer durch diese verfrachteten tektonischen Decke überlagert wurde. Die aus den Meeresablagerungen entstandenen Gesteine finden sich im Stadtbild wieder, da sie vielfach als Baumaterial verwendet wurden.

### Nachbargemeinden

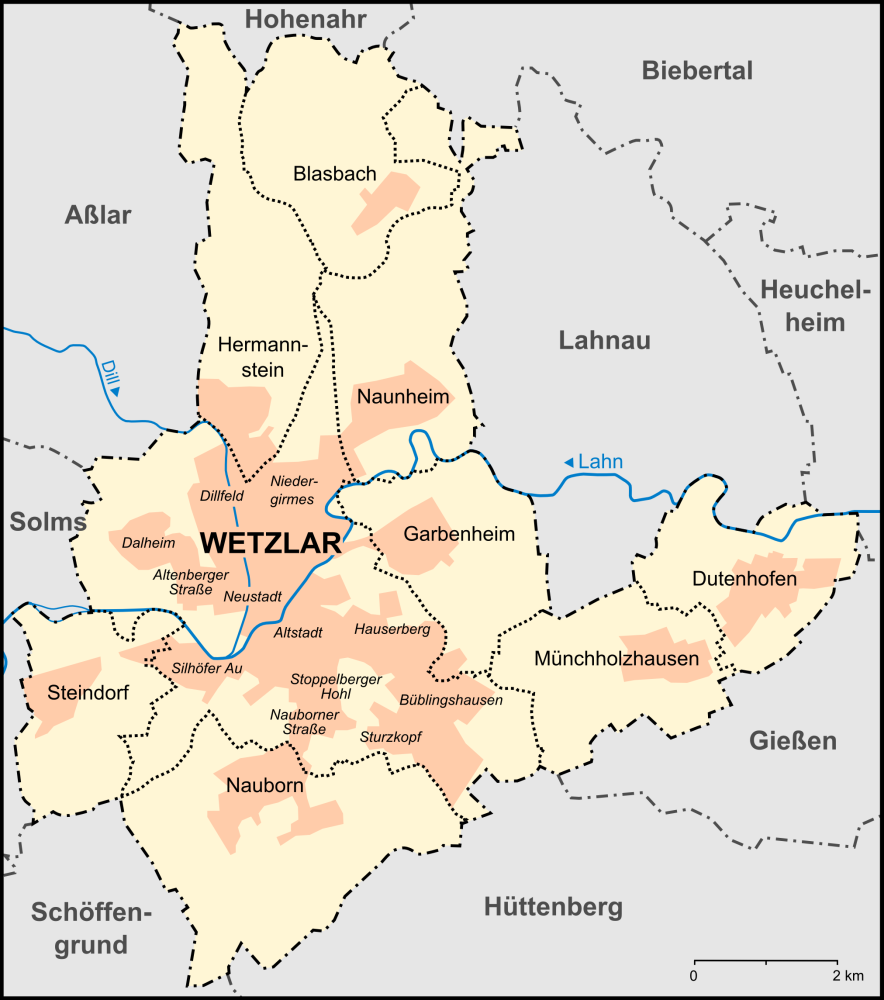
Nachbargemeinden, Stadtteile und Stadtbezirke Wetzlars

Wetzlar grenzt im Nordwesten an die Stadt Aßlar (Lahn-Dill-Kreis), im Norden und Nordosten an die Gemeinden Hohenahr (Lahn-Dill-Kreis) und Biebertal (Landkreis Gießen), im Osten an die Gemeinden Lahnau (Lahn-Dill-Kreis) und Heuchelheim an der Lahn (Landkreis Gießen) sowie an die Stadt Gießen, im Süden an die Gemeinden Hüttenberg und Schöffengrund sowie im Westen an die Stadt Solms (alle Lahn-Dill-Kreis).

### Stadtgliederung
Der alte Kernstadtbereich von Wetzlar mit 31.107 Einwohnern ist unterteilt in zwölf Stadtbezirke: Altstadt, Neustadt, Hauserberg, Büblingshausen, Sturzkopf, Stoppelberger Hohl, Nauborner Straße, Silhöfer Aue/Westend, Altenberger Straße, Dalheim, Dillfeld und Niedergirmes. Niedergirmes ist mit über 6000 Einwohnern der größte Stadtbezirk.
Weiterhin gibt es acht Stadtteile, die erst mit der Auflösung der Stadt Lahn 1979 zu Wetzlar kamen, aber bis auf Blasbach, Dutenhofen und Münchholzhausen schon lange fest mit der Stadt verwachsen waren. Dies sind östlich der Kernstadt Naunheim (3733), Garbenheim (2241), Münchholzhausen (2344) und Dutenhofen (3071). Nauborn (3987) liegt südlich der Kernstadt und Steindorf (1683) schließt sich westlich an die Kernstadt an. Nördlich der Kernstadt liegen Blasbach (975) und Hermannstein (4085) (Einwohnerzahlen jeweils in Klammern, Stand 31. Dezember 2020).
| Wappen                  | Stadtteil       | Einwohner | Beschreibung |
| ----------------------- | --------------- | --------- | --- |
|                         | Blasbach        | 975       | 6 km nördlich vom Stadtkern Wetzlar Vom 31. Dezember 1971 bis zum 1. Januar 1977 war Blasbach Ortsteil von Hermannstein. Beide gingen bis zum 31. Juli 1979 in der neugegründeten kreisfreien Stadt Lahn auf und wurden mit Wirkung vom 1. August 1979 Stadtteile von Wetzlar. |
|                         | Dutenhofen      | 3071      | 5,5 km östlich vom Stadtkern Wetzlar |
| Wappen von Garbenheim   | Garbenheim      | 2241      | 2,5 km nordöstlich vom Stadtkern Wetzlar |
| Wappen von Hermannstein | Hermannstein    | 4058      | 3 km nordwestlich vom Stadtkern Wetzlar historische Namensform: Mühlheim |
|                         | Münchholzhausen | 2344      | 4,5 km östlich vom Stadtkern Wetzlar |
| Wappen von Nauborn      | Nauborn         | 3987      | 2,5 km südlich vom Stadtkern Wetzlar |
| Wappen von Naunheim     | Naunheim        | 3733      | 3 km nordöstlich vom Stadtkern Wetzlar |
|                         | Steindorf       | 1683      | 3 km westlich vom Stadtkern Wetzlar |

### Klima
Wetzlar weist ganzjährig ein gemäßigtes Klima der mittleren Breiten auf. Aus den Talverläufen und unterschiedlichen Geländehöhen ergeben sich unterschiedliche kleinklimatische Verhältnisse. Die Tagesmitteltemperatur liegt im Sommer bei ungefähr 17 bis 18 °C und im Winter etwa 1 bis 2 °C. Die mittlere Niederschlagshöhe beträgt 600 bis 700 Millimeter und liegt damit leicht unterhalb des Durchschnitts in Deutschland. Auf den Anhöhen südlich und nördlich des Lahntals regnet es mit 800 Millimetern genau den Durchschnittswert. Die niederschlagsreichsten Monate sind Juni und Dezember mit 74 und 73,3 Millimetern, der regenärmste Monat ist der Februar mit 49,1 Millimetern.
|                       | Jan | Feb | Mär | Apr | Mai | Jun | Jul | Aug | Sep | Okt | Nov | Dez |   |      |
| Mittl. Tagesmax. (°C) | 3   | 4   | 10  | 14  | 19  | 22  | 24  | 24  | 20  | 14  | 8   | 4   | ⌀ | 13,9 |
| Mittl. Tagesmin. (°C) | −2  | −2  | 1   | 4   | 8   | 11  | 13  | 12  | 9   | 5   | 2   | −2  | ⌀ | 5    |
|                       |     |     |     |     |     |     |     |     |     |     |     |     |   |      |
| Niederschlag (mm)     | 57  | 49  | 58  | 53  | 70  | 74  | 62  | 66  | 53  | 56  | 67  | 73  | Σ | 738  |
|                       |     |     |     |     |     |     |     |     |     |     |     |     |   |      |
| Sonnenstunden (h/d)   | 1   | 3   | 4   | 6   | 7   | 7   | 7   | 6   | 5   | 6   | 1   | 1   | ⌀ | 4,5  |
|                       |     |     |     |     |     |     |     |     |     |     |     |     |   |      |
| Regentage (d)         | 10  | 8   | 8   | 9   | 10  | 10  | 10  | 10  | 8   | 8   | 10  | 10  | Σ | 111  |

| −2 |

| −2 |

| 1 |

| 4 |

| 8 |

| 11 |

| 13 |

| 12 |

| 9 |

| 5 |

| 2 |

| −2 |

| −2 |

| −2 |

| 1 |

| 4 |

| 8 |

| 11 |

| 13 |

| 12 |

| 9 |

| 5 |

| 2 |

| −2 |

| N i e d e r s c h l a g | 57  | 49  | 58  | 53  | 70  | 74  | 62  | 66  | 53  | 56  | 67  | 73  |
|                         | Jan | Feb | Mär | Apr | Mai | Jun | Jul | Aug | Sep | Okt | Nov | Dez |

## Geschichte

### Vor- und Frühgeschichte, Früh- und Hochmittelalter
Bereits in der Altsteinzeit war die Wetzlarer Region besiedelt, so auch im Bereich des Stadtteils Dalheim (Wüstungen Dalheim und Wanendorf). Durch die vom Klima begünstigte Lage blieb die Besiedlung in der Würmeiszeit vor rund 50.000 Jahren.
Ausgrabungen längs der Lahn in Wetzlar-Dalheim haben größere, 7500 bis 7000 Jahre alte Siedlungsreste einer größeren, linearbandkeramischen-Kultur hervorgebracht. Weitere Siedlungen germanischen Ursprungs in der unmittelbaren Nähe wurden freigelegt. Sie stammen zum Teil aus der Zeit um Christi Geburt und waren für die Dauer von zirka 1400 Jahren kontinuierlich besiedelt. Auf der Gemarkung Wetzlars bestanden zudem drei keltische Siedlungen. Weitere Hausgrundrisse sowie Speichergruben einer bronzezeitlichen Siedlung auf dem Gebiet hinter dem Dom wurden dokumentiert, ein Beleg für die frühe vorgeschichtliche Besiedlung um 3500 v. Chr. auf diesem exponierten Gelände.
Schon aus der keltischen La-Tène-Zeit ist die Eisenerzgewinnung und -verhüttung in und um Wetzlar nachgewiesen. Somit hat die Eisenverarbeitung dort eine rund 2500-jährige Tradition. Für Kupfer, Silber und Gold gab es in und um Wetzlar, wenn auch viel später, Grubenfelder.
In Waldgirmes, unmittelbar an der östlichen Stadtgrenze, befand sich eine zivile römische Siedlung im Aufbau, siehe Römisches Forum Lahnau-Waldgirmes und in Dorlar gab es im ersten Jahrzehnt des ersten Jahrhunderts n. Chr. ein römisches Militärlager.
Der Name Wetzlar entstand möglicherweise bis zum 3. Jahrhundert, die Endsilbe -lar weist darauf hin (Näheres in der Geschichte der Stadt Wetzlar), nachweislich besteht die Stadt seit dem 8. Jahrhundert.
Zu einem unbekannten Zeitpunkt erwarb Wetzlar das Marktrecht und damit das Recht, Marktzoll zu erheben. Im Laufe der Jahre entstand auf einem Hügel, dem ursprünglichen Burgberg und späteren Domhügel mit dem Marienstift, eine Marktsiedlung. Sie war Anziehungspunkt für Händler und Handwerker. Zum ersten Kirchenbau vor 897 war es möglicher Treffpunkt für gläubige Christen.
Jüngste umfangreiche Ausgrabungen in der Altstadt hinter dem Dom zeigen die Existenz einer bisher nur vermuteten früheren Stadtbefestigung aus dem 12. Jahrhundert, eine Turmkonstruktion sowie die Überreste eines an die gut erhaltenen Mauerreste angebauten Gebäudes. Durch die hohe Funddichte und ein großes Fundspektrum wird ein starker Aufschwung der Stadt und der damit verbundene Wohlstand bestätigt. So gibt es nicht nur Keramik- und Glasfragmente, Trachtbestandteile, Handwerksgeräte, sondern auch Speiseabfälle und Münzen, weiterhin die Aufdeckung von mehreren Flachdarren zur Flachsverarbeitung sowie zwei Kalkbrennöfen aus dem 13. Jahrhundert, die zur Herstellung von Mörtel im ehemaligen Stiftsbezirk dienten und auf eine rege Bautätigkeit verweisen.

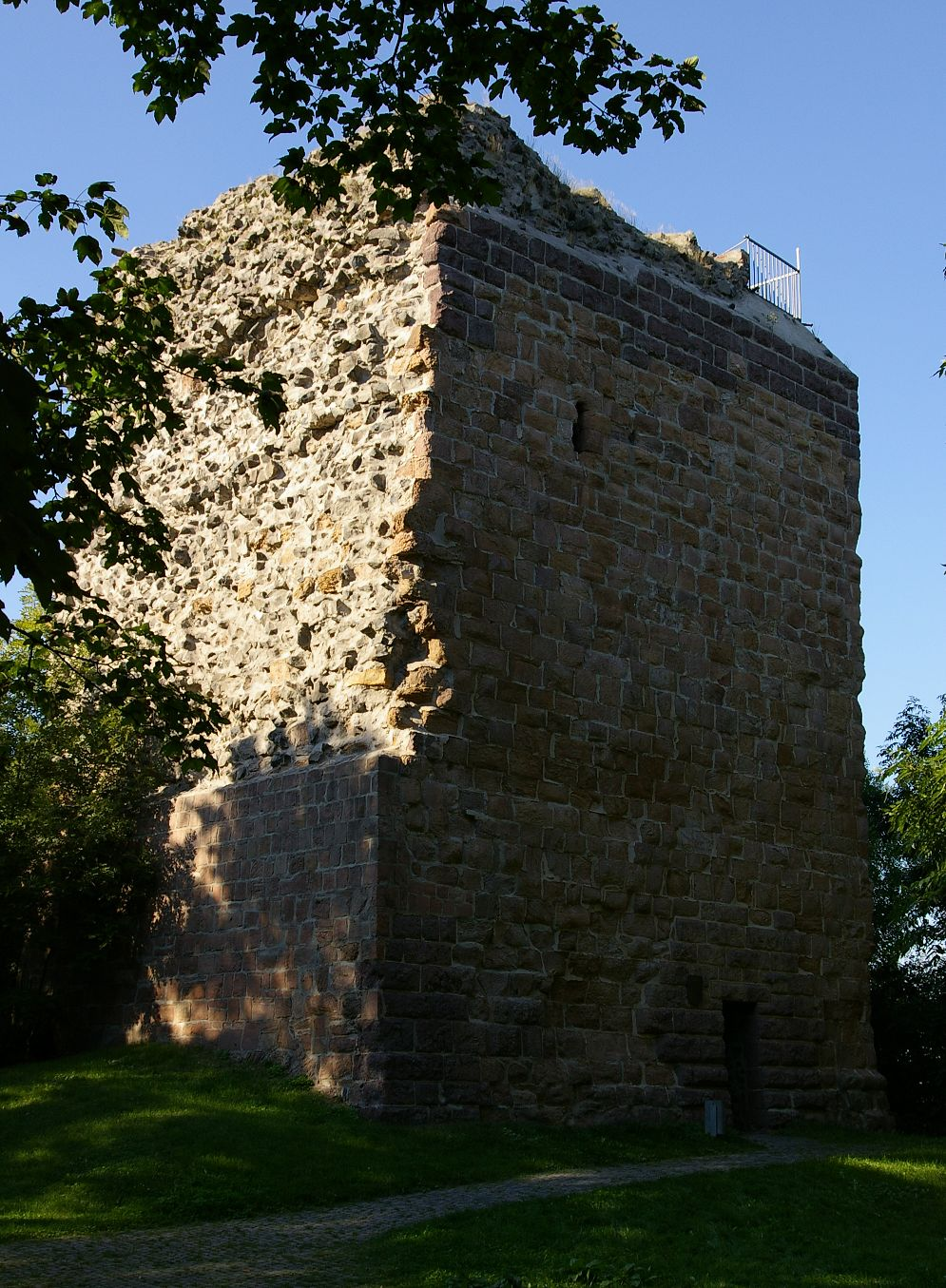
Burgruine Kalsmunt

Die alte Reichsburg Kalsmunt: Nach Karl Metz soll diese Burg bzw. dieses Schloss bereits eine frühe römische Gründung gewesen sein. Für Zedler hat dieses Schloss Karl der Große um das Jahr 785 erbaut, um die demnach bereits bestehende Stadt dadurch besser im Zaume halten zu können. Sie soll von ihm „Carols Mons“ (Carlmund oder Carlmont) genannt worden sein, die heutige Benennung wird folgendermaßen gedeutet: Kals- (Karls) und -munt (Vasall), d. h. ein Lehensmann des Fränkischen Hofes. Andere Quellen halten den Namen für vorgermanisch oder keltisch wie: „The name Kalsmunt is of Celtic origin and means ‚barren hill‘“, mit der Bedeutung nutzlos/fruchtlos/unfruchtbarer Hügel. Auf der Reichsburg Kalsmunt wurden die kaiserlichen Münzen für Wetzlar geprägt. König Rudolf von Habsburg bestellte Graf Adolf von Nassau im Jahr 1286 zum Burghauptmann auf der Burg Kalsmunt. Adolf behielt das Amt, bis er selbst zum König des Römisch-Deutschen Reiches gewählt wurde. Bereits 1292 übertrug er das Amt des Burghauptmanns an Gottfried von Merenberg.
Als eine frühe urkundliche Ersterwähnung der Stadt gilt eine Schenkung Ingolds an das Kloster Lorsch aus dem Jahre 832 im Lorscher Codex (Urkundenabschrift Nr. 3146).
Der Konradiner Gebhard, Graf in der Wetterau und ab 904 Herzog von Lothringen, ließ 897 eine Salvatorkirche (Erlöserkirche) weihen, die frühere Bauten ersetzte. Er stiftete 914/915 das Kloster St. Maria in Wetzlar, dort wurde er auch begraben. Zu Beginn des 10. Jahrhunderts erfolgte die Gründung des Marienstiftes, eines Kollegiatstiftes, durch Gebhards Söhne Hermann I., einen späteren Herzog von Schwaben, und Udo I., Graf in der Wetterau.

### Spätmittelalter, Reichsstadt, Reichskammergericht
Als Freie Reichsstadt stieg Wetzlar vom Ende des 12. Jahrhunderts bis etwa 1350 mit rund 6000 Einwohnern nach Frankfurt zur zweitgrößten Stadt der Region auf, verarmte jedoch bis Anfang des 15. Jahrhunderts.
Der Hohenstaufenkaiser Friedrich I. Barbarossa schuf im Wetzlarer Gebiet eine Reichsvogtei und stellte 1180 die Bürger Wetzlars den Bürgern Frankfurts gleich. Wetzlar wurde gleichzeitig Reichsstadt und blieb es bis 1803. Zum Schutz der Stadt und um die Wetterau als Reichsland zu sichern, baute er hoch über Wetzlar die bestehende Reichsburg Kalsmunt weiter aus. König Rudolf von Habsburg bestellte Graf Adolf von Nassau im Jahr 1286 zum Burghauptmann auf der Burg Kalsmunt. Adolf behielt das Amt, bis er selbst zum König des Römisch-Deutschen Reiches gewählt wurde. Die Handelsstraße, die bei Wetzlar die Lahn durchquerte, die Wetzlarer Eisenerzeugnisse, von denen heute noch der Eisenmarkt (forum ferri) zeugt, Wollweberei und Lederverarbeitung waren eine gute Basis für die weitere Entwicklung der Stadt.
Am 9. Juli 1277 wurden in einer Königsurkunde erstmals Juden in Wetzlar erwähnt. Der Deutsche Orden hatte von 1285 bis 1809 im Deutschordenshof der Stadt eine Niederlassung.
Im Jahre 1285 kam der „falsche Kaiser“ Dietrich Holzschuh, genannt Tile Kolup, der sich als Friedrich II. ausgab (der tatsächlich schon 1250 in Italien gestorben war), nach Wetzlar. Er zog von Neuss kommend dem rechtmäßigen König Rudolf von Habsburg nach Frankfurt entgegen. Als der König daraufhin nach Wetzlar zog, nahmen die Stadtoberhäupter Tile Kolup fest und lieferten ihn aus. Er wurde als Zauberer, Ketzer und Gotteslästerer zum Flammentod verurteilt und am nächsten Tag in Wetzlar hingerichtet.

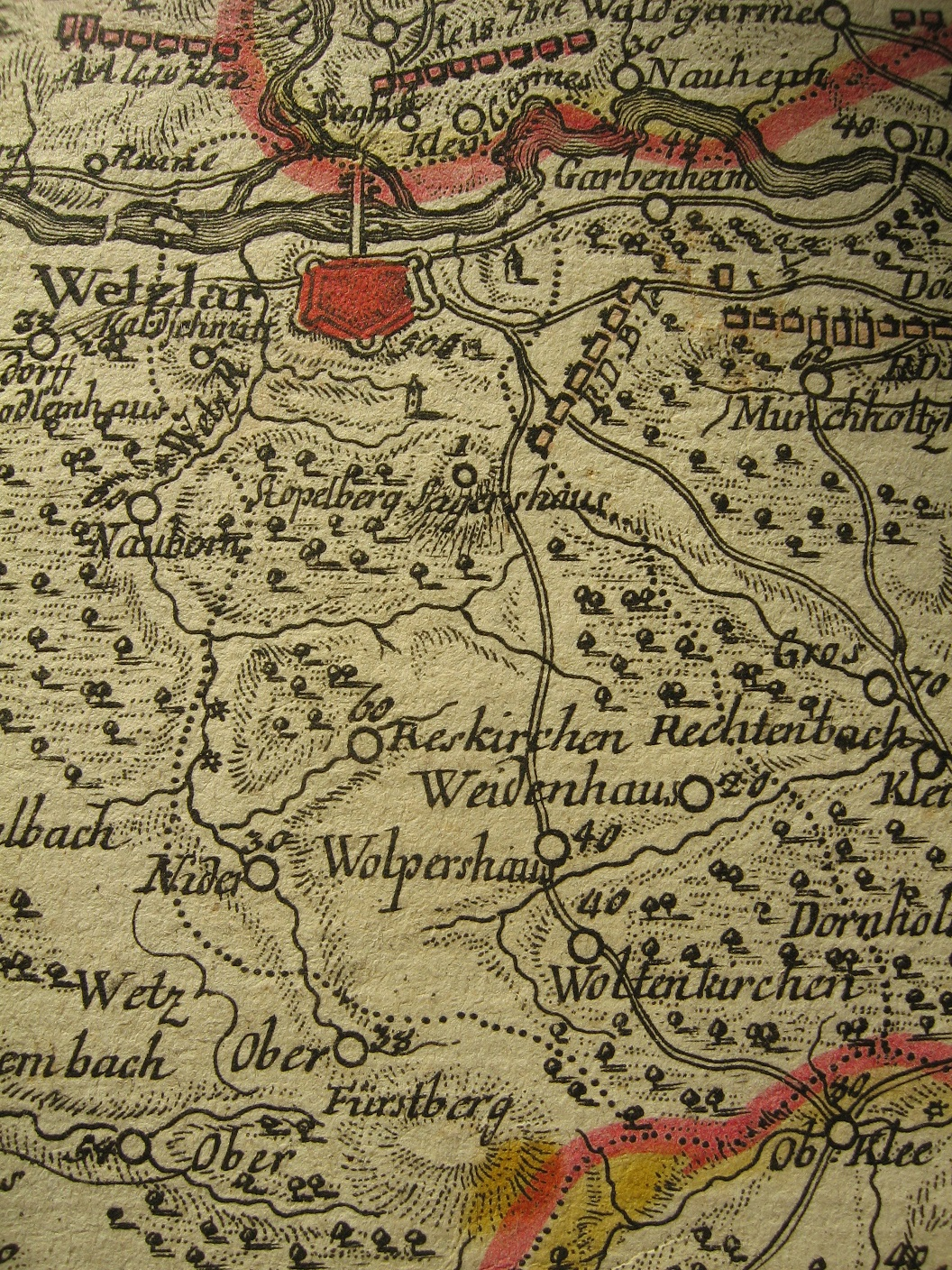
Territorium der Reichsstadt im 18. Jahrhundert

Bis 1250 war der größte Teil der Stadtbefestigung, deren Reste heute noch besichtigt werden können, fertiggestellt. Bis zur Mitte des 14. Jahrhunderts wird die Einwohnerzahl der Stadt auf 6000 geschätzt. Sie war damit für diese Zeit, im Vergleich zu anderen Städten in Deutschland, bereits eine Großstadt. Um 1350 war der Höhepunkt der mittelalterlichen Stadtentwicklung erreicht.
Die jahrzehntelange Fehde mit den Grafen von Solms, die versuchten, Wetzlar zu einer solmsischen Landstadt zu machen, bedrohte die lebenswichtigen Handelsstraßen. Deshalb wurde im Wetzlarer Norden die Burg Hermannstein (1373–1379) zum weiteren Schutz der Stadt errichtet. Der Kaiser unterstützte zwar die Stadt, war dabei jedoch nicht sehr erfolgreich. Er übertrug 1378 und 1393 die Erbvogtei an Hermann II. (Hessen), genannt „der Gelehrte“. Seitdem waren die Amtmannschaft und der Schutz Wetzlars mit der Reichsburg Calsmunt landgräflich hessisches Lehen des Reichs. Bei jedem Regierungsantritt eines hessischen Landgrafen mussten danach der Rat und die Bürgerschaft dem Landgraf als Erbvogt und Schutzfürst huldigen. Das Schutzverhältnis blieb über die Jahrhunderte nicht ganz konfliktfrei. Wiederholt musste die Landgrafschaft ihre Rechte, sogar unter Androhung militärischer Gewalt, gegenüber dem Rat und der Bürgerschaft durchsetzen.
Die Stadt verschuldete sich und fiel 1387 unter Zwangsverwaltung, wurde aber in den Rheinisch-Schwäbischen Städtebund aufgenommen. Der Niedergang der Stadt führte bis zum Ende des Dreißigjährigen Krieges zu einer Verringerung der Einwohnerzahl auf nur noch 1500.

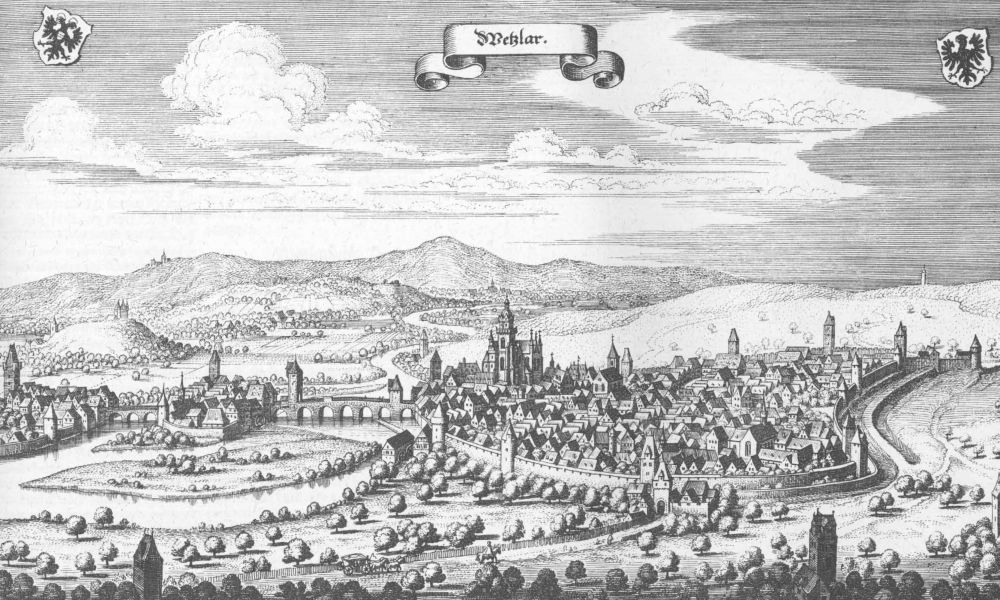
Wetzlar – Auszug aus der Topographia Hassiae von Matthäus Merian 1655

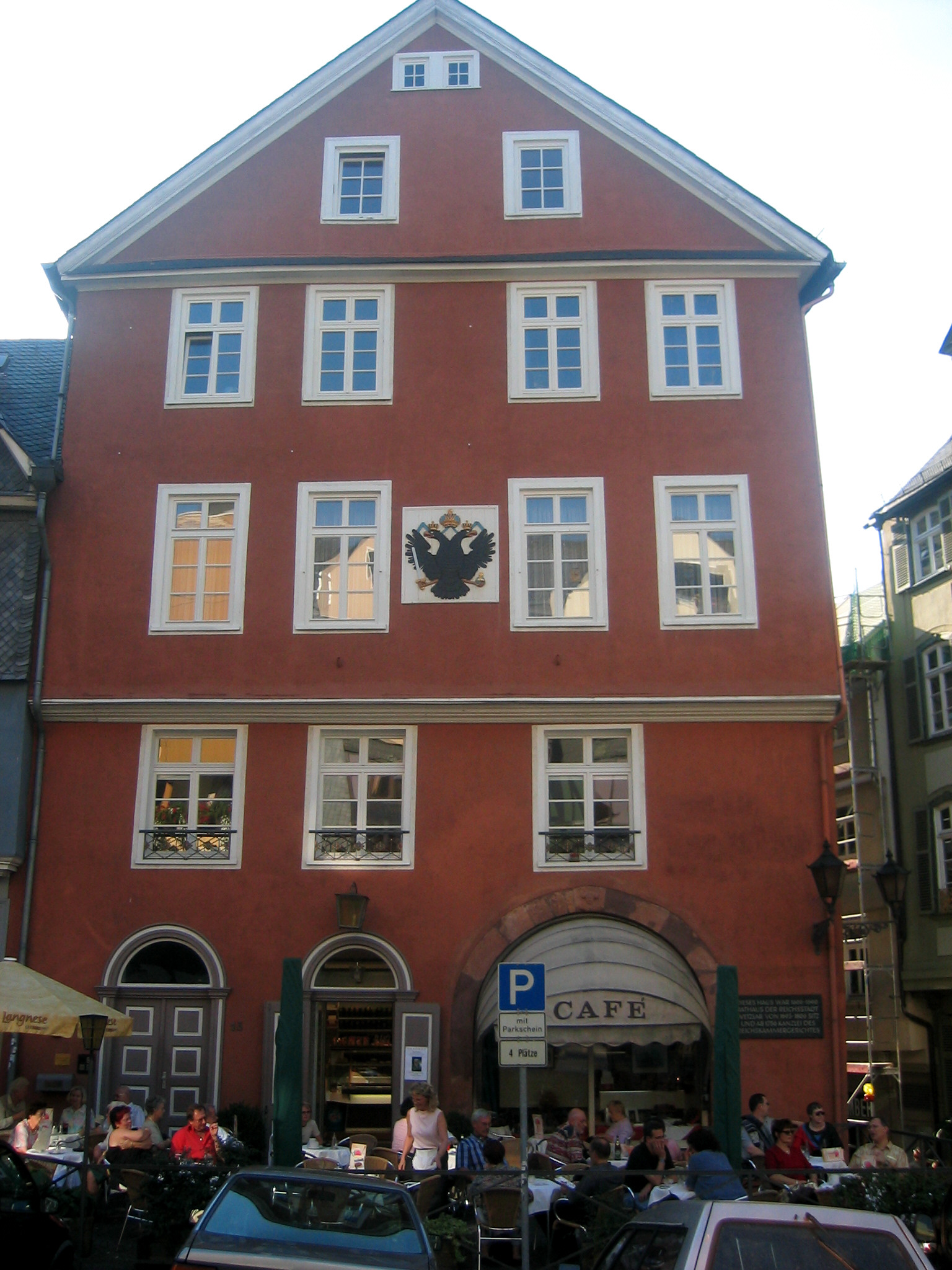
Der ehemalige Sitz der Kanzlei des Reichskammergerichts

Ein Glücksfall für Wetzlar war 1689 die Verlegung des höchsten Gerichtes des Heiligen Römischen Reiches Deutscher Nation, des Reichskammergerichts, nach Wetzlar. Von Mai bis September 1772 war Johann Wolfgang Goethe am Reichskammergericht als Praktikant eingeschrieben. Seine glücklose Romanze mit Charlotte (Lotte) Buff während dieser Zeit war Stoff für seinen Erstlingsroman Die Leiden des jungen Werther, mit dem er Wetzlar weltweit bekannt machte. Das Lottehaus am Deutschordenshof in der Lotte-Straße erinnert noch daran. Mit der Auflösung des Reichs 1806 endete die Existenz des Reichskammergerichts.
Das französisch besetzte Wetzlar verlor bereits 1803 durch den Reichsdeputationshauptschluss seine Reichsunmittelbarkeit: Im Zuge der Mediatisierung kam es zusammen mit dem Fürstentum Aschaffenburg und dem Fürstentum Regensburg als Grafschaft Wetzlar zum Staat des Reichserzkanzlers Reichsfreiherr Karl Theodor von Dalberg, 1810 zu dessen Großherzogtum Frankfurt. Nach dem Wiener Kongress fiel das Gebiet 1815 an Preußen, und 1822 wurde es Sitz des Landrates des neu geschaffenen Landkreises Wetzlar.

### Wetzlar wird Industriestadt
Die Eisenerzgewinnung, -verhüttung und -verarbeitung in und um Wetzlar hat bereits eine 2500-jährige Tradition. Die „moderne“ Industrialisierung Wetzlars begann jedoch erst mit der Schiffbarmachung der Lahn durch Schleusen um 1850. Mit der Eröffnung zweier Eisenbahnlinien 1862/63 (Lahntalbahn mit der Strecke Wetzlar–Limburg–Koblenz und Köln-Gießener Eisenbahn), die sich in Wetzlar trafen, sowie der Berlin-Wetzlarer Eisenbahn, der sogenannten Kanonenbahn. Im Jahre 1878 fand die Stadt Anschluss an ferne Rohstoff- und Absatzmärkte und wurde Industriestandort. 1869 waren allein im Stadtgebiet Wetzlar, mit ehemaligem Bergamt und Bergrevier, 100 Erzbergwerke in Betrieb. Der erste Wetzlarer Hochofen der Gebrüder Buderus wurde 1872 in Betrieb genommen. Über 100 Jahre lang wurde in der Sophienhütte das im Bergbau und Hüttenwesen im Lahn-Dill-Gebiet gefundene Eisenerz (Roteisenstein) verarbeitet. Ab 1887 wurden nach und nach Erzbergwerke in Wetzlar stillgelegt, nur kurz unterbrochen durch den Ersten Weltkrieg. Die danach auf dem Weltmarkt angebotenen, billiger im Tagebau gewonnenen ausländischen Erze beschleunigten den Prozess. 1926 kam der Wetzlarer Bergbau vollständig zum Erliegen. Weitere nennenswerte metallverarbeitende Unternehmen waren Röchling, die Hessischen Berg- und Hüttenwerke, die Carolinenhütte und das Herkuleswerk. Das Optische Institut Carl Kellners war Keimzelle für eine optische und feinmechanische Industrie mit Weltruf mit Unternehmen wie Leitz (Leica), Hensoldt (heute Carl Zeiss Sports Optics), Minox, Pfeiffer, Loh, Christian Kremp, Seibert, Wilhelm Will, Hollmann, Leidolf und viele andere. Diese Unternehmen machten die Stadt zum heutigen Hochtechnologiestandort.

### Wetzlar im 20. Jahrhundert

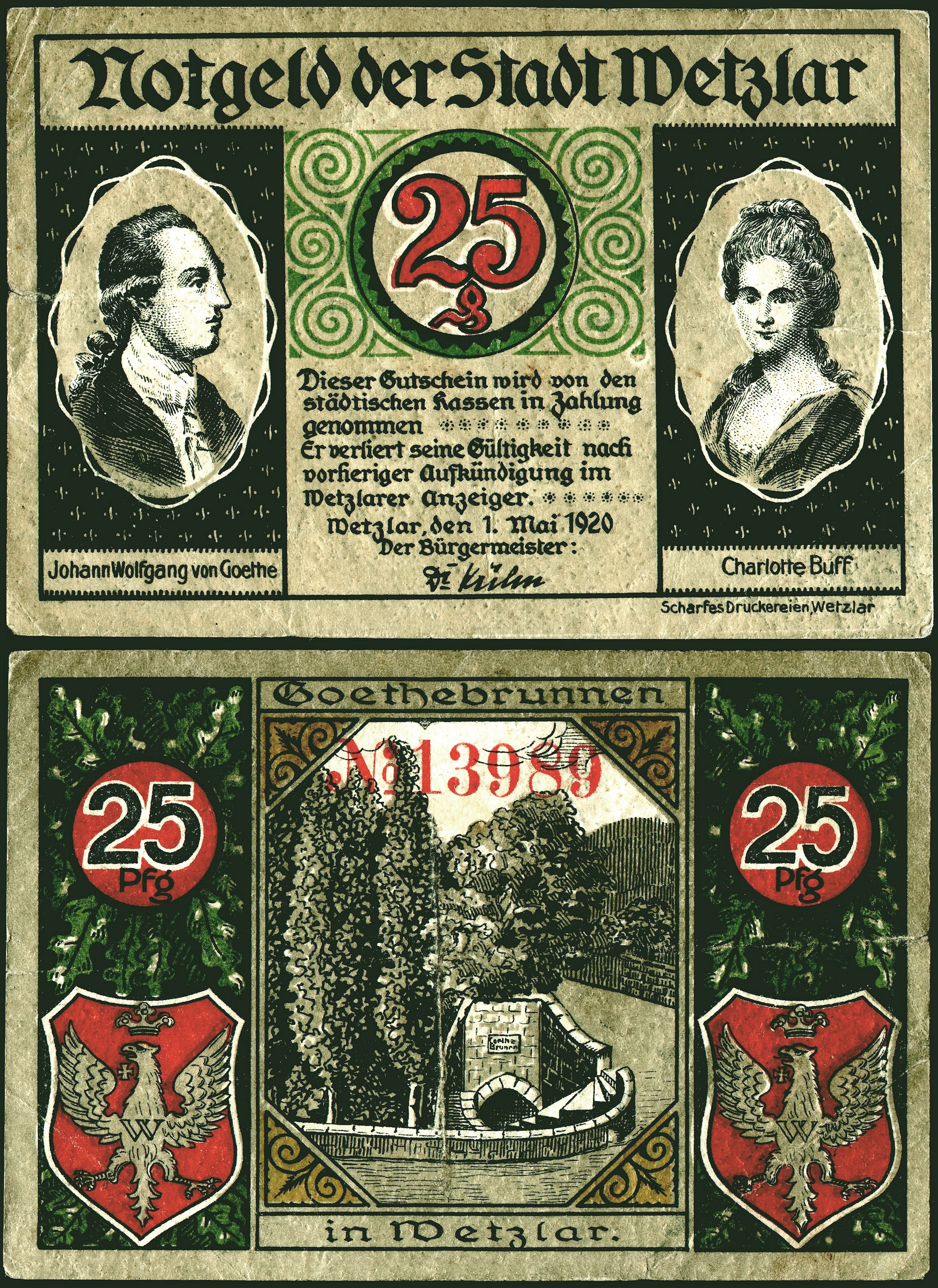
25 Pfennig-Notgeldschein von 1920

Im Zuge der fortschreitenden Industrialisierung wuchs die Stadt über ihre mittelalterlichen Stadtgrenzen hinaus. 1903 erfolgte die Eingemeindung von Niedergirmes mit seinen ausgedehnten Industrieanlagen und dem Bahnhofsviertel.
Im Ersten Weltkrieg befand sich etwa zwei Kilometer südöstlich des Stadtzentrums, hinter der Spilburg (urkundliche Ersterwähnung 1310), ein Gefangenenlager des XVIII. Armeekorps mit über 15.000 Kriegsgefangenen aus Russland. Es handelte sich vor allem um ukrainische Gefangene, denen bessere Bedingungen als üblich geboten wurden, um sie als mögliche spätere Bündnispartner gegen Russland zu gewinnen. Aus dem Lager entwickelte sich später der Stadtbezirk Büblingshausen. Im Ersten Weltkrieg fielen 540 Wetzlarer Männer.
Zum Ende des Ersten Weltkrieges wurde die Einwohnerzahl der Stadt von 15.000 überschritten. Wegen zunehmender Verkehrsprobleme wurde eine Ringstraße im Westen der Altstadt gebaut und damit die alte steinerne Lahnbrücke durch eine weitere Brücke entlastet. Bis 1932 war der Landkreis Wetzlar eine Exklave der Rheinprovinz in Hessen, ehe der Kreis und damit auch die Stadt Wetzlar in die preußische Provinz Hessen-Nassau eingegliedert wurden. Nach 1933 wurde an der Straße nach Steindorf ein weitläufiger neuer Kasernenkomplex errichtet.
1933, zu Beginn der NS-Diktatur, lebten 132 Juden in Wetzlar. 1939 waren es nur noch 46. Von den Wetzlarer Juden wurde etwa die Hälfte durch eine Frankfurter Dienststelle der Gestapo in Vernichtungslager deportiert. Die anderen Familien wanderten nach Amerika, Südafrika, Palästina und Frankreich aus. Der Fabrikant Ernst Leitz II. (1871–1956), der mit der Leica die erste international erfolgreiche Großserien-Kleinbildkamera der Welt verwirklichte, rettete als der „Wetzlarer Schindler“ mehreren Dutzend Juden vor dem Zugriff der Nationalsozialisten, indem er sie in internationale Dependancen und befreundete Unternehmen auf der ganzen Welt vermittelte.
Während des Zweiten Weltkriegs, im Mai 1944, wurde in Dalheim für kriegsgefangene alliierte Luftwaffenangehörige ein sogenanntes Durchgangslager (Dulag Luft) errichtet, das bis März 1945 in Betrieb blieb. Von dort wurden die Gefangenen, nach erfolgtem ersten Verhör, auf sogenannte Stammlager (Stalags) verteilt.
Während des Krieges mussten in Wetzlar Zwangsarbeiter für die Rüstungsindustrie arbeiten, zum Schutz vor Bomben teilweise in unterirdischen Produktionshallen unter dem Hauserberg. Schätzungen zufolge müssen sich zum Ende des Zweiten Weltkriegs ungefähr 10.000 Ausländer zum Teil als Zwangsarbeiter und Kriegsgefangene im Gebiet der Stadt aufgehalten haben. Zusammen mit überlebenden Juden wurden mehrere Tausend ehemalige Zwangsarbeiter in der späteren Sixt-von-Arnim-Kaserne im Wetzlarer Westend bis 1952 als Displaced Persons untergebracht.
Als Industrieschwerpunkt (Eisenwerke, optische Industrie) war Wetzlar auch das Ziel schwerer Luftangriffe gewesen, die besonders das Bahnhofsviertel und den Stadtteil Niedergirmes trafen. Die historische Altstadt überstand den Krieg jedoch, vom Dom abgesehen, weitgehend unversehrt.
Im Rahmen der Neugliederung Deutschlands wurde die Stadt dem neu gegründeten Bundesland Hessen zugeordnet. Der gewaltige Zuzug von Heimatvertriebenen und Flüchtlingen führte zu einer Verdopplung der Einwohnerzahl auf über 30.000 zum Beginn der 1950er Jahre. Es musste dringend neuer Wohnraum geschaffen werden, weshalb die Erschließung und der Ausbau einer Reihe neuer Wohngebiete und ganzer Stadtbezirke vorangetrieben wurde. 1951 bis 1953 entstand eine Siedlung in dichter Geschossbauweise im Westend. Ab 1956 begann der Ausbau der Neuen Wohnstadt, teilweise in Zeilenbauweise und teilweise in Hochhäusern errichtet, die mindestens 4800 Menschen aufnahm. Ab 1957 entstand ein großer Bundeswehr-Standort in den ehemaligen Wehrmacht-Kasernen (Spilburg- und Sixt-von-Armin-Kaserne) aus der NS-Zeit. Dort waren zeitweise rund 6000 Soldaten stationiert. Nach der Auflösung des Standortes 1992 verblieb nur noch das für Mittelhessen zuständige Kreiswehrersatzamt, das 2012 ebenfalls aufgelöst wurde.
Als Keimzelle des heutigen Stadtbezirks Wetzlar-Dalheim wurde von den Werken Buderus und Röchling-Buderus nach dem Ersten Weltkrieg die sogenannte Altenberger Kolonie entlang der Altenberger Straße gebaut. Diese damals sehr fortschrittlichen Reihenhäuser mit angebauten Schuppen und anschließenden Gartengrundstücken wurden an Beschäftigte der beiden Werke vermietet. Ende der 1940er und Anfang der 1950er Jahre ergänzten die Firmen Buderus, Leitz und die Stadt das Gebiet um die Bredow-Siedlung mit Kindergarten, Spiel- und Sportplatz sowie um die Österreicher-Siedlung, benannt nach der dort stattgefundenen siegreichen Schlacht bei Wetzlar (Erzherzog Karl von Österreich gegen Napoleons General Jourdan) inklusive Eichendorff-Schule. In den 1960er Jahren plante die Stadt Wetzlar, auf einem Entwurf der Professoren March und Maurer basierend, das große Neubaugebiet Dalheim. Mit dem Ausbau des neuen Stadtbezirks wurde 1965 begonnen.
Am 1. Januar 1977 wurde Wetzlar im Zuge der Gebietsreform in Hessen nach einem gut zweieinhalbjährigen organisatorischen Vorlauf kraft Landesgesetzes mit der Nachbarstadt Gießen und 14 Umlandgemeinden zur kreisfreien Stadt Lahn zusammengeschlossen. Die neue Stadt hatte zirka 156.000 Einwohner. Nach scharfen Protesten, vor allem von Wetzlarer Seite, wurde die Neugliederung des Lahn-Dill-Gebiets modifiziert und die Stadt Lahn nach 31 Monaten Existenz wieder aufgelöst. Dadurch wurde Wetzlar am 1. August 1979 wieder als eigenständige Stadt gebildet. Nach der Neugründung entsprach das Stadtgebiet im Wesentlichen dem Stadtbezirk Wetzlar der aufgelösten Stadt Lahn, zuzüglich der im Osten liegenden Orte Dutenhofen und Münchholzhausen. Zugleich mit der Auflösung der Stadt Lahn erlangten die kreisangehörigen Städte mit mehr als 50.000 Einwohnern, also auch Wetzlar, den Rang von Sonderstatusstädten mit zusätzlichen Kompetenzen und dem Privileg, dass die beiden Personen an der Verwaltungsspitze die Amtsbezeichnung Oberbürgermeister und Bürgermeister tragen. Demokratisch gewählte Körperschaften erhielt die Stadt nach den für den 7. Oktober 1979 angesetzten Nachwahlen, bei denen der SPD mit ihrem Spitzenkandidaten Walter Froneberg die absolute Mehrheit zufiel. Wetzlar ist seither Kreisstadt eines um die Kommunen des ausgegliederten Landkreises Gießen verkleinerten Lahn-Dill-Kreises.
In den 1970er Jahren ging der traditionsreiche Eisenerzabbau im Lahn-Dill-Gebiet durch Erschöpfung der dortigen Vorkommen dem Ende entgegen. Infolgedessen endete 1981 mit dem Ausblasen des letzten Hochofens von Buderus die Epoche der Roheisenerzeugung in Wetzlar: Der immer größere Anteil an importiertem Eisenerz ließ den Betrieb zuletzt unwirtschaftlich werden.
Für die Stadt Wetzlar wurde im September 2011 das Ende 1976 im Rahmen der Gebietsreform ausgelaufene Kfz-Kennzeichen WZ neu genehmigt und ab 1. Juli 2012 wieder eingeführt.

### Bundeswehr
Nach dem Zweiten Weltkrieg wurde Wetzlar zunächst Garnison für amerikanische, später auch französische Einheiten, gehörte aber weiterhin zur Amerikanischen Besatzungszone.
Mit der Gründung der Bundeswehr im Jahr 1956 übernahmen die neu eingezogenen Bundeswehrsoldaten die Kasernen Sixt von Armin und Spilburg. Im Laufe der Zeit wuchs der Standort Wetzlar mit rund 6000 Soldaten zum größten Panzer-Standort in Hessen und zum zweitgrößten Bundeswehrstandort, nach Koblenz, in der Bundesrepublik. Die veränderte politische Situation in Deutschland nach der Wiedervereinigung führte zu einem Truppenabbau. Daher wurde der Standort Wetzlar im Jahr 1992 fast vollständig aufgelöst. Geblieben ist lediglich für kurze Zeit das Kreiswehrersatzamt, zuständig für den mittelhessischen Raum.
Zweimal wurde dem Standort zu Ehren der Große Zapfenstreich gegeben, zuletzt zur Auflösung der Wetzlarer Bundeswehrgarnisonen.

### Verwaltungsgeschichte im Überblick
Die folgende Liste zeigt die Staaten und Verwaltungseinheiten, denen Wetzlar angehört(e):
- 1180–1803: Heiliges Römisches Reich, Reichsstadt Wetzlar (Die Schutzherrschaft übte als Reichslehen zeitweise der Landgraf von Hessen-Darmstadt aus)
- 1803–1810: Primatialstaat Karl Theodor von Dalbergs, Reichsgrafschaft Wetzlar
- 1810–1813: Großherzogtum Frankfurt, Departement Frankfurt, Unterpräfektur Wetzlar
- ab 1816: Königreich Preußen,[Anm. 1] Provinz Großherzogtum Niederrhein, Regierungsbezirk Koblenz, Kreis Wetzlar
- ab 1822: Königreich Preußen, Rheinprovinz, Regierungsbezirk Koblenz, Kreis Wetzlar[Anm. 2]
- ab 1866: Norddeutscher Bund, Königreich Preußen, Rheinprovinz, Regierungsbezirk Koblenz, Kreis Wetzlar
- ab 1871: Deutsches Reich, Königreich Preußen, Rheinprovinz, Regierungsbezirk Koblenz, Kreis Wetzlar
- ab 1918: Deutsches Reich, Freistaat Preußen, Rheinprovinz, Regierungsbezirk Koblenz, Kreis Wetzlar
- ab 1932: Deutsches Reich, Freistaat Preußen, Provinz Hessen-Nassau, Regierungsbezirk Wiesbaden, Kreis Wetzlar
- ab 1944: Deutsches Reich, Freistaat Preußen, Provinz Nassau, Kreis Wetzlar
- ab 1945: Deutsches Reich, Amerikanische Besatzungszone,[Anm. 3] Groß-Hessen, Regierungsbezirk Wiesbaden, Kreis Wetzlar
- ab 1946: Deutsches Reich, Amerikanische Besatzungszone, Hessen, Regierungsbezirk Wiesbaden, Kreis Wetzlar
- ab 1949: Bundesrepublik Deutschland, Hessen, Regierungsbezirk Wiesbaden, Kreis Wetzlar
- ab 1968: Bundesrepublik Deutschland, Hessen, Regierungsbezirk Darmstadt, Kreis Wetzlar
- ab 1. Januar 1977: Bundesrepublik Deutschland, Hessen, Regierungsbezirk Darmstadt, Stadt Lahn
- ab 1. August 1979: Bundesrepublik Deutschland, Hessen, Regierungsbezirk Darmstadt, Lahn-Dill-Kreis
- ab 1981: Bundesrepublik Deutschland, Hessen, Regierungsbezirk Gießen, Lahn-Dill-Kreis

### Religionen: Geschichte und Gegenwart
Die Stadt Wetzlar und später der umliegende Raum gehörten von den Ursprüngen an bis 1933 zum Bistum Trier / (davor bis 1801) Erzbistum Trier. Der Erzbischof war Stiftspropst des Wetzlarer Domes. Die vier katholischen Pfarreien Wetzlars verfügen über sieben Kirchenbauten und gehören zum Bezirk Wetzlar im nordöstlichen Teil des Bistums Limburg.
Der Anteil der Religionsgemeinschaften lag 1939 bei 78,4 Prozent Protestanten, 15,7 Prozent Katholiken sowie einem Prozent sonstiger Christen.
Die jüdische Gemeinde in Wetzlar bestand bis in die Zeit des Nationalsozialismus und lebte durch die Displaced Persons (DP) in der Nachkriegszeit wieder auf. Erst seit im März 1949 die letzten DP die Stadt verlassen haben, existiert keine Gemeinde mehr.
Die 16 evangelischen Kirchen Wetzlars (einige Gemeindezentren sind für zwei Kirchen zuständig) gehören hauptsächlich zur Evangelischen Kirche im Rheinland, denn Wetzlar ist eine kleine Exklave ganz im Osten dieses Gebietes. Nur die Stadtteile Naunheim und Hermannstein gehören zur Evangelischen Kirche in Hessen und Nassau.
Für die muslimische Gemeinde Wetzlar stehen zwei Moscheen zur Verfügung. Außerdem besteht eine alevitische Gemeinde.
Zahlreiche weitere religiöse Gruppen sind in der Stadt vertreten, so die Zeugen Jehovas, die Mormonen, die Neuapostolische Kirche usw.

## Einwohnerstatistik

### Einwohnerentwicklung
Infolge der Industrialisierung in der zweiten Hälfte des 19. Jahrhunderts beschleunigte sich das Bevölkerungswachstum Wetzlars: 1890 zählte die Stadt 8144 Einwohner, 1925 waren es bereits 16.500. Nach dem Zweiten Weltkrieg gewann das Wachstum weiter an Dynamik; von über 26.250 Einwohnern (1950) wuchs die Stadt – auch infolge weiterer Eingemeindungen – auf über 52.000 Einwohner Ende der siebziger Jahre an. Seitdem waren nur noch geringfügige Änderungen zu registrieren. Wetzlar ist die zwölftgrößte Stadt in Hessen mit aktuell 55.371 Einwohnern Anfang 2019 (inkl. Zweitwohnsitze).
Wetzlar hatte am 31. Dezember 2020 nach dem Einwohnermelderegister 54.100 Einwohner, 32.373 davon entfielen auf die Kernstadt und 21.727 auf die Stadtteile. Am 31. Dezember 2018 waren es 53.896 Einwohner (davon waren 26.308 männlich und 27.588 weiblich); Beim Zensus am 9. Mai 2011 zählte die Stadt noch 50.826 Einwohner.
Im September 2019 wurden für Wetzlar 2.264 Arbeitslose gemeldet.
| Jahr | Einwohner |
| ---- | --------- |
| 1871 | 6.923     |
| 1885 | 9.271     |
| 1895 | 10.015    |
| 1910 | 13.389    |
| 1925 | 16.482    |
| 1933 | 17.392    |
| 1939 | 21.018    |
| 1946 | 22.530    |
| 1950 | 26.252    |

| Jahr | Einwohner |
| ---- | --------- |
| 1961 | 37.281    |
| 1967 | 36.680    |
| 1980 | 52.100    |
| 1990 | 51.400    |
| 2000 | 52.600    |
| 2004 | 52.545    |
| 2010 | 51.000    |
| 2016 | 52.446    |
| 2018 | 53.896    |

Einwohnerentwicklung von Wetzlar von 1871 bis 2017

(nur Hauptwohnsitze, jeweiliger Gebietsstand)
Quellen: lagis-hessen.de, mittelhessen.de, verwaltungsgeschichte.de

### Nationalitäten
Der Ausländeranteil betrug 2016 15,3 % (8.109 Einwohner), die sich auf 121 Nationalitäten verteilten. Den größten Anteil bildeten die türkischen Staatsangehörigen mit 21 % der nichtdeutschen Bevölkerung. Es folgen die polnische und die russische Nationalität mit einem Anteil von 10 % sowie 9 %. Gemäß Zensus 2011 hatten 31,6 % der Bewohner von Wetzlar einen Migrationshintergrund, was 16.040 Personen entspricht.

### Konfessionsstatistik
Der Anteil der evangelischen und katholischen Kirchenmitglieder an der Gesamtbevölkerung nimmt seit 2011 jährlich mit (gerundet) 1 Prozentpunkt ab. Derzeit (Stand 1. Januar 2025) sind von den Einwohnern 30,4 % evangelisch, 13,1 % katholisch und 56,5 % sind konfessionslos oder gehören einer anderen Glaubensgemeinschaft an – davon 10,0 % muslimisch. Gemäß der Volkszählung 2011 gehörten damals noch fast die Hälfte der Bevölkerung den evangelischen Kirchen an; im Jahr 2011 waren 45,7 % der Einwohner evangelisch, 19,2 % römisch-katholisch und 35,1 % waren konfessionslos, gehörten einer anderen Glaubensgemeinschaft an oder machten keine Angabe.

## Politik
| Wahl                | Kommunalwahl | Kommunalwahl | Bundestagswahl | Bundestagswahl | Europawahl | Europawahl | Landtagswahl | Landtagswahl | Landtagswahl | Landtagswahl |
| Datum               | 27.03.2011   | 27.03.2011   | 27.09.2009     | 27.09.2009     | 07.06.2009 | 07.06.2009 | 18.01.2009   | 18.01.2009   | 27.01.2008   | 27.01.2008   |
|                     | Anzahl       | %            | Anzahl         | %              | Anzahl     | %          | Anzahl       | %            | Anzahl       | %            |
| ------------------- | ------------ | ------------ | -------------- | -------------- | ---------- | ---------- | ------------ | ------------ | ------------ | ------------ |
| Wahlberechtigte     | 38.832       | –            | 37.693         | –              | 37.739     | –          | 37.663       | –            | 37.685       | –            |
| Wähler              | 15.441       | –            | 25.118         | –              | 15.074     | –          | 20.063       | –            | 21.837       | –            |
| Wahlbeteiligung     | –            | 39,8         | –              | 66,6           | –          | 39,9       | –            | 53,3         | –            | 57,9         |
| Ungültige Stimmen   | 707          | 4,6          | 483            | 1,9            | 406        | 2,7        | 583          | 2,9          | 479          | 2,2          |
| Gültige Stimmen     | 14.734       | –            | 24.635         | 98,1           | 14.668     | 97,3       | 19.480       | 97,1         | 21.358       | 97,8         |
| davon entfielen auf |              |              |                |                |            |            |              |              |              |              |
| SPD                 | 5.142        | 34,9         | 7.078          | 28,7           | 4.338      | 29,6       | 5.086        | 26,1         | 8.396        | 39,3         |
| CDU                 | 4.346        | 29,5         | 8.056          | 32,7           | 5.149      | 35,1       | 7.353        | 37,7         | 7.701        | 36,1         |
| Grüne               | 2.166        | 14,7         | 2.566          | 10,4           | 1.713      | 11,7       | 2.354        | 12,1         | 1.177        | 5,5          |
| Freie Wähler        | 1.356        | 9,2          | –              | –              | 106        | 0,7        | 402          | 2,1          | 331          | 1,5          |
| FDP                 | 1.120        | 7,6          | 3.390          | 13,8           | 1.893      | 12,9       | 2.830        | 14,5         | 1.827        | 8,6          |
| Die Linke           | 604          | 4,1          | 2.289          | 9,3            | 526        | 3,6        | 1.047        | 5,4          | 1.205        | 5,6          |
| Sonstige            | –            | –            | 1.256          | 5,0            | 943        | 6,3        | 408          | 2,1          | 721          | 3,4          |

### Stadtverordnetenversammlung
Die Stadtverordnetenversammlung ist das oberste Organ der Stadt. Ihre politische Zusammensetzung wird alle fünf Jahre in der Kommunalwahl durch die Wahlbevölkerung der Stadt bestimmt. Wählen darf, wer das 18. Lebensjahr vollendet hat und deutscher Staatsbürger im Sinne des Grundgesetzes oder Staatsangehöriger eines der übrigen Mitgliedstaaten der Europäischen Union ist. Für alle gilt, dass sie seit mindestens drei Monaten in der Stadt gemeldet sein müssen.
Die Kommunalwahl am 14. März 2021 hatte folgendes Ergebnis im Vergleich zu früheren Kommunalwahlen:
| Stadtverordnetenversammlung – Kommunalwahlen 2021 | Stadtverordnetenversammlung – Kommunalwahlen 2021                                                                         |
| --- | --- |
| Stimmenanteil in %Wahlbeteiligung: 43,1 % 3020100 28,727,313,17,97,06,35,43,21,2 SPDCDUGrüneFWFDPAfDLinkePARTEINPDGewinne und Verlusteim Vergleich zu 2016 %p 8 6 4 2 0 −2 −4 −6 −8−3,4+0,7+4,1−2,4−2,9+6,3+1,2+3,2−6,6SPDCDUGrüneFWFDPAfDLinkePARTEINPD | SitzverteilungInsgesamt 59 Sitze - Linke: 3 - PARTEI: 2 - SPD: 17 - Grüne: 8 - FDP: 4 - FW: 4 - CDU: 16 - AfD: 4 - NPD: 1 |

| Parteien und Wählergemeinschaften | Parteien und Wählergemeinschaften           | 2021     | 2021  | 2016     | 2016  | 2011     | 2011  | 2006     | 2006  | 2001     | 2001  | 1997     | 1997  |
| Parteien und Wählergemeinschaften | Parteien und Wählergemeinschaften           | Anteil a | Sitze | Anteil a | Sitze | Anteil a | Sitze | Anteil a | Sitze | Anteil a | Sitze | Anteil a | Sitze |
| --------------------------------- | ------------------------------------------- | -------- | ----- | -------- | ----- | -------- | ----- | -------- | ----- | -------- | ----- | -------- | ----- |
| SPD                               | Sozialdemokratische Partei Deutschlands     | 28,7     | 17    | 32,1     | 19    | 34,9     | 21    | 39,1     | 23    | 40,7     | 24    | 41,2     | 24    |
| CDU                               | Christlich Demokratische Union Deutschlands | 27,3     | 16    | 26,6     | 16    | 29,5     | 17    | 36,0     | 21    | 36,2     | 21    | 28,9     | 17    |
| Grüne                             | Bündnis 90/Die Grünen                       | 13,1     | 8     | 9,0      | 5     | 14,7     | 9     | 8,0      | 5     | 7,1      | 4     | 8,7      | 5     |
| FW                                | Freie Wähler Wetzlar (bis 2011 FWG)         | 7,9      | 4     | 10,3     | 6     | 9,2      | 5     | 10,1     | 6     | 9,1      | 6     | 14,6     | 9     |
| FDP                               | Freie Demokratische Partei                  | 7,0      | 4     | 9,9      | 6     | 7,6      | 5     | 6,8      | 4     | 6,9      | 4     | 6,5      | 4     |
| AfD                               | Alternative für Deutschland                 | 6,3      | 4     | –        | –     | –        | –     | –        | –     | –        | –     | –        | –     |
| Linke                             | Die Linke                                   | 5,4      | 3     | 4,2      | 2     | 4,1      | 2     | –        | –     | –        | –     | –        | –     |
| PARTEI                            | Die PARTEI                                  | 3,2      | 2     | –        | –     | –        | –     | –        | –     | –        | –     | –        | –     |
| NPD                               | Nationaldemokratische Partei Deutschlands   | 1,2      | 1     | 7,8      | 5     | –        | –     | –        | –     | –        | –     | –        | –     |
| Gesamt                            | Gesamt                                      | 100,0    | 59    | 100,0    | 59    | 100,0    | 59    | 100,0    | 59    | 100,0    | 59    | 100,0    | 59    |
| Ungültige Stimmen in %            | Ungültige Stimmen in %                      | 2,7      | –     | 4,0      | –     | 4,5      | –     | 3,7      | –     | 2,7      | –     | 2,0      | –     |
| Wahlbeteiligung in %              | Wahlbeteiligung in %                        | 43,1     | 43,1  | 40,8     | 40,8  | 39,8     | 39,8  | 37,2     | 37,2  | 45,9     | 45,9  | 60,8     | 60,8  |

Es waren 59 Stadtverordnete sowie die Ortsbeiräte der Stadt für die Legislaturperiode vom 1. April 2012 bis 31. März 2026 zu wählen. Von 39.779 Wahlberechtigten gingen 17.138 zur Wahl. Die Wahlbeteiligung stieg von 40,8 % im Jahr 2016 auf 43,1 % im Jahr 2021.

### Oberbürgermeister und Magistrat
Nach der hessischen Kommunalverfassung wird in den Sonderstatusstädten der Oberbürgermeister für eine sechsjährige Amtszeit gewählt, seit dem Jahr 1993 in einer Direktwahl, und ist Vorsitzender des Magistrats, dem in der Stadt Wetzlar neben dem Oberbürgermeister
als weitere hauptamtliche Mitglieder ein Bürgermeister als sein Vertreter und zwei Stadträte angehören sowie als ehrenamtliche Mitglieder zwölf weitere Stadträte. Oberbürgermeister ist seit dem 27. November 2015 Manfred Wagner (SPD), der zuvor schon als Bürgermeister dem Magistrat angehört hatte. Er wurde als Nachfolger von Wolfram Dette (FDP), der nach drei Amtszeiten nicht wieder kandidiert hatte, am 14. Juni 2015 im ersten Wahlgang bei 30,28 Prozent Wahlbeteiligung mit 60,65 Prozent der Stimmen gewählt.  Es folgte eine Wiederwahl im März 2021.
Amtszeiten der Oberbürgermeister
- 2015–2027 Manfred Wagner (SPD)[73]
- 1997–2015 Wolfram Dette (FDP)
- 1979–1997 Walter Froneberg (SPD)

Nach Auflösung der Stadt Lahn und Neubildung der Stadt Wetzlar am 1. August 1979 wurde Walter Froneberg von der neu gewählten Stadtverordnetenversammlung zum ersten Oberbürgermeister der Stadt gewählt. Seine Amtszeit begann am 27. November 1979, nachdem er von dem Stadtverordnetenvorsteher in öffentlicher Sitzung in sein Amt eingeführt und durch Handschlag auf die gewissenhafte Erfüllung seiner Aufgaben verpflichtet worden war mit der Aushändigung der Ernennungsurkunde. Dieser Kalendertag ist seitdem alle sechs Jahre der Termin für den Beginn einer neuen Amtsperiode gewesen, da bislang kein Amtsinhaber vorzeitig aus dem Amt geschieden ist.
Vor der Gründung der Stadt Lahn amtierte zuletzt von 1973 bis Ende 1976 Bürgermeister Otto Malfeld (SPD).
Magistrat
Der Magistrat ist als Kollegialorgan die Verwaltungsbehörde der Stadt. Er besteht aus dem Oberbürgermeister als Vorsitzenden, dem Bürgermeister und den Stadträten. In der Praxis besteht die weit überwiegende Mehrheit des Magistrats aus ehrenamtlichen Mitgliedern. Die Zahl der hauptamtlichen Beigeordneten (Stadträte und der Bürgermeister) darf die der ehrenamtlichen jedenfalls nicht übersteigen.
Der Magistrat besorgt die laufende Verwaltung und wird von den Bediensteten der Stadt unterstützt. Diese stellt er ein, befördert und entlässt sie. Er trifft die Entscheidungen zu laufenden Verwaltungsangelegenheiten, bereitet gemeinsam mit der Verwaltung die Beschlüsse der Stadtverordnetenversammlung vor und führt diese aus. Er wirkt mit bei der Ausführung der Gesetze und Verordnungen innerhalb der Stadt, bei der Verwaltung des Vermögens, bei der Erstellung des Haushaltsplanes sowie bei der Überwachung des Kassen- und Rechnungswesens. Auch die Wahrung der Bürgerinteressen ist seine Aufgabe. Er vertritt die Gemeinde nach außen, führt den Schriftwechsel und vollzieht die Gemeindeurkunden. Er tagt unter Vorsitz des Oberbürgermeisters in nicht-öffentlichen Sitzungen. An den Sitzungen der Stadtverordnetenversammlung nimmt der Magistrat ohne Stimmrecht teil.
Die ehrenamtlichen Stadträte werden von der Stadtverordnetenversammlung in oder bald nach der konstituierenden Sitzung für die fünfjährige Wahlperiode bis zur nächsten Kommunalwahl in den Magistrat gewählt. Für die Dauer ihrer Wahlzeit werden sie zu Ehrenbeamten ernannt und können zwar zurücktreten, aber im Gegensatz zu hauptamtlichen Magistratsmitgliedern nicht abgewählt werden. Die Stärke der in der Stadtverordnetenversammlung vertretenen Fraktionen spiegelt sich grundsätzlich in der Zusammensetzung des ehrenamtlichen Magistrats wider. Ihre Wahlzeit endet erst mit der Wahl eines neuen Magistrats nach der nächsten Kommunalwahl.
Der hauptamtliche Bürgermeister und die hauptamtlichen Stadträte werden von der Stadtverordnetenversammlung auf die Dauer von sechs Jahren als Wahlbeamte gewählt. Nach dem Geschäftsverteilungsplan des Oberbürgermeisters sind die vier hauptamtlichen Magistratsmitglieder als Dezernenten jeweils für einen Teil der Ämter und Fachbereiche der Stadtverwaltung zuständig. Neben Oberbürgermeister Manfred Wagner handelt es sich um Bürgermeister Andreas Viertelhausen (FWG) sowie die Stadträte Jörg Kratkey (SPD) und Norbert Kortlüke (Grüne). Darüber hinaus haben auch zwei ehrenamtliche Stadträte zwei kleiner zugeschnittene Dezernate übernommen.

### Wappen, Flagge und Dienstsiegel
Am 1. Juni 1965 wurde der Stadt Wetzlar im damaligen Landkreis Wetzlar genehmigt, das bisherige Wappen zu ändern.
| | Blasonierung: „In Rot ein goldgekrönter und -bewehrter schwarzer Adler, über dessen rechtem Flügel schwebend ein silbernes Tatzenkreuz.“ |
| Wappenbegründung: Der schwarze Reichsadler auf rotem Grund mit goldener Krone steht für die Reichsunmittelbarkeit der ehemaligen Reichsstadt. Für das silberne Tatzenkreuz gibt es wenigstens drei Erklärungsvarianten: a) es könnte für das ehemalige Münzrecht der Reichsstadt stehen b) es ist eine Übernahme des Kreuzes in leicht veränderter Form aus dem Wappen von König Heinrich (VII.), der 1228 in der Stadt weilte c) es könnte als Hinweis auf den Deutschen Orden dienen. Das Wappen blieb seit dem 12. Jahrhundert nahezu unverändert. Das Wappen wurde am 1. Juni 1965 vom Hessischen Minister des Innern genehmigt. Die ursprüngliche Farbe des zur Zeit schwarzen Adlers war sehr wahrscheinlich silbern, wegen des Kontrastes zum roten Grund und der dadurch besseren Sichtbarkeit. | |

Flaggenbeschreibung
„Zwischen schmalen schwarzen Seitenstreifen eine breite rote Mittelbahn, im oberen Drittel mit dem Stadtwappen belegt.“
Dienstsiegel
Die Stadt Wetzlar führt ein Dienstsiegel, in dem das Stadtwappen mit der Umschrift „Stadt Wetzlar“ enthalten ist.

### Städtepartnerschaften und Patenschaften

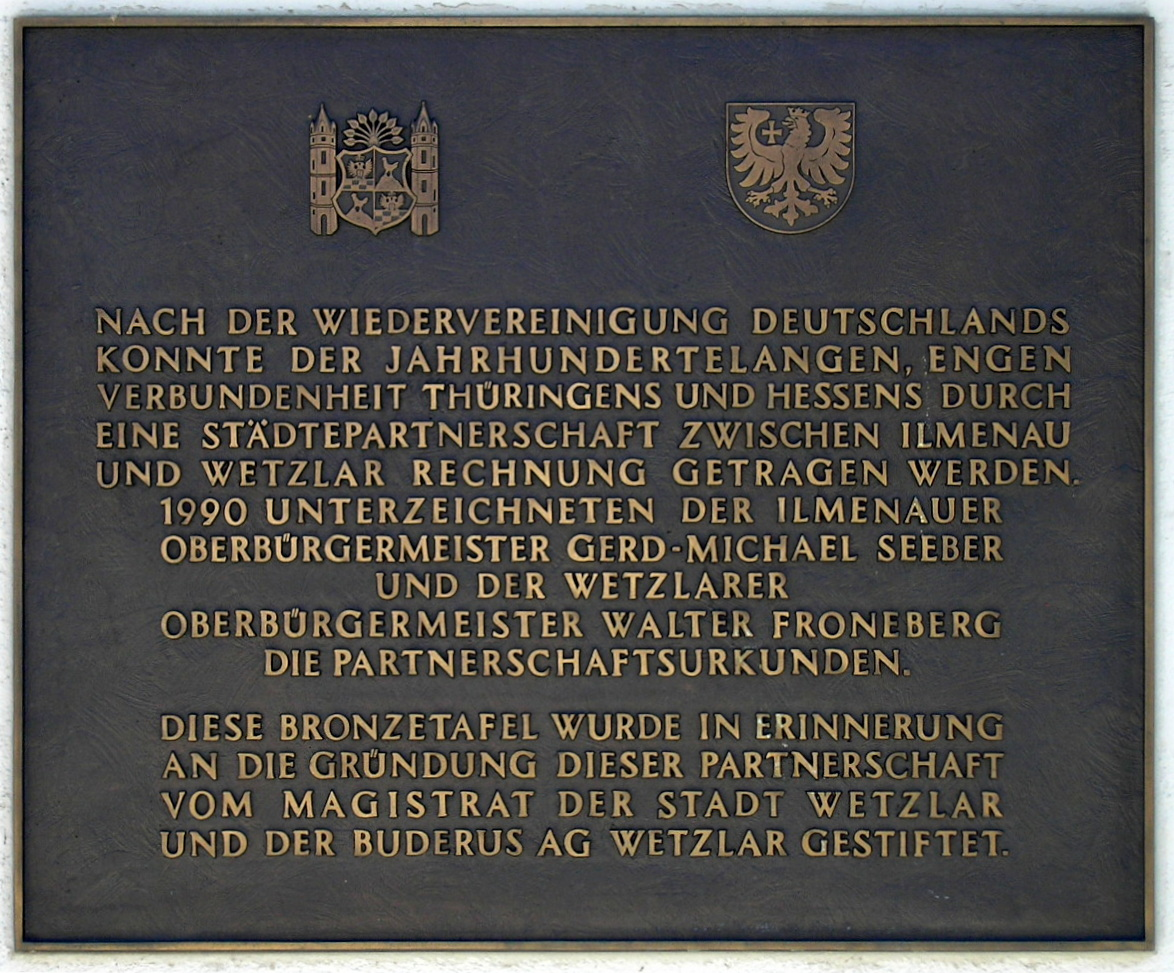
Gedenktafel zum Abschluss der Städtepartnerschaft mit Ilmenau am Wetzlarer Platz in Ilmenau

Wetzlar pflegt bereits seit einigen Jahrzehnten eine Reihe von lebhaften Städtepartnerschaften. Neben den acht Städtepartnerschaften pflegt die Stadt Wetzlar auch zahlreiche internationale Freundschaften und Kontakte (Netzwerke), beispielsweise zu Tortosa und Tarragona in Spanien.
Die erste internationale Städtepartnerschaft ging Wetzlar mit der französischen Stadt Avignon ein. Bereits im April 1960 unterzeichnet, wurde diese Verbindung zu einer der ersten deutsch-französischen Städtepartnerschaften überhaupt. 1969 kam die englische Partnerstadt Colchester hinzu, gefolgt 1974 von Schladming (Österreich) und 1987 von Siena (Italien). Eine weitere Partnerschaft besteht seit 1980 mit Reith bei Kitzbühel in Österreich als Partnergemeinde des Wetzlarer Stadtteils Garbenheim. Die jüngste internationale Städtepartnerschaft besteht seit 2008 mit der Stadt Písek in Tschechien.
Wetzlar übernahm bereits 1959 für den Berliner Stadtbezirk Neukölln eine Patenschaft, die später zur Partnerschaft weiterentwickelt wurde. Nach der politischen Wende im Osten Deutschlands wurden Beziehungen in die Goethestadt Ilmenau in Thüringen geknüpft, aus denen 1990 eine offizielle Städtepartnerschaft entstand.
Die Städtepartnerschaften werden intensiv durch gegenseitige Besuche gepflegt, beispielsweise in Form offizieller Delegationen und regelmäßiger Schüleraustausche. Die Partnerstädte werden zudem durch die Namensgebung einer Reihe Wetzlarer Parks gewürdigt, insbesondere wurden die Anlagen rund um die historische Altstadt nach den Partnerstädten benannt. Zur Würdigung ihres großen Engagements in den partnerschaftlichen Beziehungen wurde die Stadt 1990 mit der Ehrenplakette des Europarates ausgezeichnet.
Weitere partnerschaftliche Beziehungen bestehen zur namibischen Hauptstadt Windhuk, zur Stadt Point Pedro in Sri Lanka (durch Vermittlung von Humedica) und zur Gemeinde Nossa Senhora Apareçida in São Paulo, Brasilien.
Neben den Städtepartnerschaften hat Wetzlar eine Reihe von Paten- und Partnerschaften übernommen. Seit 1975 wird die in der Sahelzone gelegene Stadt Dori (Burkina Faso) unterstützt. Im Rahmen dieser Patenschaft konnte eine Reihe von Projekten wie der Bau von Schulgebäuden und die Ausstattung des Krankenhauses gefördert werden. Eine ähnliche Patenschaft besteht zum 8. Bezirk der Stadt Moskau. Mit der im Jahr 1962 übernommenen Patenschaft für das Ostdeutsche Lied soll das Liedgut der früheren deutschen Siedlungsgebiete in Osteuropa erhalten und gepflegt werden. Die Stadt unterhält in diesem Zusammenhang ein Archiv mit etwa 1.700 Liederbüchern und einer Liedsuchdatei im Umfang von etwa 63.000 Liedtiteleinträgen.
Von 1958 bis 1995 war das Minensuchboot Wetzlar, ein Schiff der Lindau-Klasse, ab 1976 umgebaut zum Minenjagdboot, bei der Bundesmarine in Dienst.
Seit 1990 trug ein Airbus 310-300 der Lufthansa mit der Kennzeichnung D-AIDH den Namen Wetzlar. Die Maschine wurde 2003 von der Lufthansa an die inzwischen insolvente Air Madrid verkauft.
Seit 2007 trägt ein Airbus 321-231 der Lufthansa mit der Kennzeichnung D-AISH den Namen Wetzlar.
Aktuelle Wetzlarer Partnerschaftsgesellschaften sind die Deutsch-Französische Gesellschaft e. V., Deutsch-Tschechische Gesellschaft e. V., Deutsch-Italienische Gesellschaft Mittelhessen e. V., Deutsch-Englische Gesellschaft e. V., Deutsch-Österreichische Gesellschaft e. V. zusätzlich mit dem Arbeitskreis Reith-Garbenheim, Deutsch-Belarusische-Gesellschaft Wetzlar e. V.

### Verweigerung gegen eine einstweilige Anordnung des Bundesverfassungsgerichts
Bundesweites Aufsehen und teils heftige Kritik zog die Stadtverwaltung 2018 auf sich, als sie sich weigerte, der einstweiligen Anordnung des Bundesverfassungsgerichts nachzukommen, einer vorliegenden verwaltungsgerichtlichen Entscheidung Folge zu leisten und die hiesige Stadthalle dem Stadtverband der rechtsextremen Nationaldemokratischen Partei Deutschlands für die Durchführung einer Wahlkampfveranstaltung zu überlassen, was eine neue Form des Widerstands gegen Rechtsextremismus darstellt.
Diese verwaltungsgerichtliche Entscheidung erging zuvor durch den Hessischen Verwaltungsgerichtshof, welcher Wetzlar bereits im Zuge einer einstweiligen Anordnung zur Überlassung der Stadthalle an die NPD verurteilte. Als die Verwaltung den Fristen zur Umsetzung der Anordnung nicht nachkam, verhängte das Gericht mehrfach Zwangsgelder gegen die Stadt. Die Stadt hatte zuvor durch mehrere Instanzen bis zum Bundesgerichtshof Berufungen gegen die Urteile zugunsten der NPD eingelegt. Die Stadtverwaltung begründete die Ablehnung gegen den Mietvertrag mit der NPD damit, dass die Mietbedingungen nicht erfüllt worden seien. Die Richter aller Instanzen urteilten allerdings, dass diese hinderlichen Gründe nicht vorlägen und die Stadthalle zur Verfügung gestellt werden müsse.
Im Zuge der fortdauernden Verweigerung der Stadtverwaltung gegen die gerichtlichen Entscheidungen wandte sich die NPD schließlich mit einem Antrag auf Erlass einer einstweiligen Anordnung an das Bundesverfassungsgerichts, da sie ihre im Grundgesetz verankerten Recht verletzt sah. Das Bundesgericht urteilte, dass das Urteil des Verwaltungsgerichts zu befolgen und die Stadthalle zu übergeben sei. Für eine Vollstreckungsanordnung war das Bundesverfassungsgericht nach Angaben der NPD allerdings nicht erreichbar.
Das Bundesverfassungsgericht sah des Weiteren ein Hauptsacheverfahren für nötig, in dem die Verletzung von Art. 8 Abs. 1 in Verbindung mit Art. 20 Abs. 3 und Art. 19 Abs. 4 Grundgesetz durch das rechtswidrige Verhalten der Stadt zu beurteilen sei.
In Bezug auf die durch das Bundesverfassungsgericht angeordnete Stellungnahme erklärte die zuständige Kommunalaufsichtsbehörde, dass bei der Stadt Wetzlar eine „Fehlvorstellungen über die Bindungskraft richterlicher Entscheidungen und den noch verbleibenden Spielraum für eigenes Handeln“ bestand. - Entscheidungen des Bundesverfassungsgerichts sind grundsätzlich bindend. Diese Begründung erscheint rechtswissenschaftlich fragwürdig, auch in Bezug auf die juristischen Kompetenzen einer Stadtverwaltung, gerichtliche Entscheidungen zu beurteilen und zu befolgen.
Der Rechtswissenschaftler Klaus Ferdinand Gärditz sah in dem Verhalten der Stadt Wetzlar eine „unsägliche Rechtsverweigerung“ und forderte ein energisches Vorgehen des Landes Hessen gegen das Verhalten der Stadt. Der Fall sorgte außerdem für grundlegende verfassungsrechtliche Fragestellungen in Bezug auf die Autorität des Bundesverfassungsgerichts, welche in der Vergangenheit nur selten und nie in einem solchen Maße untergraben wurde.
Das Verwaltungsgericht Gießen entschied im September 2019 abschließend, dass die Nichtüberlassung der Stadthalle rechtswidrig war und die Mietbedingungen der Stadt deutlich überzogen waren.

## Kultur und Sehenswürdigkeiten

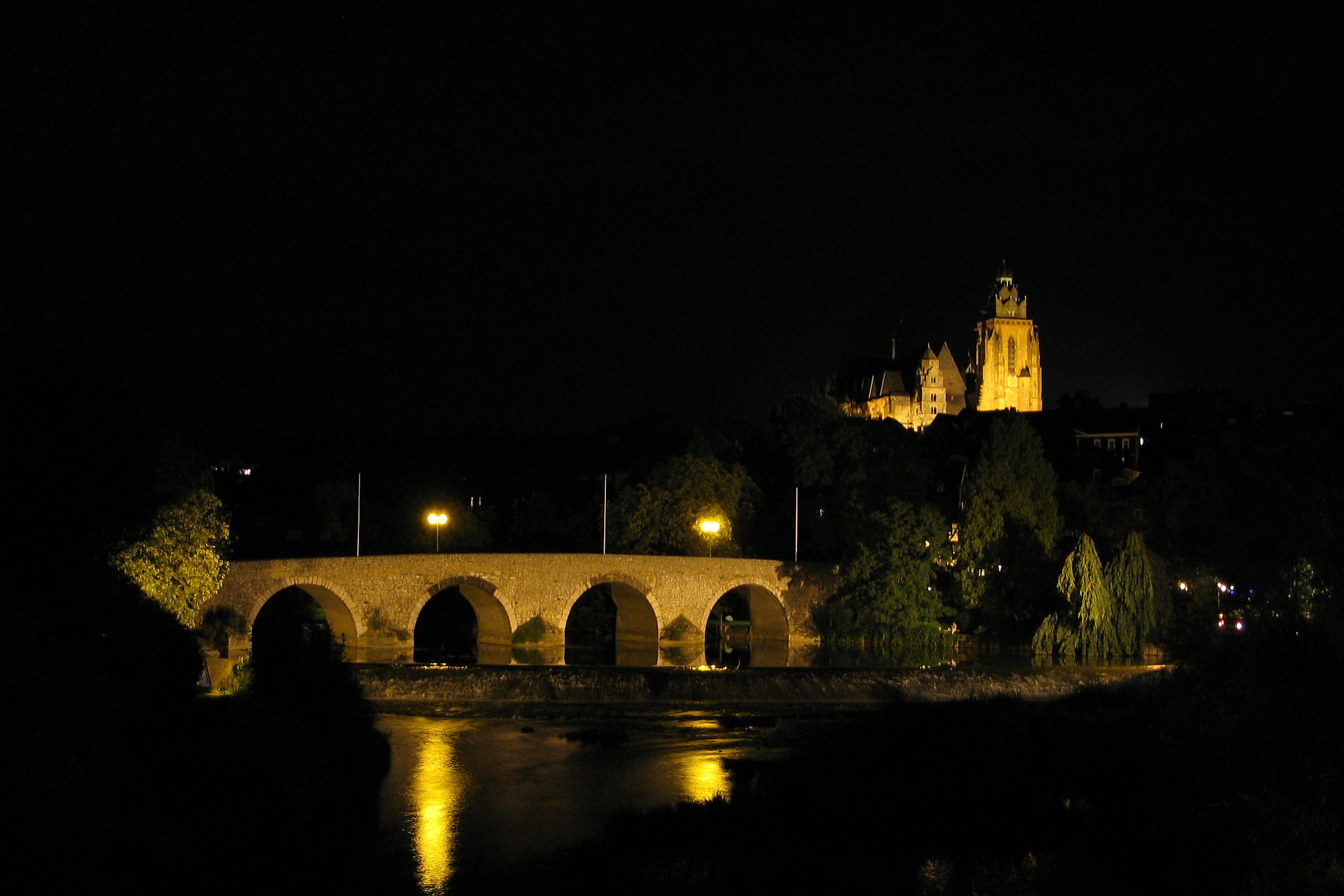
Blick auf die Altstadt mit Dom und Lahnbrücke bei Nacht
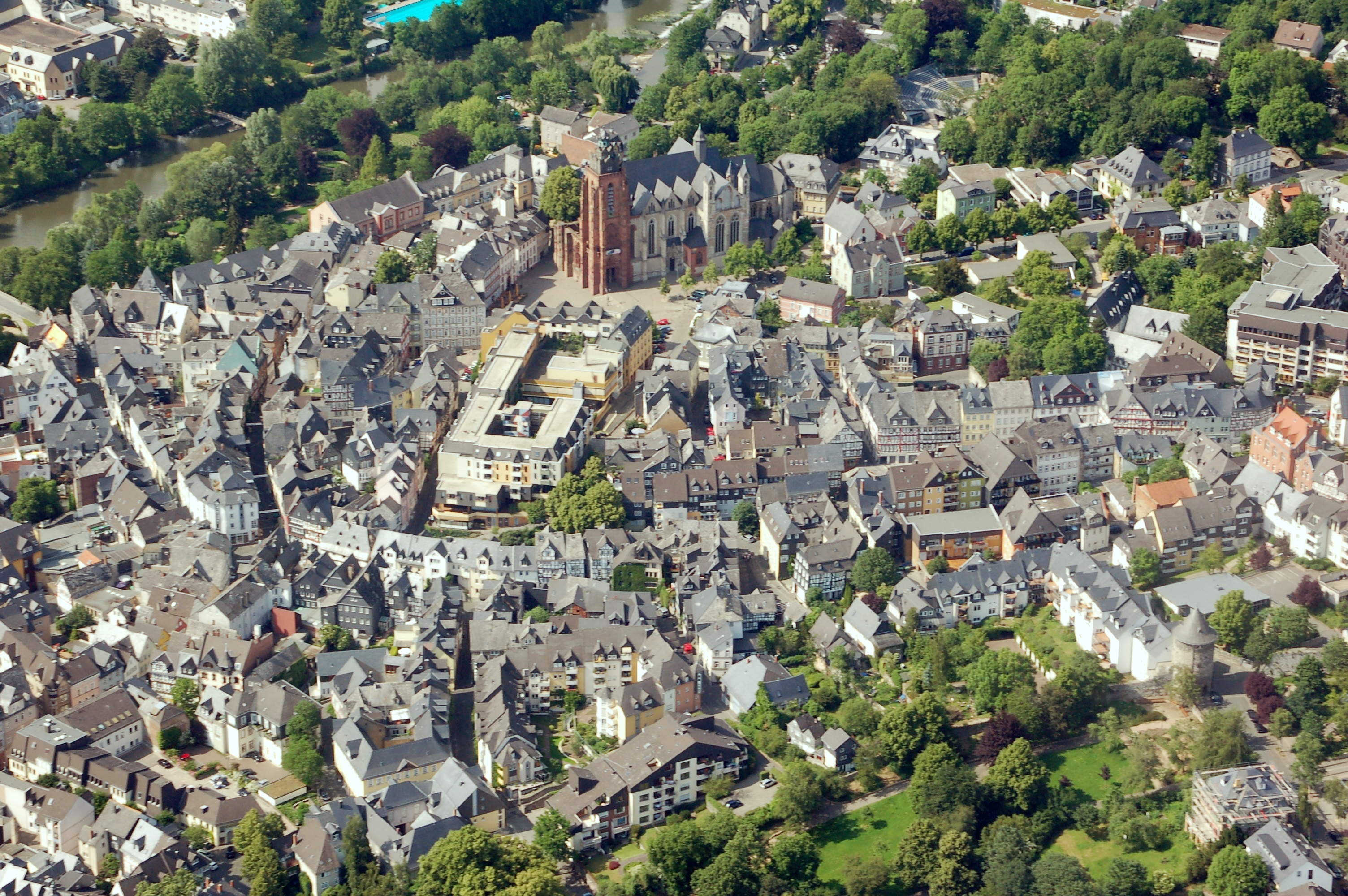
Domplatz, mit dem im Januar 2023 abgerissenen Stadthaus-Block von 1979
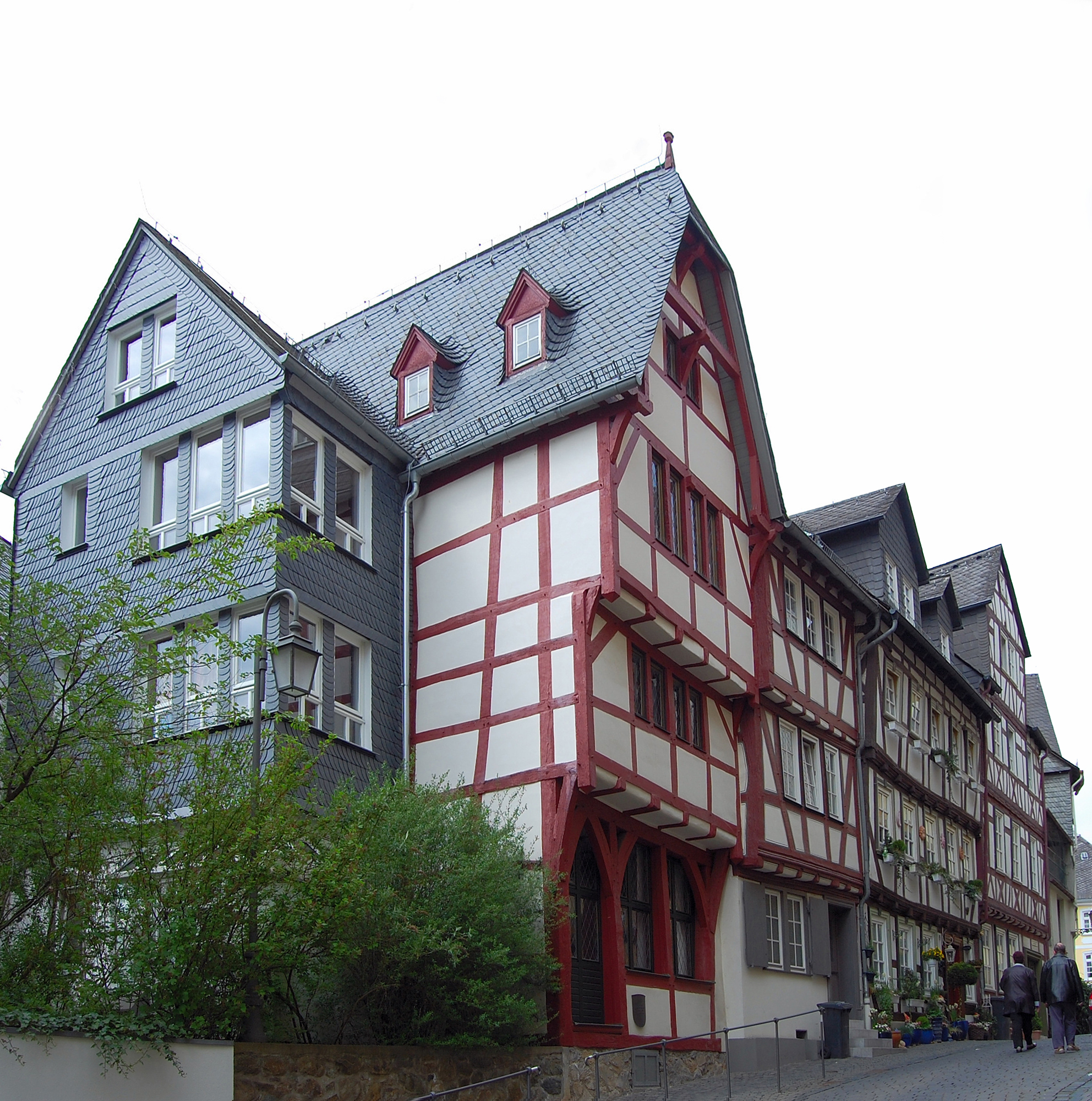
Dreigeschossiger Wandständerbau von 1356
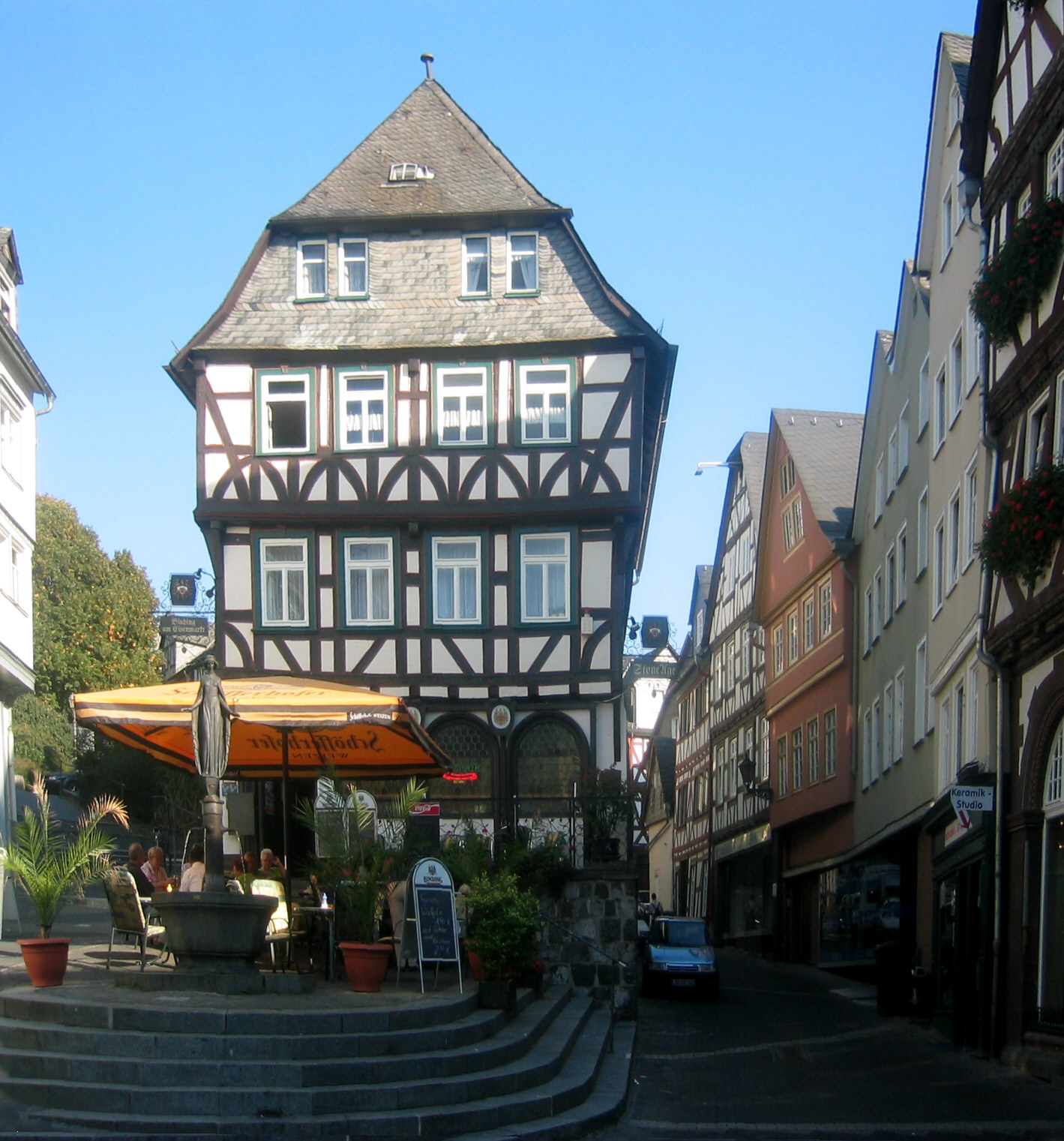
In der Altstadt
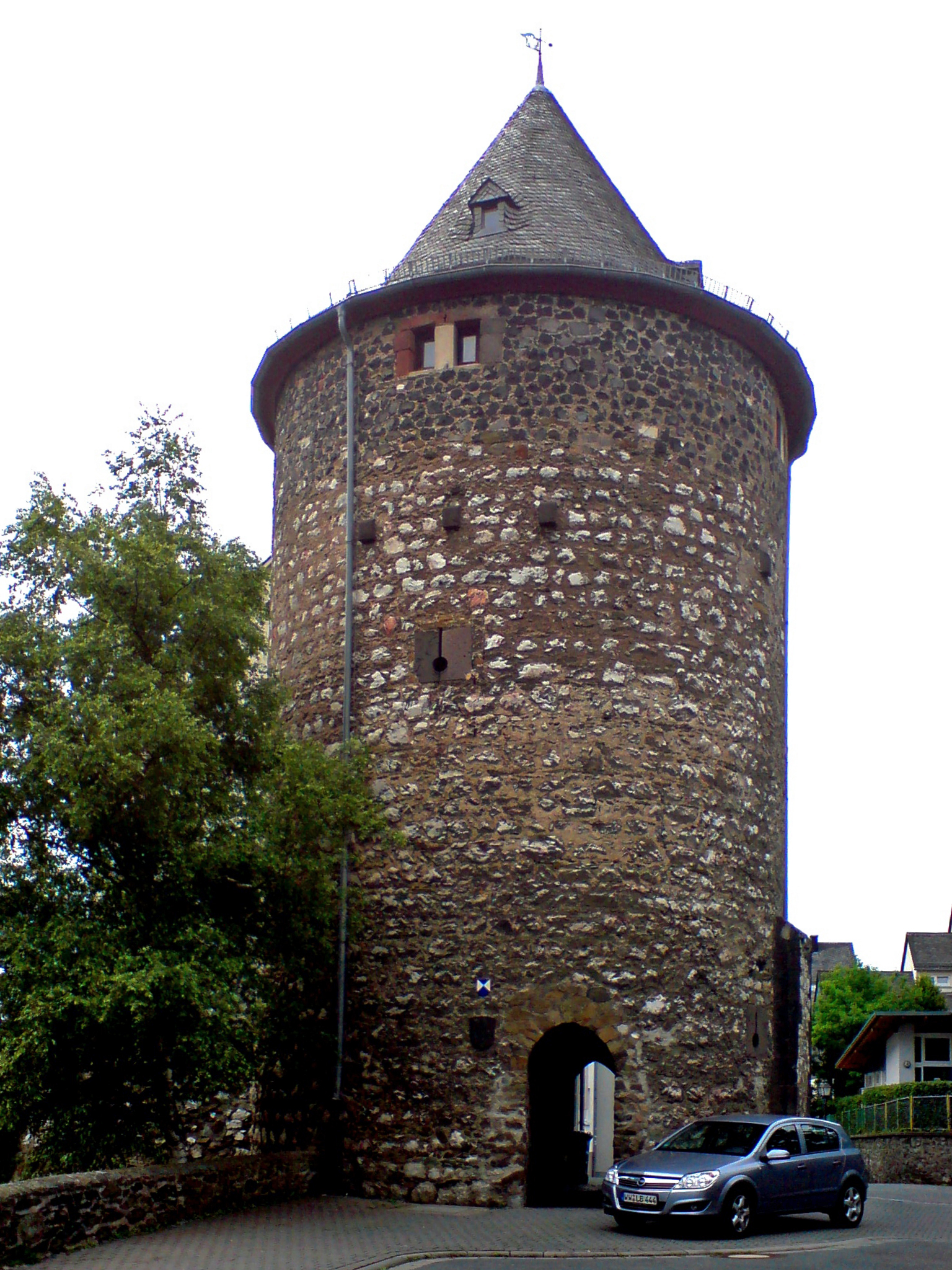
Der Säuturm – letzter erhaltener Turm der Mittelalter-Stadtmauer
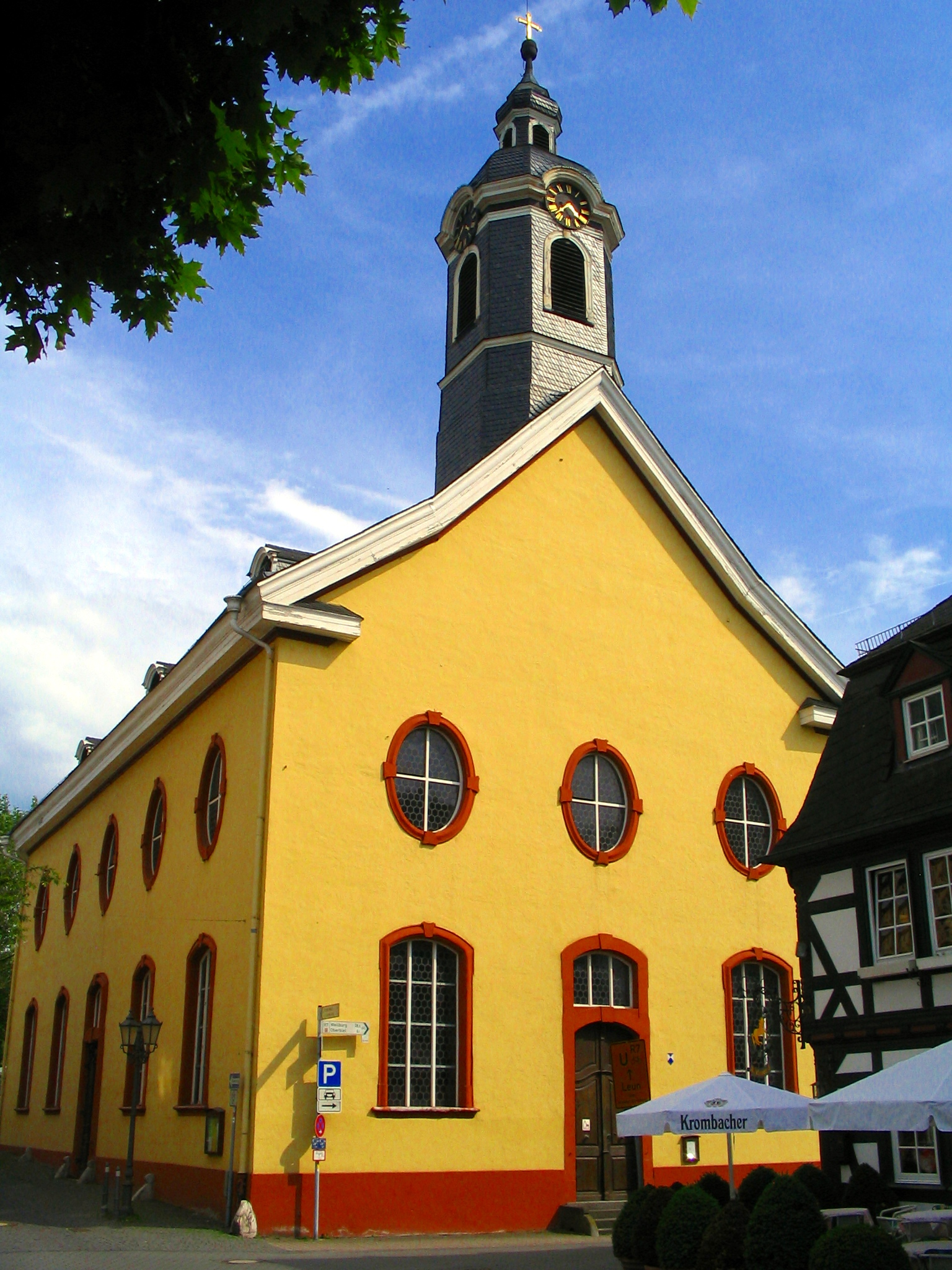
Die Hospitalkirche

Die wichtigsten Sehenswürdigkeiten befinden sich in der historischen Altstadt mit dem romanisch/gotischen Dom, den Museen und den behutsam restaurierten Fachwerkhäusern. Die Altstadt zieht sich mit Gassen und kleinen Plätzen terrassenförmig zur Lahn und zur alten Lahnbrücke hinab. Stellenweise ist noch eine gut erhaltene Stadtmauer zu sehen, deren Verlauf größtenteils von Parkanlagen gesäumt wird.
Kulturelle Höhepunkte sind die Wetzlarer Festspiele, die „Internationalen Gitarrentage Wetzlar“ und die Phantastiktage. Der Phantastik-Preis der Stadt Wetzlar ist ein Literaturpreis, der seit 1983 jährlich vergeben wird. Als kulturelle Einrichtungen sind zu nennen: die Stadthalle mit dem Theatersaal, die Buderus Arena Wetzlar mit Konzerten, Sportveranstaltungen und Shows sowie die Phantastische Bibliothek, die weltweit größte öffentlich zugängliche Bibliothek für Science-Fiction-, Fantasy-, utopische, Horror-, Phantastik-, Reise- und Abenteuerliteratur und Märchen, Sagen bzw. Mythen.
Eine Reihe von Institutionen und Vereinen für Geschichte, Heimat und Brauchtum ist engagiert, Bräuche zu erhalten, Geschichte und Geschichten erlebbar zu machen sowie kulturelle Vielfalt zu schaffen.
Nach einem Kabinettsbeschluss vom 19. Mai 2009 der Hessischen Landesregierung wurde vom 1. bis 10. Juni 2012 der 52. Hessentag in Wetzlar veranstaltet. Im Jahr 1975 war sie bereits Hessentagsstadt.

### Historische Altstadt
Das nahezu geschlossene Ensemble historischer Bauwerke und Wohnhäuser in der Altstadt mit Fachwerkhäusern und Steinbauten aus der Zeit der Romanik (Dom), der Gotik, aus Renaissance und Barock ist größtenteils in einem Zustand erhalten und weitgehend restauriert, wie er sich gegen Ende des 18. Jahrhunderts darstellte. Es bestehen die Plätze Buttermarkt/Domplatz, Fischmarkt, Eisenmarkt, Kornmarkt und der ehemalige Franziskanerhof, jetzt Schillerplatz. Zu den rund 50 besonders nennenswerten Gebäuden gehören: Der Wandständerbau am Brodschirm aus dem Jahr 1356, die Alte Münz am Eisenmarkt, der Römische Kaiser (15. Jahrhundert), ein ehemaliges Theater- und Ballhaus; der ehemalige Deutschordenshof, heute Städtisches Museum, das Lottehaus, Wohnhaus der Charlotte Buff, das Jerusalemhaus, in dem sich Karl Wilhelm Jerusalem erschoss und so eine traurige Berühmtheit als Werther erlangte, das fürstliche Palais Papius, in dem sich die Sammlung historischer Möbel, erworben und zusammengestellt von Freiin Irmgard von Lemmers-Danforth, befindet.
Seit August 2020 verfügt die Stadt über ein Bronzemodell der Altstadt, es ist auf einem Sockel vor dem Dom aufgestellt. Die Wetzlarer Mitglieder des Lions-Clubs haben es zu ihrem 50. Jubiläum als besonderes Geschenk der Stadt gespendet. Es wurde von der Glockengießerei Rincker in Sinn gefertigt.
Die steinerne Alte Lahnbrücke wurde im Jahre 1288 erstmals erwähnt.
Ansehnliche Reste der Stadtbefestigung aus dem 13. und 14. Jahrhundert sind noch erhalten, zum Beispiel ein als Schneiderturm oder Säuturm bekannter Befestigungsturm, die Kalsmuntpforte als Stadttor zur früheren Vorstadt Silhofen sowie große Teile der Stadtmauer. Die damaligen Wachtürme wurden mit den jeweiligen Mauerbereichen den Wetzlarer Zünften zugeteilt, sie waren dort für den Erhalt und gegebenenfalls für die Verteidigung mitverantwortlich. So war es die Schneiderzunft die zuständig war für den daraus abgeleiteten Schneiderturm mit Mauerbereich. Zu der Bezeichnung Säuturm statt Schneiderturm kam es, weil durch dessen Turmpforte Schweine (Säue) der anwohnenden Bauern auf die Weide außerhalb der Stadtmauer getrieben wurden. Später wurde auf dieser Weide oder Wiese die sogenannte Säuwaadskirmes (Säuwaad: Sauweide), ein altes traditionelles Volksfest gefeiert. Es ist ein altes und lange gepflegtes Volksfest in Wetzlar und bestand dort, später standortverlegt auf das Gelände des Klosterwaldsportplatzes, bis Mitte 1960.
In den alten Vorstädten Langgasse und Neustadt, durch die Alte Lahnbrücke mit der Altstadt verbunden, sind noch einige sehenswerte historische Gebäude erhalten. Jedoch hat insbesondere die Neustadt infolge vierspuriger Straßenbauten im 20. Jahrhundert ihren mittelalterlichen Charakter verloren.
Ein in der Mitte des 14. Jahrhunderts als Rathaus errichtetes Gebäude wurde nach mehrfachem Umbau vom Reichskammergericht (1689 bis 1806) als Sitz und Kanzlei genutzt. Das Gericht zog später in das gegenüberliegende sogenannte Herzogliche Haus und danach bis zu seiner Auflösung 1806 ins Von Ingelheim’sche Palais. Das Gebäude wurde nach einem weiteren Umbau als Kaserne, später als Hauptpost genutzt. Nach deren Auszug dient es unter anderem als Gaststätte, Büro- und Wohnhaus.

### Weitere Baudenkmale und Sehenswürdigkeiten
In den neueren Stadtvierteln rund um die Altstadt befinden sich eine Reihe gutbürgerlicher Wohnhäuser und Villen. Diese stammen vor allem aus der Blütezeit Wetzlars als Leitz-, später Leica-Stadt (Villen von Leitz, Kellner, Barnack) und als Buderus-Standort (beispielsweise die Weiße Villa). Einige für die damalige Zeit moderne Meisterhäuser und Arbeitersiedlungen stammen aus dieser Ära.
Die beiden im 14. Jahrhundert auf zwei Höhen östlich und südlich der Stadt erbauten Türme der Landwehren, die Garbenheimer Warte (um 1900 zum Bismarckturm umgebaut) und die Brühlsbacher Warte sind heute Aussichtstürme.
Die Reichsburg Kalsmunt wurde möglicherweise um das Jahr 800 gegründet. Zum Schutz der Stadt und um die Wetterau als Reichsland zu sichern, wurde sie im 12. Jahrhundert weiter ausgebaut. Die Herkunft des Namens der Reichsburg Kalsmunt ist nicht eindeutig geklärt. Nicht ausgeschlossen werden kann die folgende Deutung: Kals- = Karls und -munt = Vasall, das heißt ein Lehnsmann des Fränkischen Hofes. Demnach handelte es sich um eine Anlage aus der Zeit Karls des Großen. Auf der Reichsburg Kalsmunt wurden die kaiserlichen Münzen für Wetzlar geprägt. Zur Burg Kalsmunt gehörte schon im späteren Mittelalter der Wirtschaftshof Magdalenenhausen, der seit 1324 auf der stadtabgewandten Seite des Kalsmunts bezeugt ist. Nach dem Verfall der Burg im Zuge häufiger Besitzerwechsel und des Übergangs an Hessen im 16. Jahrhundert kaufte Graf Bernhard III. von Solms-Braunfels das Hofgut. Der Name des Gutes geht auf die gegen Ende des 17. Jahrhunderts lebende Gräfin Magdalena von Solms-Braunfels zurück. Das zweigeschossige, repräsentative Fachwerkhaus wurde im Jahre 1693 für die Gräfin errichtet. 1716 legte Graf Wilhelm Moritz um das Gut herum einen Tiergarten an, der aber schon um 1800 wieder aufgegeben wurde. Nach dem Tod der Gräfin Magdalena 1720 wohnte nur noch ein Förster und Verwalter auf dem Gut. 1810 erwarb der letzte Deutschordensamtmann Georg Buff aus Wetzlar das Anwesen. Seit dem 19. Jahrhundert dient das Haus als Gaststätte und Ausflugslokal.
Die Burg Hermannstein ist ein typisches Beispiel einer gotischen Wohnturmanlage nach französischem Vorbild. Sie wurde 1373 bis 1379 für den Landgrafen Hermann I. von Hessen zum Schutz der Stadt errichtet. Die Fürsten von Solms-Braunfels lagen immer wieder, um sich der Stadt zu bemächtigen, in Fehde mit Wetzlar.

#### Wetzlarer Dom

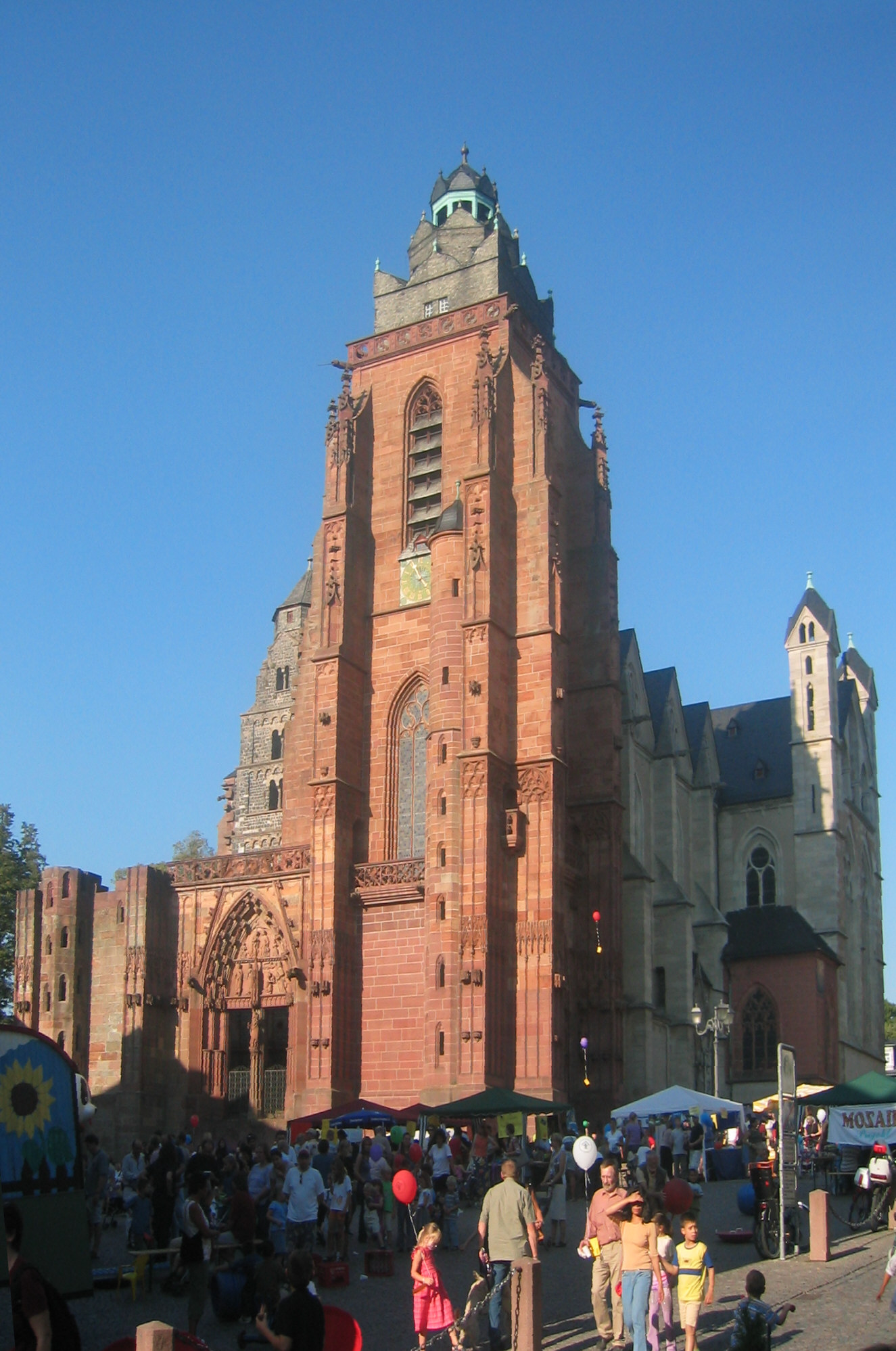
Wetzlarer Dom

Der Dom (Marienstift) ist eines der Wahrzeichen von Wetzlar. Baubeginn des Domes, der noch nicht vollendet ist, war 1230. Er ist Nachfolger einer im Jahre 897 geweihten Salvatorkirche und diese bereits in Nachfolge einer Vorgängerkirche. Dom hieß die Stifts- und Pfarrkirche ab Ende des 17. Jahrhunderts. Die Bezeichnung setzte sich in der Zeit des Reichskammergerichts (1689–1806) durch, als der Kurerzbischof von Trier (im Heiligen Römischen Reich Deutscher Nation einer der Kurfürsten) Stiftspropst, der Dom also Bischofskirche war.
Im Zweiten Weltkrieg wurde das Gebäude stark beschädigt. Fliegerbomben zerstörten den Chor, den Hochaltar, den Lettner sowie beide Orgeln und die bunten Glasfenster im Dom. Nach Kriegsende konnte man zwar die Schäden zum großen Teil beseitigen, dennoch gingen der Lettner mit der dortigen Orgel der katholischen Gemeinde sowie der Hochaltar endgültig verloren. Solange der Dom zerstört war, wurde die Michaelskapelle ersatzweise als Gottesdienstraum genutzt.
Das Bauwerk wirkt wie ein „steingewordenes Buch über mittelalterliche Baustilkunde“. Er bietet trotz seiner über die Jahrhunderte dauernden Bauzeit und trotz eines nicht fertiggestellten Turms heute ein geschlossenes Bild.
Der Dom ist heute als Besonderheit die älteste Simultankirche im Bereich der Evangelischen Kirche im Rheinland und gehört zu den ältesten Kirchen in Deutschland, die zu gleichen Teilen von Katholiken und Protestanten gemeinsam genutzt wird.

#### Andere Sakralbauten

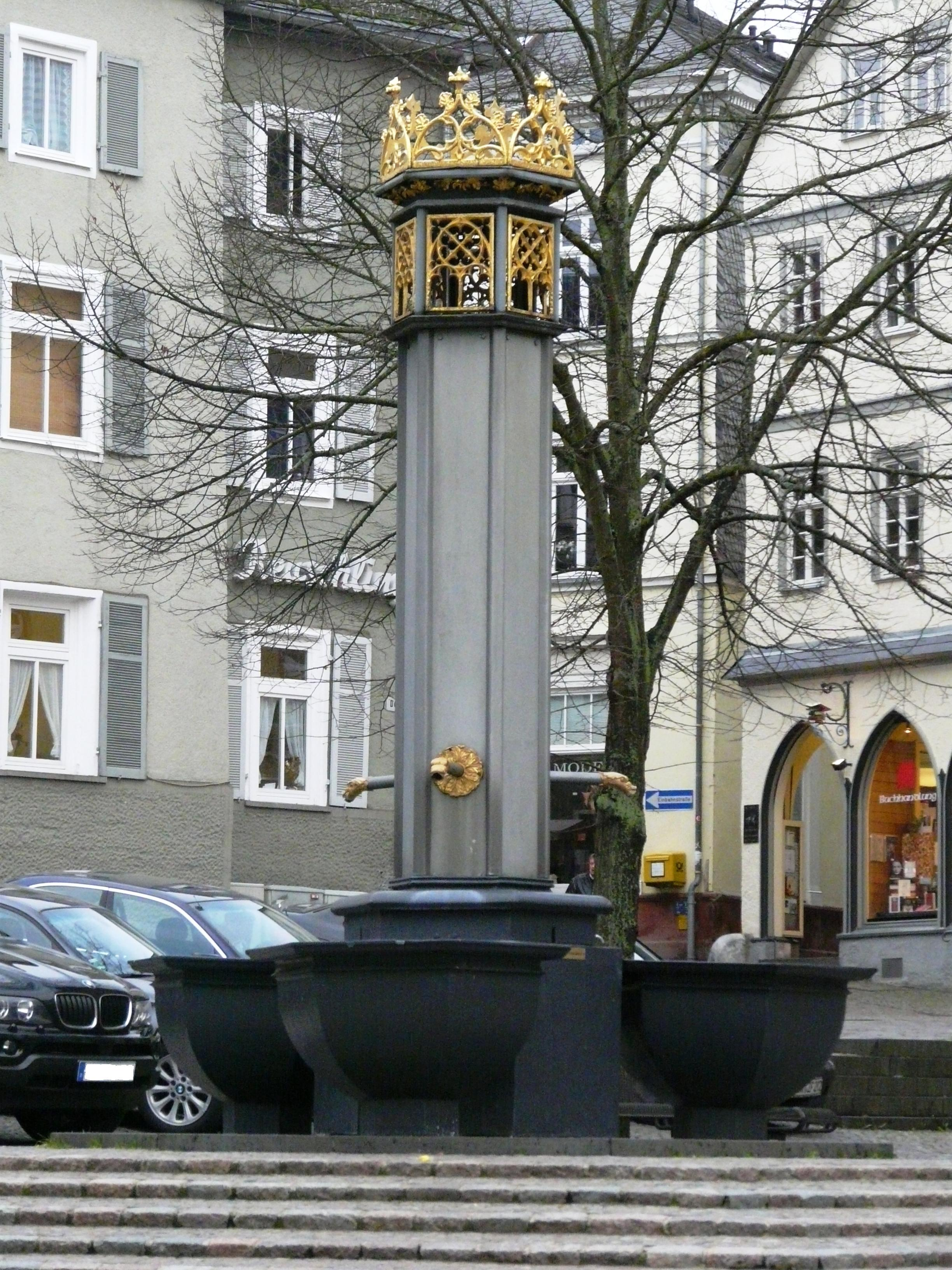
Brunnen auf dem Domplatz

Die Michaelskapelle ist eine Doppelkapelle südlich des Domchores, die etwa um das Jahr 1250 erbaut wurde. Genutzt wurde sie als ehemalige Bauhütte des Domes und später als Karner oder Ossarium. An der Westwand steht eine große Kreuzigungsgruppe (1509).
Nach dem Zweiten Weltkrieg war der Dom zerstört, daher wurde die Michaelskapelle als Gottesdienstraum genutzt, aber hier gab es keine Orgel. Eine Firma aus Lich wurde von der katholischen Domgemeinde beauftragt, für die Michaelskapelle eine Pfeifenorgel mit 871 aktiven Pfeifen zu bauen. Um ein solches neues Instrument bauen zu können, benötigte sie Material. Dies sollte die Domgemeinde beisteuern. Dabei war der im Frühjahr 1945 durch Luftminen zerbombte Chor des Wetzlarer Domes eine wahre Fundgrube. Denn mit der Zerstörung des Lettners, der das Gotteshaus zum katholischen Chor hin abgrenzte, zerfiel die auf ihm stehende Orgel in Trümmer. Damit war die im Jahre 1893 erbaute Domorgel aus der Werkstatt des weltbekannten Orgelbauers Johann Klais Bonn zwar Vergangenheit, aber ein wertvolles Ersatzteillager für die neue Orgel. Dem kam zugute, dass der wertvolle Spieltisch und die beiden Manual-Klaviaturen auf den Trümmern lagen und noch brauchbar waren. Es entstand ein Klangkörper aus gesammelten Orgelteilen, die zum Großteil aus zerstörten Kirchen stammten. Die Orgel der Michaelskapelle konnte 1949 geweiht werden.
Die Überreste der Theutbirg-Basilika befinden sich nahe dem Stadtteil Nauborn. Die Kirche der Teutbirg in loco qui dicitur Nivora wurde erstmals 778 genannt, sie ist jedoch deutlich vor 778 entstanden. Die Kirche wird wahrscheinlich bis zur Wende zum 9. Jahrhundert bestanden haben. Ihre Mauerreste wurden erst 1927 entdeckt. Auf dem zugehörigen Friedhof wurden neben Knochen einige Gefäßscherben aus der Zeit zwischen 700 und 780 sowie eine Eisenaxt gefunden.
Die Franziskanerkirche, eine Klostergründung aus dem Jahr 1263, wird auch als Untere Stadtkirche bezeichnet. Der Chor wird noch für Gottesdienste genutzt. Das Langhaus der Kirche ist profaniert.
Kloster Altenberg ist ein ehemaliges Prämonstratenserinnen-Kloster. Die etwa um 1260/1270 durch die selige Gertrud, Tochter der heiligen Elisabeth, gegründete Anlage ist heute Gutshof und Königsberger-Diakonissen-Mutterhaus.
Die Hospitalkirche ist eine in den Jahren 1755–1764 von J. L. Splittdorf errichtete Kirche, im Rokoko-Stil erbaut,
mit sehenswertem Aufbau von Kanzel, Orgel über dem Altar und dreiseitigen Emporen. Die erste Erwähnung des Hospitals legt die Annahme nahe, dass es mit der dazugehörenden Kapelle in der Mitte des 13. Jahrhunderts erbaut wurde.

#### Parks, Anlagen

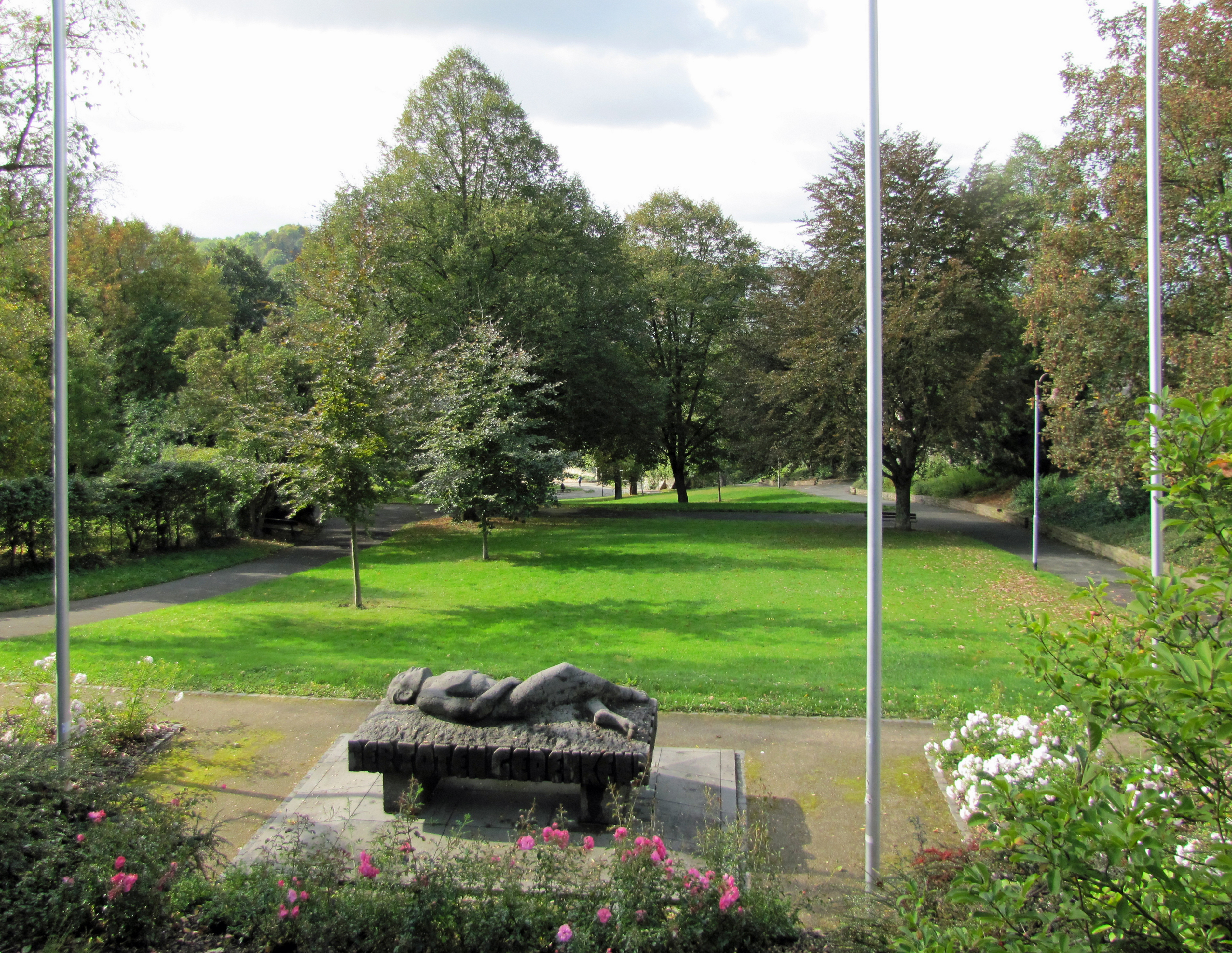
Avignon-Anlage

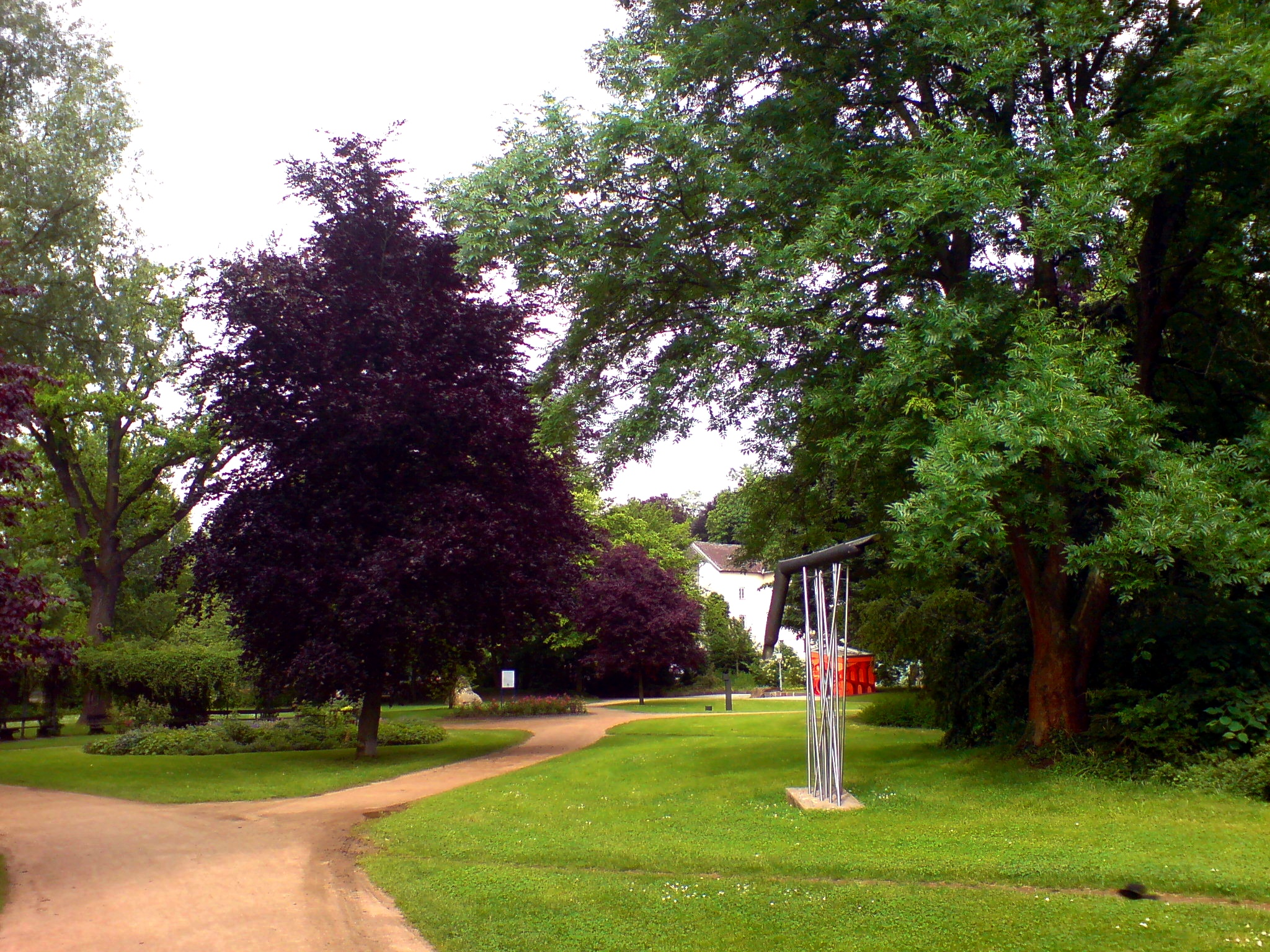
Colchester-Anlage

Die Altstadt wird durch einen nahezu vollständigen Ring von Parks umschlossen, Anlagen genannt, die vornehmlich nach den Wetzlarer Partnerstädten benannt sind. Dies sind die Avignon-Anlage im Süden, die Colchester-Anlage im Westen und die Siena Promenade im Osten. Geschlossen wird der Ring im Norden durch das Rosengärtchen, ein historisches Friedhofsgelände. Hier befindet sich unter anderem die nicht näher bezeichnete Grabstätte des Karl Wilhelm Jerusalem, Vorbild für Goethes Werther sowie die bezeichnete Grabstätte des Optikers Carl Kellner. Das Rosengärtchen ist Standort der Wetzlarer Freilichtbühne.
Weitere größere Parks in den Außenbezirken der Stadt sind die Schladming-Anlage, die Neukölln-Anlage, die Ilmenau-Anlage und der Europapark als Standort des Europabades.

#### Denkmale, Kunstwerke, Brunnen
Der dreistufige Obelisk aus Lahnmarmor in der Schladming-Anlage in Dalheim erinnert an die Schlacht bei Wetzlar, in der 1796 Erzherzog Karl von Österreich die Truppen der Sambre-und-Maas Armee unter General Jourdan schlug. An Tile Kolup, den falschen Kaiser Friedrich II, wird mit zwei Denkmalen erinnert. Das ältere befindet sich im Stadtwald nahe der Friedenstraße, das jüngere wurde als Flammenthron in der Spilburg errichtet. Die Colchester-Anlage auf der Lahninsel ist aufwendig landschaftsgärtnerisch gestaltet, unter anderem mit einem Stein-Labyrinth und einem Irrgarten.
Am alten Friedhof an der Frankfurter Straße befindet sich das Ukrainer-Denkmal, und in Büblingshausen am Pfingstwäldchen ein Kriegsgefangenenfriedhof mit Gedenktafeln, die alle an verstorbene Lagerinsassen aus dem Ersten und Zweiten Weltkrieg erinnern. Das Jägerdenkmal aus dem Jahr 1877 erinnert in der Hausertorstraße an das Rheinische Jägerbataillon. Im Rosengärtchen, einem heute als Parkanlage genutzten früheren Friedhof, befinden sich eine Reihe alter Grabdenkmale, am bekanntesten ist das der Freifrau von Albini.
Einige Denkmäler stehen in Verbindung mit der industriegeschichtlichen Vergangenheit der Stadt. Der Giesser ist eine Buderus-Kunstguss-Skulptur vor der Hauptverwaltung Buderus. Eine andere moderne Guss-Skulptur ist die Familie von Ludwig Leitz am Karl-Kellner-Ring (Ecke Ernst-Leitz-Straße).
Im Bereich der Altstadt sind eine Reihe bekannter Brunnenbauwerke erhalten. Der Kornmarktbrunnen auf dem gleichnamigen Platz wurde bereits 1341 erstmals erwähnt. Der Eisenmarktbrunnen ist mit einer Figur der heiligen Barbara verziert. Am Philosophenweg, gegenüber dem Wöllbacher Tor, befindet sich der Goethebrunnen.

### Veranstaltungen

#### Theater und Konzerte
Das Theater- und Konzertangebot in Wetzlar ist breit gefächert. Von überregionaler Bedeutung sind die Kultur- und Musikevents der größten Multifunktionshalle der Region, der Buderus Arena Wetzlar (rund 6000 Zuschauerplätze). Ebenso bedeutsam sind die alljährlich in den Monaten Juni, Juli und August stattfindenden Wetzlarer Festspiele mit Opern, Operetten, Musicals, Schauspiel, Konzerten und Kleinkunst, die überwiegend im Rosengärtchen, im Lottehof, im Leitz-Park und ehemals im Hofgut Hermannstein abgehalten werden.
Daneben dient die Stadthalle Wetzlar als Kultur-, Kongress- und Tagungszentrum. Hier ist auch das Neue Kellertheater Wetzlar beheimatet, das mit Komödien, Schauspielen oder Musicals unterhält. Weitere kulturelle Höhepunkte sind die Sommermatineen im Rosengärtchen, in der Vergangenheit die Wetzlarer Kulturtage und die Internationalen Gitarrentage Wetzlar. Der Theaterring Wetzlar veranstaltet im Winterhalbjahr mit Tourneetheatern monatlich einen Theaterabend. Daneben gibt es regelmäßige Theater- und Konzertveranstaltungen (Rock, Pop, Jazz, Kabarett, Lesungen, Party etc.) im Kulturzentrum Franzis und beim Theatersyndikat an der Avignon-Anlage, in der Bunten Katze in der Naunheimer Straße, der KulturStation in der Lahnstraße, im Zentrum für High Tech und Kultur Ernst-Leitz-Saal, Steinbühlstraße und der Kleinen Bühne in der Lahnstraße Ecke Erbsengasse, im Cafe Vinyl am Schillerplatz, im E-Werk in der Garbenheimer Straße, Black Pearl in der Franz-Schubert-Straße sowie in der Eventwerkstatt im Dillfeld.

#### Feste und Veranstaltungsreihen
Der traditionsreiche Gallusmarkt ist in Wetzlar seit dem Jahr 1318 bezeugt, mittlerweile seit über 700 Jahren. König Ludwig verlieh der Stadt das Recht, am Tag des heiligen Gallus, also alljährlich am 16. Oktober, einen Jahrmarkt abzuhalten. Heute findet er unter anderem als verkaufsoffener Sonntag mit vielen Aktionen in den Fußgängerzonen statt.
Die zahlreichen Karnevalsvereine sorgen in der Fassenacht mit Veranstaltungen und Bällen für Stimmung. Der große Fastnachtsumzug quer durch die Stadt mit meist über hundert Zugnummern und mehreren Kilometern Länge findet unter großer Anteilnahme der Bevölkerung immer am Fastnachtssonntag statt.
Das Ochsenfest ist das größte Volksfest in Mittelhessen und wird seit 1852 in dreijährigem Zeitabstand gefeiert. Das eine Woche dauernde Fest mit angeschlossener Landwirtschafts- und Tierschau findet auf dem Festgelände „Finsterloh“ statt. Ein Höhepunkt des Ochsenfestes ist ein Festumzug durch Wetzlar.
Weitere regelmäßig wiederkehrende Veranstaltungen sind das Brückenfest rund um die Alte Lahnbrücke mit dem Brückenlauf, das „Sommernachtsweinfest“ auf dem Schillerplatz in der Altstadt. Im April findet der Autosalon statt, bei dem heimische Händler die neuesten Automodelle präsentieren. In der Vorweihnachtszeit gibt es einen Adventsmarkt mit Handwerkerdorf auf dem Schillerplatz, ein Weihnachtsmarkt mit großer Eisbahn auf dem Domplatz und ein kleinerer Markt mit Buden und historischem Pferdekarussell in Bahnhofsnähe. Zirkus-Zeltaufführungen werden gelegentlich auf der Bachweide geboten.

#### Musik, Gesang, Tanz, Kleinkunst
Die Szene in Wetzlar ist besonders im Bereich der Kleinkunst und Independent Music stark vertreten. Neben den Lokalitäten Bunte Katze, Irish Inn, Kleine Bühne und Café Vinyl, früher auch dem Harlekin, ist das Kulturzentrum Franzis ein Standort der freien Musik und das Theatersyndikat. Dort werden aber auch allerlei andere künstlerischen Tätigkeiten gefördert und dargestellt. Vielfältige Angebote zum Zuhören, Zuschauen oder aktiv Mitmachen bieten neben den Musik- und Volkshochschulen derzeit die über 40 Chöre, 12 Orchester (zudem 13 Chöre und Orchester für Kirchenmusik), 16 Musikgruppen, neun Tanzgruppen, zwei Ballettstudios und einige Tanzclubs und Tanzschulen. Es gibt mehrere Blasorchester. Besonders relevant sind das Buderus-Blasorchester Conny Dellner mit seiner Original Kapelle Egerland, den Oberkrainer Express das Wetzlarer Alphornensemble, das City-Winds-Orchesterprojekt 2019 sowie das Egerland-Duo mit den Altstadt-Musikanten.

### Kultur, Museen, Bibliotheken und Galerien

#### Kultur
Das Deutsche Centrum für Chormusik (DCFC) mit 365.000 Chorwerken ist 2020 von Limburg nach Wetzlar umgezogen. Die Stadt Wetzlar sieht darin eine Ergänzung ihrer 1962 übernommenen Patenschaft für das „Ostdeutsche Lied“. Standort des Fundus ist seitdem ein Lager- und Bürogebäude in der Wetzlarer Siegmund-Hiepe-Straße. Der Sammler Manfred Bender ist Besitzer des riesigen Chorbestandes.

#### Museen

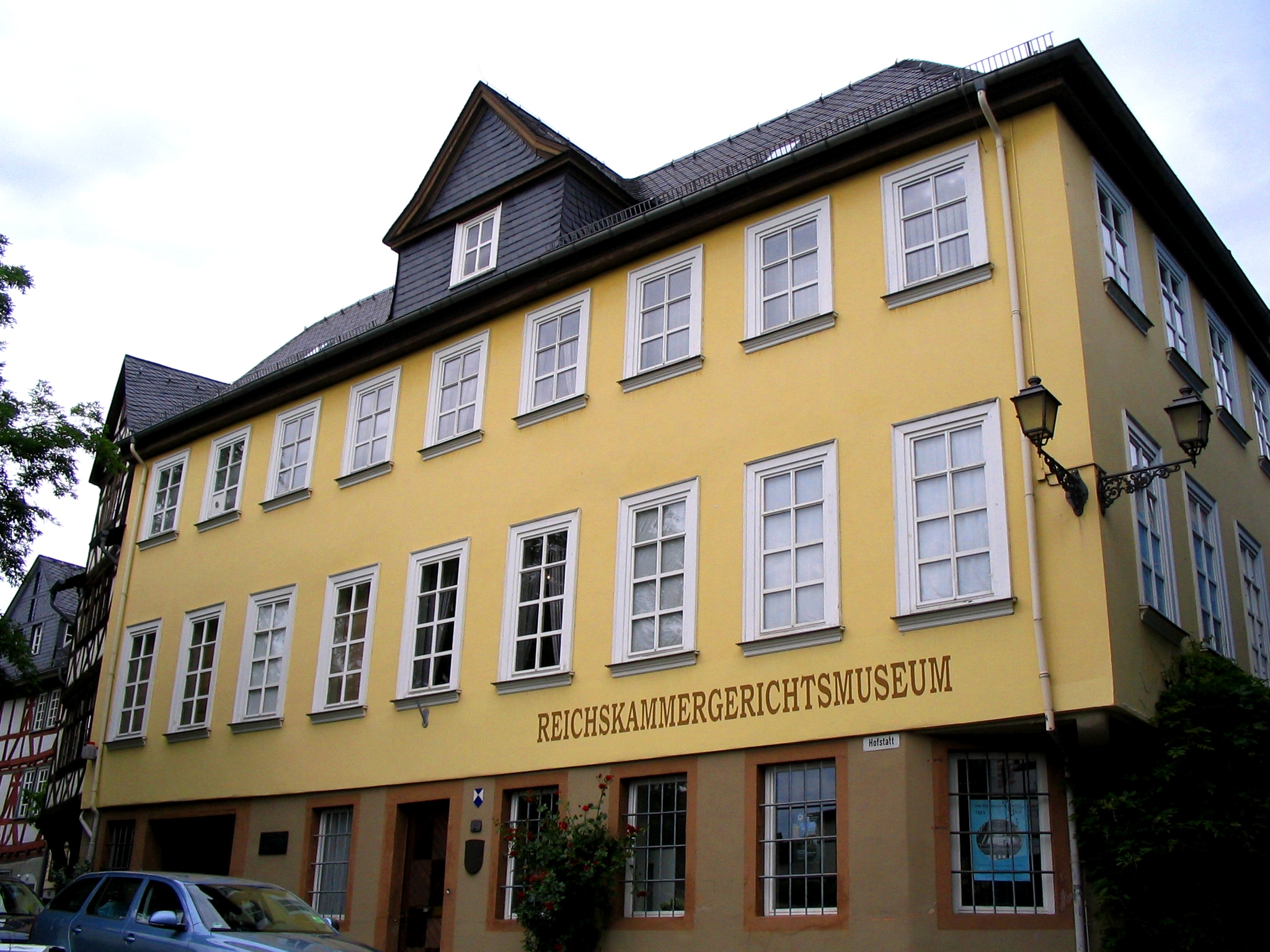
Reichskammergerichtsmuseum

Das Stadt- und Industriemuseum ist ein äußerst vielfältig ausgestattetes Museum mit Exponaten aus der mittelalterlichen und frühneuzeitlichen Geschichte der Stadt und Zeugnissen der regionalen Industriekultur (Schwerindustrie, Optik und Feinmechanik, Bergbau), darunter die Sammlung Karsten Porezag, eine bundesweit einzigartige Sammlung historischer Grubenlampen. Darüber hinaus eröffnet dieses Museum einen Einblick in die Vor- und Frühgeschichte der Region und präsentiert Zeugnisse der Keltenzeit.
Zwei Museen sind dem Umfeld von Goethe gewidmet. Das Lottehaus ist eine Gedenkstätte für Charlotte Kestner geb. Buff als Erinnerung an die Zeit, als Goethe hier oft Gast war. Dank aufwendiger denkmalpflegerischer Untersuchungen war es möglich, das frühere Deutschordenshaus in Wetzlar annähernd in jenen Zustand zu rekonstruieren, in dem Johann Wolfgang Goethe es am Ende des 18. Jahrhunderts vorfand. Jährlich besuchen Tausende Werther-Touristen aus aller Welt dieses Gebäude. Das Jerusalemhaus ist eine weitere Gedenkstätte für Goethes Roman Die Leiden des jungen Werthers. In diesem Gebäude nahm sich einst Karl Wilhelm Jerusalem, vermutlich aus Liebeskummer, das Leben. Jerusalem war eines der realen Vorbilder des Werther. In der Gedenkstätte findet sich heute, wie im Werther beschrieben, „Emilia Galotti auf dem Pulte aufgeschlagen“. Heute beherbergt der restaurierte Altbau neben der Wetzlarer Museumsverwaltung die Goethe-Werther-Sammlung.
Die Sammlung Irmgard Freiin von Lemmers-Danforth zeigt europäische Wohnkultur aus Renaissance und Barock, zusammengestellt und öffentlich zugänglich gemacht von der Wetzlarer Kinderärztin im fürstlichen Palais, dem sogenannten Palais Papius (benannt nach Franz von Pape, genannt Papius, einem Assessor am Reichskammergericht). Sie gehört zu den weltweit bedeutendsten Sammlungen historischer Möbel aus Renaissance und Barock.
Geschichte und Konzept
Die Anfänge der Sammlung der Europäischen Wohnkultur der Renaissance und des Barock sind in den späten 1920er Jahren zu suchen, als der Ankauf von Mobiliar für Wohnung und Arztpraxis zur Leidenschaft Irmgard Freiin von Lemmers-Danforths wurden. Mit dem Wunsch, ein Panorama des bürgerlichen und höfischen Wohnens anzusammeln und zu zeigen, gerieten bald auch die Bereiche des Kunsthandwerks, der Malerei, Plastik und Textilkunst in den Blick der Sammlerin. So trug sie bis zu ihrem Tod im Jahr 1984 rund 450 Stücke zusammen.
1963 stiftete sie der Stadt Wetzlar große Teile ihrer Sammlung, die vier Jahre später im Adelspalais des ehemaligen Kameralassessors Johann Hermann Franz von Pape (1717–1793), genannt Papius, einzogen. Präsentiert wurden die Objekte dort seither in sogenannten Stilräumen, die sich weitestgehend einer Epoche und einer Kunstlandschaft widmen. Irmgard von Lemmers-Danforth selbst veranlasste diese Ausstellungsanordnung, die sich am Konzept der period rooms orientierte. Geläufig war der Sammlerin dieses Präsentationsschema des 19. Jahrhunderts von ihren Besuchen im ehemaligen Kaiser-Friedrich-Museum in Berlin (heutiges Bode-Museum).
Das Museum des Reichskammergerichts ist bundesweit (neben dem Rechtshistorischen Museum beim Bundesgerichtshof in Karlsruhe) das einzige rechtsgeschichtliche Museum und deshalb ein Anziehungspunkt für Juristen und an der Geschichte des Rechts und der Justiz in Deutschland Interessierte. Es wird getragen von der Gesellschaft für Reichskammergerichtsforschung e. V. und der Stadt Wetzlar. Dort wird eine Reihe hochwertiger Exponate zur Verfassungsgeschichte des Heiligen Römischen Reiches Deutscher Nation präsentiert. Dem Museum ist außerdem eine Forschungsstelle des Max-Planck-Instituts für europäische Rechtsgeschichte zugeordnet.
Mehrere Museen präsentieren den Bereich der Optik. Zunächst soll der Optikparcours, ein einmaliger Wissenschaftsparcours, die optische Kompetenz des Standortes Wetzlar stärken. Er ist ein Gemeinschaftsprojekt von Bürgern, Hochschulen, Schulen, des Stadtmarketings der Stadt Wetzlar, der Industrie- und Handelskammer und 70 Unternehmen. Er wurde im Mai 2008 mit zunächst acht Installationen eröffnet, die vom Einkaufszentrum Forum bis in die Altstadt führen. Insgesamt 20 unterschiedliche Hauptinstallationen sind geplant, im November 2008 wurde ein Dunkelkaufhaus zugefügt. Weiterhin präsentiert das Viseum, das Haus der Optik und Feinmechanik, in einem spätbarocken Gebäude modernste Hightech-Produkte von 14 Wetzlarer und mittelhessischen Unternehmen aus den Bereichen Optik, Sensorik und Feinmechanik. Das Motto dazu lautet: „Sehen verstehen!“. Die Exponate demonstrieren, wie optische und optoelektronische Systeme das Leistungsspektrum unserer Augen, mit Hilfe der technischen Nutzung der Eigenschaften des Lichts, verbessern können. Ein weiteres Museum in diesem Bereich ist die Sammlung historischer Mikroskope Ernst Leitz im Neuen Rathaus.

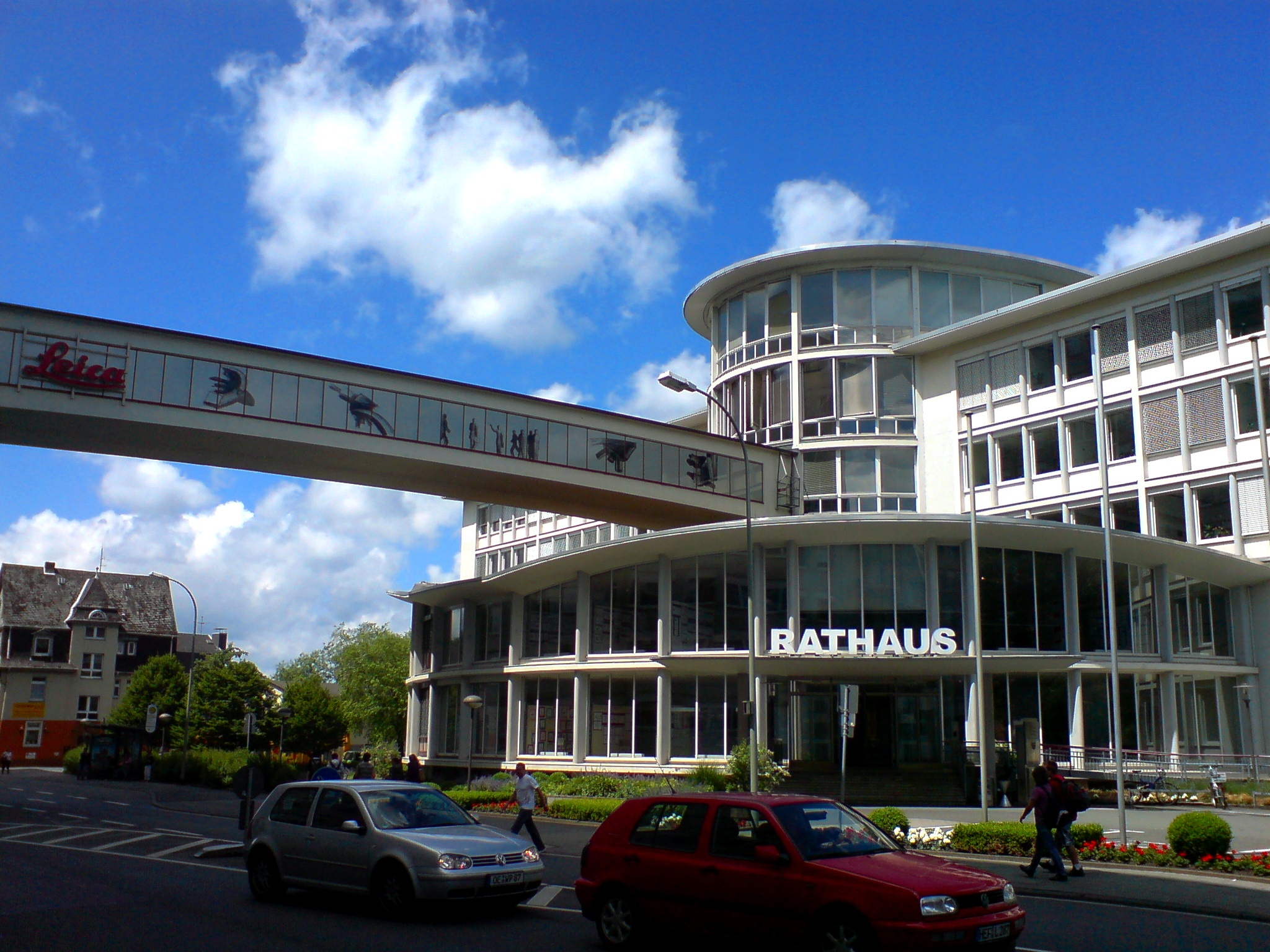
Neues Rathaus, Ernst-Leitz-Straße

Das Leitz-Haus Friedwart in Wetzlar ist ein einmaliges Jugendstil-Ensemble in Deutschland. Eine neue Stiftung will den früheren Wohnsitz der Unternehmerfamilie Leitz, der die Welt die legendäre Leica verdankt, als Kulturstätte erhalten.
An weiteren kleineren und privaten Museen sind das Messingmuseum auf der Spilburg, das Wetzlarer Spielzeug- und Puppenmuseum; im neuen Bundeswehrmuseum in der Niedergirmeser Elisabethenstraße kann man 175 Jahre Wetzlarer Militärgeschichte besichtigen, das Landwirtschaftliche Museum sowie die Heimatmuseen und Dorfstuben sind in den Stadtteilen zu nennen. In der Nähe von Wetzlar, in Oberbiel, befindet sich das Besucherbergwerk Grube Fortuna mit Grubenbahnmuseum. Es handelt sich um eine der zahlreichen ehemaligen Eisenerzgruben im Lahn-Dill-Kreis. Am früheren Erzbergwerk Grube Malapertus ist ein alter Förderturm erhalten, der heute als einer der beiden letzten Fördertürme von der Bergbauvergangenheit im Lahn-Dill-Gebiet zeugt. Derzeit werden große Teile der Grube restauriert und der Öffentlichkeit zugänglich gemacht.
Die Leica-Welt umfasst neben weiteren Nutzungen ein Museum über die Kameramarke Leica, ihre Technik und Geschichte.

#### Bibliotheken und Archive
1962 wurde in Wetzlar die wissenschaftliche Sammelstelle und Bibliothek für Liedgut der ehemaligen deutschen Ostgebiete mit der Patenschaft für das ostdeutsche Lied gegründet.
Die 1989 eröffnete Phantastische Bibliothek Wetzlar entwickelte sich zur weltweit größten öffentlich zugänglichen Sammlung phantastischer Literatur. Sie verfügt über einen Bestand von zirka 150.000 Titeln in den phantastischen Literaturgenres (Science Fiction, Fantasy, klassische Phantastik, Horror, Utopie, Reise- und Abenteuerliteratur, Märchen, Sagen/Mythen).
Die Stadtbibliothek verfügt über einen Bestand von derzeit zirka 45.000 Medien. Aus der dazugehörenden Artothek können über 200 Bilder, meist Originale (hauptsächlich von einheimischen Künstlern), und Skulpturen ausgeliehen werden.
Das Historische Archiv der Stadt verfügt unter anderem über eine große Urkundensammlung (mehr als 4400 Urkunden) sowie über Akten von der Reichsstadtzeit bis zur Gegenwart.

#### Galerien
Ein knappes Dutzend Galerien sind über das Stadtgebiet verteilt. In der Galerie am Dom sind u. a. Werke von Künstlern mit bekannten Namen wie Janosch, Günter Grass, Armin Mueller-Stahl, James Rizzi, Niki de Saint Phalle, Friedensreich Hundertwasser oder Udo Lindenberg ständig vertreten. Des Weiteren sind die Galerie im Stadthaus am Dom, die Galerie Arthaus Genzel am Domplatz, das Atelier Ludwig Leitz mit dem künstlerischen Werken von Ludwig Leitz, die Galerie im Alten Rathaus, die Galerie im neuen Rathaus, die Galerie Atzbach, die Grafiken und Illustrationen beherbergt, sowie die Galerie Kunst+ am Kornmarkt mit dem Schwerpunkt Bronzegüsse der Berliner Bildhauerschule sowie zeitgenössische, junge Kunst mit dem Schwerpunkt Bildhauerei, zu nennen.
Daneben werden unter dem Titel Kunst im Krankenhaus regelmäßige wechselnde Fotoausstellungen auf den Stationen der Urologischen Klinik des Klinikums Wetzlar gezeigt. Das Kunstprojekt Atelier Löwenherz bietet Erwachsenen mit geistiger oder körperlicher Behinderung und Nichtbehinderten die Möglichkeit, sich unter Anleitung künstlerisch zu betätigen. In der Ersten Malschule Wetzlar wird Kindern ab sechs Jahren der Spaß am kreativen Tun vermittelt. Gleichzeitig werden Malkurse für Erwachsene, Anfänger und Fortgeschrittene angeboten. Die Vereinigung Form und Farbe (gegründet 1991) ist ein lockerer Zusammenschluss von Freizeitkünstlern mit dem Ziel, Gedanken und Erfahrungen auszutauschen, in kleinen Gruppen gemeinsam zu arbeiten und regelmäßige Ausstellungen zu veranstalten.
Der 1931 gegründete Verein FotoFreunde Wetzlar gilt als einer der ältesten Fotoclubs Deutschlands. Er organisiert Ausstellungen, Audiovisions-Schauen sowie Fotowettbewerbe und verkauft mittlerweile weltweit den Wetzlar-Kalender. Zu den Gründungsmitgliedern gehörte vermutlich der Leica-Erfinder Oskar Barnack.

### Kulturpreise
Die Stadt Wetzlar vergibt seit 1983 jährlich den mit 4000 Euro dotierten Phantastik-Preis der Stadt Wetzlar für deutschsprachige Originalveröffentlichungen aus dem Genre Fantastik. Seit 2006 vergibt die Stadt die Lotte-Plakette als undotierten Kulturpreis, benannt nach Charlotte Buff. Erster Preisträger war der Vorsitzende der Kulturgemeinschaft Hans-Günther Kolb, ihm folgten Georg Schmidt-von Rhein (2007, Gesellschaft für Reichskammergerichtsforschung), Joachim Eichhorn (2008, Kirchenmusikdirektor), Hartmut Schmidt (2009, ehemaliger Leiter der Städtischen Sammlungen) und Martin Knell (2010, Dirigent).

### Kulinarische Besonderheiten
„Dulges“ (auch Rührdulges) ist ein aus geriebenen und entwässerten rohen Kartoffeln, Zwiebeln, Speck, Salz und Gewürzen in einem möglichst gusseisernen Bräter angebratener Teig. Das Gericht wurde möglicherweise von den eingewanderten Hugenotten übernommen und wird als Dulgesfest im gesamten Umland gefeiert. Zum Dulges darf eine trockene Scheibe Graubrot und/oder Apfelmus gereicht werden. Es gibt Varianten, bei denen etwa Hackfleisch-Bällchen im Kartoffelteig mit angebraten werden. Eine andere Spezialität ist der „Schmierchelskuche“, eine Art Kartoffelkuchen mit Zwiebelbelag und süßer Abdeckung (Marmelade, Sahne, Pudding oder ähnliches).
In der Vergangenheit wurde in Wetzlar und Umgebung Wein angebaut. Urkundlich erwähnt wird der Rebbau an der Lahn erstmals im 12. Jahrhundert, und zwar für Nassau (1159). Weitere Ersterwähnungen für Weinberge sind unter anderem: Kloster Arnstein (um 1200), Wetzlar (1242) oder Laurenburg (1275). Viele Hügel- und Straßennamen in und um Wetzlar verraten noch heute den einstigen Weinanbau. Das Lahntal war jahrhundertelang für seine Rotweine bekannt. Witterungseinflüsse führten Ende des 19. und Anfang des 20. Jahrhunderts zu Frostschäden, Rebkrankheiten und -schädlingen und damit zu einer Verringerung der Rebflächen und zum Niedergang des Weinbaus. Der Lahnwein hat heute kein eigenes Anbaugebiet mehr, sondern gehört zum Weinbaugebiet Mittelrhein. Heute gibt es hier nur noch zwei Weinorte: Obernhof und Weinähr im Gelbachtal.

## Sport und Freizeit
Wetzlar ist mit zahlreichen Spitzensportlern und -vereinen regelmäßig Ort der öffentlichen Berichterstattung. Es werden immer wieder Teilnehmer aus Wetzlar oder aus dortigen Vereinen an Olympia- und Paraolympiaden gestellt.
Der Tourismus in Wetzlar verzeichnet seit Jahren ein deutliches Wachstum.

### Sport
Eine Reihe Wetzlarer Vereine ist in den Bundesligen vertreten. Zu nennen sind insbesondere RSV Lahn-Dill (Rollstuhlbasketball-Bundesliga) und HSG Wetzlar (Handball-Bundesliga Männer). Der RSV zählt als Weltpokalsieger 2010, dreizehnfacher deutscher Meister, vierzehnfacher Pokalsieger (davon elfmal das Double aus Meisterschaft und Pokal), siebenfacher Europapokalsieger (IWBF Champions Cup), einmal WBC-Europapokalsieger (Willi-Brinkmann-Cup) sowie Vize-Weltcupsieger 2006 zu den weltbesten Vereinen. In der deutschen Handballnationalmannschaft, die 2016 Europameister wurde, standen mit Steffen Fäth, Jannik Kohlbacher und dem überragenden Torwart Andreas Wolff allein drei Spieler der HSG Wetzlar.

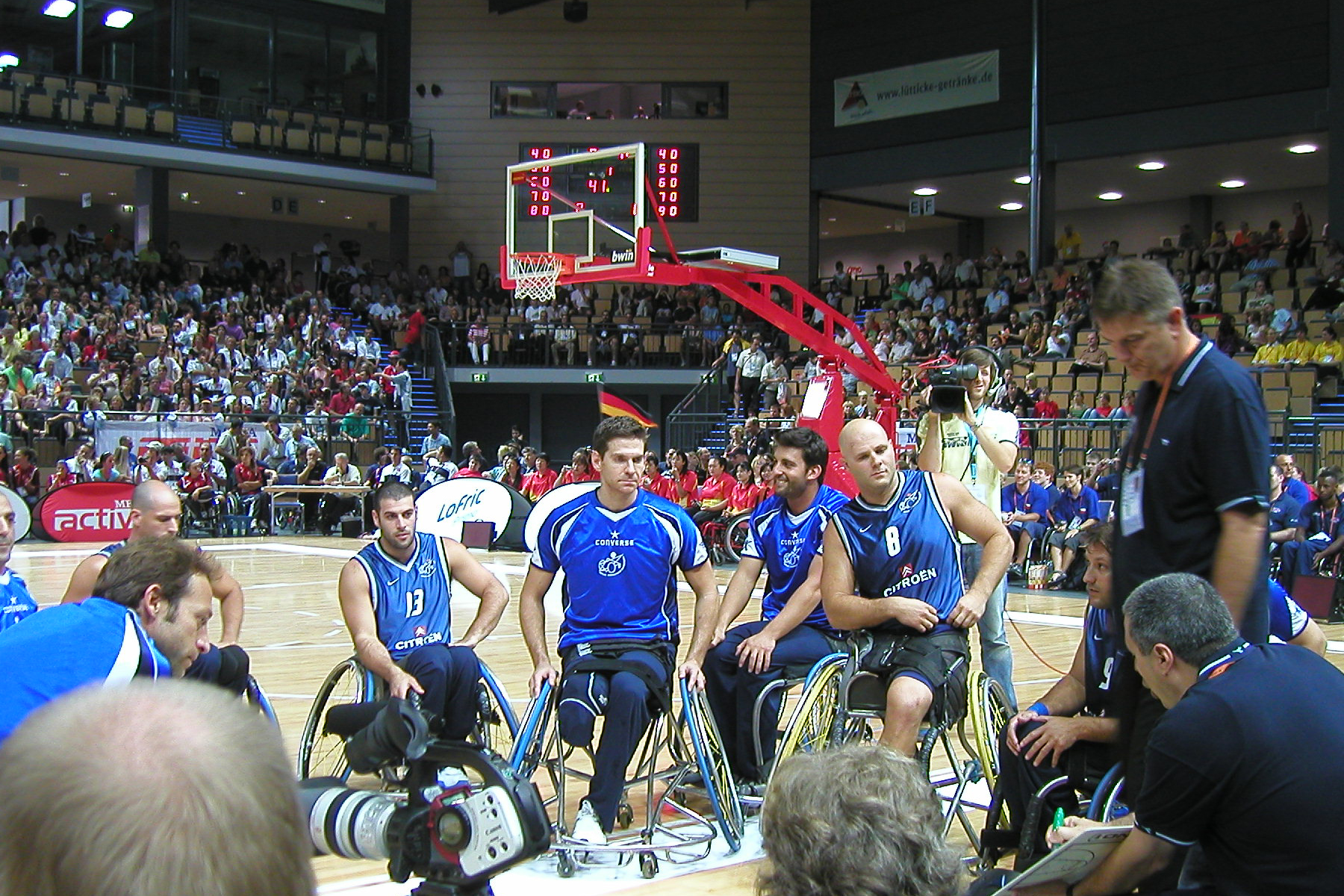
Rollstuhlbasketball-Länderspiel in der Wetzlarer Arena 2007

Im Fußball wurde die Nationalspielerin Nia Künzer durch ihr Golden Goal beim Sieg im WM-Finale 2003 bekannt. Der FSV Hessen Wetzlar spielte von 2015 bis 2019 in der 2. Bundesliga (Frauen), seitdem in der Regionalliga Süd. Die erste Herrenmannschaft der Eintracht Wetzlar spielte viele Jahre in der Fußball-Oberliga Hessen und war in den vierziger Jahren sogar eine Saison erstklassig in der damaligen Gauliga. Inzwischen, nach mehrmaligem Abstieg, wagt die Mannschaft in der Kreisliga einen Neuanfang. Das Enwag-Stadion wurde zudem vom Herren-Regionalligisten Teutonia Watzenborn-Steinberg für seine Heimspiele in der Saison 2016/17 genutzt.
Im Turnen bilden KTV Wetzlar (Kunstturnen-Bundesliga) und TSG Niedergirmes gemeinsam ein Kunstturnleistungszentrum mit DTB-Turnschule. Bekannt wurde die Stadt zudem durch ihre Spitzensportler im Kunstturnen, unter anderem Fabian Hambüchen am Reck als Europameister, Weltmeister und Olympiasieger. Gabriele Weller vom KTV Wetzlar wurde unter anderem viermal Deutsche Meisterin im Kunstturnen, nahm an drei Weltmeisterschaften sowie 1992 an den Olympischen Spielen teil und wurde zweimal FICEP-Europameisterin.
Im Rudern stellte die RG Wetzlar 1880 bereits etliche Olympiasieger, Welt-, Europa- und Deutsche Meister, zum Beispiel die Weltmeister und Olympiasieger von 1968 Jörg Siebert, 1972 Hans-Johann Färber und Mareike Adams als 4-malige Ruder-Weltmeisterin. Im Tanzsport mit Welt-, Europa- und Deutschen Meistern wie den Tanzpaaren Ursula Breuer und Karl Breuer sowie Ellen Jonas und Volker Schmidt vom Schwarz-Rot-Club Wetzlar, Johanna-Elisabeth und Adrian Klisan holten am 18. November 2013 in Bonn Silber bei der Standard-WM der Professionals. Der Judo-Club (JC) Wetzlar stellte einige Bronzemedaillengewinner bei der Ju-Jutsu-EM 2019. Die Radpolo-Mannschaft RKB Solidarität Wetzlar 1908 spielt aktuell in der 1. Bundesliga und holte mehrere deutsche Meisterschaften. Im Twirling ist die TSG Niedergirmes erfolgreich. Der RSV Büblingshausen mit dem Europapokal 2006 im Eisstockschießen sowie mehreren Deutschen Meisterschaften der Damen- und Herrenmannschaft. Die Kegler und Keglerinnen des KSV sowie die Wetzlarer Schützenvereine errangen Meisterschaften auf überregionaler Ebene. Klaus Enders, ein ehemaliger deutscher Motorradrennfahrer, konnte als Pilot zwischen 1967 und 1974, zusammen mit Beifahrer Ralf Engelhardt, auf BMW insgesamt sechsmal Seitenwagen-Weltmeister werden. Emir Ahmatović, deutscher Boxer bosnischer Herkunft vom Boxteam Lahn Wetzlar, lebt und trainiert in Wetzlar. Er wurde GBU-Weltmeister 2021 im Schwergewicht gegen den Spanier Gabriel Enguema in Belgrad.
Einer der größten Sportvereine Mittelhessens ist der TV Wetzlar, dessen erfolgreichste Abteilungen im Volleyball (Damen) und im Badminton (Herren) bereits viele Jahre in der Bundesliga spielten. Die Schwimmabteilung des TV Wetzlar stellte mehrmals Deutsche Meister und Olympiateilnehmer, die Fechtabteilung regelmäßig einige Mitglieder bei Deutschen Meisterschaften.
Der jüngste Sportverein, das Sprintteam Wetzlar, wurde im November 2016 gegründet. Der Zweck des Vereins ist die Pflege und Förderung des Sports speziell der Leichtathletikdisziplin Sprint. Der Verein ist Verbandsmitglied im Landessportbund Hessen e. V. und seinen zuständigen Verbänden, er finanziert sich durch Mitgliedsbeiträge und Sponsoren. Er erfreut sich einer stetig wachsenden Mitgliederzahl. Die Leichtathleten stellen etliche Deutsche- und Europameister.
Im Jahr 2004 wurden über das ZDF zwei Wetzlarer unter die besten 100 deutschen Sportler des Jahrhunderts gewählt. In den 82 Wetzlarer Sportvereinen mit 22.000 Mitgliedern, davon 7.300 Jugendliche, wird ein außerordentlich breites Spektrum von Sportarten angeboten. 2013 stieg das Team Destination Wetzlar in die 1. Paintball-Bundesliga auf.
Wetzlar ist immer wieder Gastgeber nationaler und internationaler Sportveranstaltungen von Rang. Die Stadt gehörte unter anderem zu den offiziellen Ausrichtungsorten der Handball-Weltmeisterschaft 2007, der Europameisterschaft der Rollstuhlbasketballer 2007, der American-Football-Europameisterschaft 2010, sowie von Welt-, Europa- und deutschen Meisterschaften im Tanzsport, zuletzt Standard-WM der Senioren 2005 und Standard-WM der Amateure (Hauptklasse) 2010 in der Wetzlarer Arena. Jährlich wiederkehrende Veranstaltungen mit internationaler Beteiligung sind unter anderem seit 2005 der Wetzlar Marathon und seit 2006 die Wetzlar Open, ein ATP-Tennisturnier, bei dem Weltranglistenpunkte erzielt werden können. Leichtathleten, unterschiedlicher Disziplinen, starten in mehreren Vereinen erfolgreich überregional. 2017 wurde das Sprintteam Wetzlar gegründet, dem inzwischen mehrere Deutsche Meister angehören.
2021 bewarb sich die Stadt als Host Town für die Gestaltung eines viertägigen Programms für eine internationale Delegation der Special Olympics World Summer Games 2023 in Berlin. 2022 wurde sie als Gastgeberin für Special Olympics Costa Rica ausgewählt. Damit wurde sie Teil des größten kommunalen Inklusionsprojekts in der Geschichte der Bundesrepublik mit mehr als 200 Host Towns. In der Delegation befanden sich etwa 150 Athletinnen und Athleten. Bundesinnenministerin und Sportministerin Nancy Faeser begrüßte das Team aus Costa Rica beim dortigen inklusiven Sportfest.
Die größte Sportstätte der Stadt ist das 1948 errichtete Stadion Wetzlar, fast unmittelbar an der Lahn gelegen, mit einem Fassungsvermögen von rund 8000 Zuschauern. Das Stadion verfügt über zwei überdachte Tribünen und eine Flutlichtanlage. Seit 2019 trägt es durch ein Sponsoring des lokalen Energieversorgers den Namen enwag-Stadion. Die 2005 eröffnete Mittelhessen-Arena (heute Buderus Arena) mit maximal 6000 Plätzen ist eine Mehrzweckhalle in der Nähe des Bahnhofs und diente seit ihrer Eröffnung bereits mehrfach als Austragungsort internationaler Sportveranstaltungen wie mehrerer Vorrundenspiele der Handball-Weltmeisterschaft 2007. Das Europabad dient seit seiner Eröffnung 1973 als Wettkampfbad mit 50-Meter-Becken und Tribüne.
Der größte Sportverein Wetzlars ist mit über 5000 Mitgliedern die Sektion Wetzlar des Deutschen Alpenvereins. Seit Januar 2009 besteht das Cube-Kletterzentrum des Alpenvereins im Sportpark des TV Wetzlar auf dem Spilburg-Gelände. Auf den rund 2300 m² Kletterfläche, bei einer Höhendifferenz von mehr als 13 m, befinden sich auch Schulungs- und Boulderbereiche. Diese künstliche Kletteranlage, mit den Schwierigkeitsgraden (UIAA) 3–10, kann von jedermann gegen Entgelt genutzt werden. Am 31. Oktober 2009 wurde dort die Hessenmeisterschaft ausgetragen.

### Tourismus
Der Tourismus ist von maßgeblicher und wachsender Bedeutung für Wetzlar. Im Jahr 2017 waren 900 Betten in Hotels und Garni-Hotels bei der Tourist-Information registriert. Mit den 2018 eröffneten Häusern „Arcona Living Ernst Leitz Hotel“, inzwischen umbenannt in „Vienna House Ernst Leitz Wetzlar“, und „Trip Inn Goethe Hotel“ wuchs die Kapazität bis Ende 2018 um weitere 500 auf 1800 Betten. Mit dem 2019 eröffneten B&B-Hotel verfügt die Stadt heute über mehr als 2000 Betten in verschiedenen Betriebskategorien. Das Hotel ergänzt sich mit der benachbarten Buderus Arena. Die Zahl der Übernachtungen erreichte 2018 mit 253.820 einen neuen Rekordwert, davon entfielen etwa 17 Prozent auf ausländische Gäste. Dieser wurde 2019 mit 272.771 Übernachtungen noch einmal um 7,5 Prozent gesteigert. Mangel in der Statistik: Betriebe mit weniger als zehn Betten, ebenso die über 60 Ferienwohnungen mit 250 Betten werden bei der Zählung nicht berücksichtigt. Die reale Zahl der Übernachtungen dürfte also über den offiziellen Werten liegen. Wetzlar liegt damit in Mittelhessen an zweiter Stelle hinter Marburg. Wetzlar wirbt mit Barrierefreiheit. Die Zahl der Touristen, die Wetzlar besuchen, steigt jährlich. Die der Tagestouristen und die Übernachtungen sind demnach in den vorangehenden zehn Jahren um gut 25 Prozent angewachsen. Die jeweilige Verweildauer der Besucher lag laut Bericht bei 1,9 Urlaubstagen. Die Hotelbettenkapazität der Stadt ist demnach im Jahresschnitt zu rund 40 Prozent belegt.
Seit Juli 2020 darf Wetzlar sich offiziell „Tourismusort“ nennen. Damit hat die Stadt das Recht, bei Übernachtungen eine Tourismusabgabe zu erheben.

### Touristik-Routen, Wanderwege

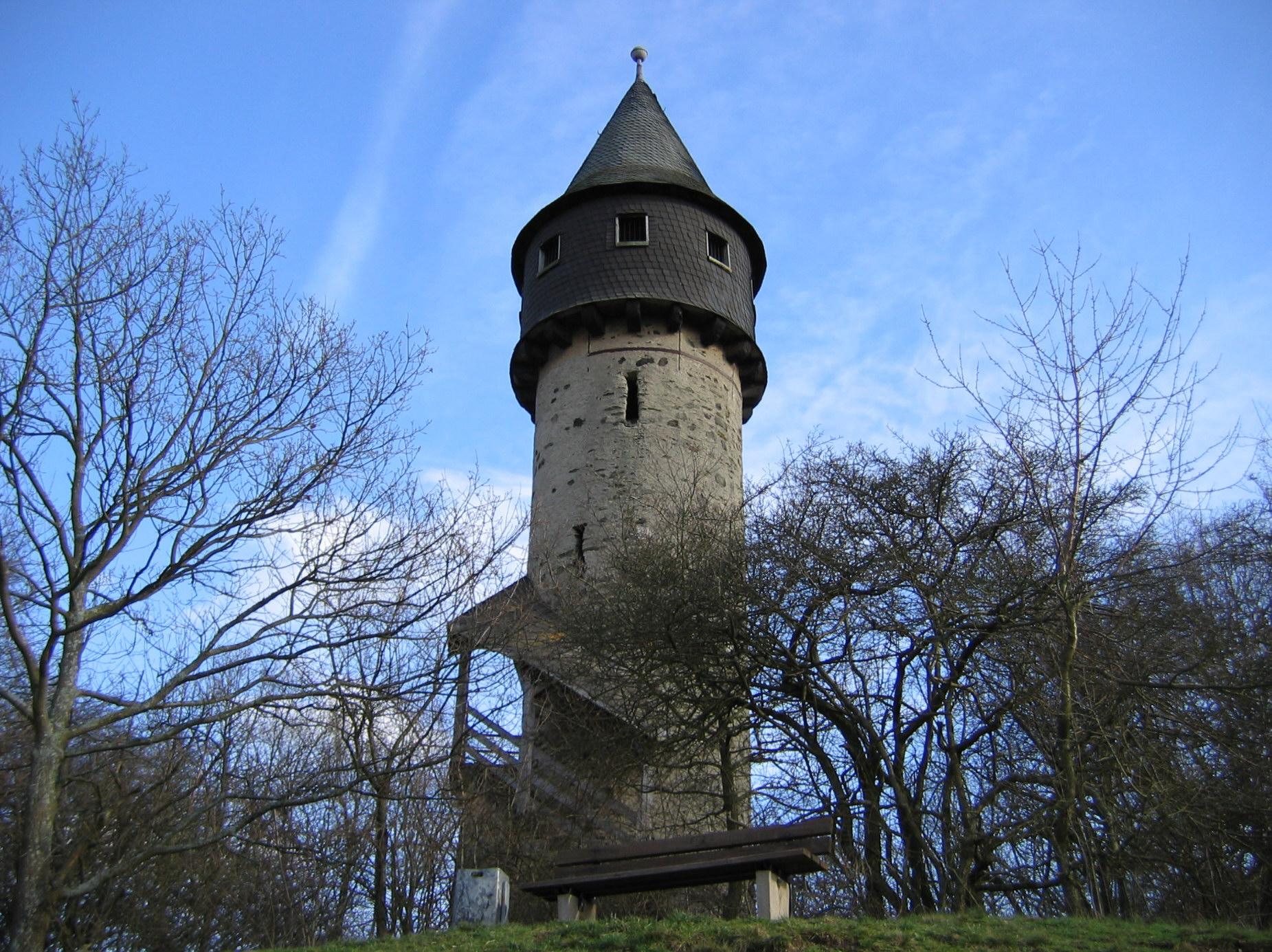
Brühlsbacher Warte („Bleistift“), Anfang 2007

Die Stadt liegt an folgenden Ferienstraßen: Deutsche Fachwerkstraße, Lahn-Ferien-Straße und Solmser Straße. Die Oranier-Route führt über Wetzlarer Stadtgebiet. Die Stadt ist Mitglied im Taunusklub und im Westerwald-Verein und ist Sitz des Lahntal Tourismus Verbandes e. V.
Am 18. September 2019 wurde der Wetzlarer Goetheweg vom Deutschen Volkssportverband e. V. (DVV) auf den zweiten Platz von „Deutschlands schönsten Wanderwegen 2019“ in der Kategorie „Stadt und Kultur“ gewählt. Erst im vergangenen Jahr wurde der Wetzlarer Goetheweg mit einer Länge von 8 km oder in seiner erweiterten 10-km-Variante als permanenter Wanderweg des DVV von der Tourist-Information ausgewiesen und eröffnet. Der Goetheweg folgt den Spuren von Johann Wolfgang Goethe. Während seines Aufenthaltes im Jahr 1772 wanderte der junge Goethe gerne nach Garbenheim, seinem „Wahlheim“ und genoss den Blick in das romantische Lahntal. Zwei neue Qualitätswege in und um Wetzlar: der 3-Türme-Weg und der Komfortweg Kirschenwäldchen wurden im Januar auf der Reisemesse CMT in Stuttgart vom Deutschen Wanderverband als „Qualitätswege Wanderbares Deutschland“ ausgezeichnet.
Es gibt in Wetzlar und Umgebung eine Reihe von Wanderwegen und Möglichkeiten für Wanderungen auf den Lahnhöhenwegen beiderseits der Lahn. Im Herbst 2012 wurde offiziell zusammen mit dem Reststück Lahnwanderweg oberhalb von Diez die Bergmannsroute als eine alternative Tagesetappe von Wetzlar nach Braunfels eröffnet.
Die Stadt ist Ausgangspunkt eines vom Taunusklub beschilderten Jakobsweges, dem Lahn-Camino nach Burg Lahneck und zur Hospitalkapelle in Lahnstein. Der Elisabethpfad von Frankfurt nach Marburg führt durch Wetzlar. Am 28. August 2015, dem 266. Geburtstag Goethes, wurde ein neuer 7,5 Kilometer langer „Goethewanderweg“ eröffnet. Er führt vom „Lottehaus“ in der Wetzlarer Altstadt zum Goetheplatz im Stadtteil Garbenheim und folgt Pfaden, auf denen der Dichter während seines Aufenthaltes in Wetzlar im Sommer 1772 gewandert ist. Weiter gibt es sehr schöne Wanderwege zum Prämonstratenserinnenkloster Altenberg bei Wetzlar. Hier wuchs Gertrud (1227–1297), die dritte Tochter der Landgräfin Elisabeth von Thüringen (* 7. Juli 1207 auf Burg Sárospatak in Ungarn; † 17. November 1231 in Marburg an der Lahn, auch Elisabeth von Ungarn genannt, ist eine Heilige der Katholischen Kirche). Gertrude, kam erst nach dem Tod ihres Vaters zur Welt. Sie wuchs ab ihrem zweiten Jahr im Kloster Altenberg heran und wurde mit 21 Jahren dessen Äbtissin. Gertrud wurde 1348 von Papst Clemens VI. seliggesprochen.
Der Dill-Wanderweg führt von Haiger nach Wetzlar. Die Vier-Türme-Wanderung verläuft komplett im Wetzlarer Stadtgebiet und verbindet vier historische Türme: Die Garbenheimer Warte (heutiger Bismarckturm), Brühlsbacher Warte (Bleistift), Stoppelbergturm und Burgruine Kalsmunt. Die Wegstrecke dieser Wanderung rund um die Altstadt beträgt ungefähr 14 Kilometer, der Höhenunterschied 264 Meter. Eine andere Wanderung verläuft zirka 18 Kilometer durch das südliche Umland und führt von Brandoberndorf durch das Sieben-Mühlen-Tal nach Wetzlar.
Der durch Wetzlar führende Lahntalradweg gehört laut ADFC zu den Top 10 der deutschen Radfernwanderwege. Die Lahn ist für Wasserwanderer mit Kanu oder Ruderboot gut geeignet. In der Stadt gibt es fünf offizielle Ein- und Ausstiegsstellen mit Raststätten, Toiletten, Campingplatz, Einkaufsmöglichkeiten, Unterkünften und Busanbindung.

### Diskotheken, Szenegastronomie und Ausflugslokale
Vor Ort gab es einige seit Jahrzehnten bestehende Diskotheken. Zu den ältesten im Kernbereich Wetzlars gehörte das Poco, eine Rock-Disco an der Dill, das seit 1978 existierte und seit März/April 2014 geschlossen ist; bekannt wurde das Poco insbesondere durch seine außergewöhnliche Karnevalsveranstaltung (Fasching Total), bei der von Samstag bis Aschermittwoch rund um die Uhr gefeiert wurde. Im Bereich der damaligen Einkaufszeile Lahnhof wurde in den 1990er Jahren sowie 2014 bis 2019 eine Diskothek unter den Namen Supermäx/Lollipop bzw. Mäx betrieben. Die Ebene 3 Skyclub, Zugang über das dritte Parkdeck des ehemaligen Adler Modemarktes, öffnet gelegentlich noch. Es haben sich einige Szenebars und -lounges im Altstadtbereich etabliert. In jüngerer Zeit entstand auch auf dem Gelände der ehemaligen Spilburg-Kaserne eine Reihe von Lokalitäten. Zu den beliebtesten Ausflugslokalen zählen beispielsweise die Betriebe beiderseits der alten Lahnbrücke, auf dem Kirschenwäldchen, dem Simberg, Magdalenenhausen und der Naunheimer Mühle.

## Verkehr, Wirtschaft und Infrastruktur

### Verkehr
Ein römisches Wegenetz um Wetzlar war schon früh vorhanden. Bereits vom Mittelalter an war der Knotenpunkt Wetzlar gut an das überregionale Verkehrswegenetz angeschlossen. Unter anderem lag die Stadt an der historischen Handelsstraße Hohe Straße, einem bedeutenden Handelsweg. Sie führte von Antwerpen über Köln, die Reichsstädte Wetzlar und Friedberg nach Frankfurt am Main. Sie wurde auch als Cölnische Hohe Heer- und Geleitstraße bezeichnet. Oder der Weinstraße (Wagenstraße) sie führte von Mainz bzw. Höchst über Usingen und Wetzlar, westlich an Marburg vorbei, nach Hildesheim und weiter Richtung Bremen bzw. Lübeck.

#### Straßenverkehr
Wetzlar ist ein Verkehrsknotenpunkt in Mittelhessen. Das Dilltal und das Lahntal bündeln die Verkehrsströme aus Norden (Ruhrgebiet, Siegen) im Osten (Gießen, Fulda und Kassel) sowie im Westen (Limburg, Koblenz). Die Wetterau schafft die Verbindung nach Süden (Friedberg, Bad Homburg und Frankfurt).
Wetzlar liegt an der A 45 (Sauerlandlinie Dortmund–Aschaffenburg) bzw. Europastraße E 41 mit den Ausfahrten Wetzlarer Kreuz (zur A 480 nach Wetzlar-Nord, Aßlar und Wetzlar-Blasbach), Wetzlar-Ost (zur B 49 Richtung Stadtmitte) und Wetzlar-Süd (in die südlichen Stadtteile Münchholzhausen, Dutenhofen und Büblingshausen).
Die Autobahn A 480 bzw. E 40 sollte eigentlich von der luxemburgischen Grenze bei Trier durch den Westerwald bis zum Hattenbacher Dreieck führen. Diese Strecke war als A 48 geplant. Aus Kostengründen wurde sie nie vollständig realisiert. Ein realisierter Abschnitt dieser Strecke ist eine der zwei Teilstrecken der A480. Diese führt von der Abfahrt Wetzlar Nord/Aßlar bis zum Wetzlarer Kreuz und darüber hinaus bis zum derzeitigen Autobahnende mit der Behelfsausfahrt nach Wetzlar-Blasbach. Einige Kilometer nordöstlich Gießens geht der bisher ausgebaute Teil als zweiter Abschnitt der A480 weiter. Er führt von Heuchelheim-Nord bis zum Reiskirchener Dreieck an der A 5. Die Strecke von dort bis zum Hattenbacher Dreieck ist die A 5.
Folgende Bundesstraßen führen durch die Stadt: die B 49 (Trier–Alsfeld) bzw. E 44 als Ost-West-Verbindung. Des Weiteren die B 277, sie verbindet Aßlar mit dem Knoten Dalheim.
Zwischen Wetzlar und Limburg hat an der B 49 der mehrjährige, vierspurige Ausbau in 13 Bauabschnitten begonnen. Die B 49 führte früher mitten durch die Innenstadt und die Stadtteile Dutenhofen und Steindorf in Ost-West-Richtung. Die B 277 verlief von Aßlar kommend in Nord-Süd-Richtung durch die Innenstadt und dann über Rechtenbach nach Butzbach. Die heutige B 49 trug bis 1985 die Bezeichnung B 429. Die Bundesstraßen im Zuge der Ortsdurchfahrten im Stadtgebiet Wetzlar wurden zu Landesstraßen herabgestuft (B 49: 1. Januar 1985, B 277: 1. Januar 1990).
Seit der kommunalen Gebietsreform in den 1970er Jahren ist das Kraftfahrzeug-Unterscheidungszeichen bezüglich der Stadt Wetzlar ein Sonderfall. Von 1956 bis zum 31. Dezember 1976 hatte der Kreis Wetzlar mit der gleichnamigen Kreisstadt das Kennzeichen WZ. Mit Gründung der Stadt Lahn zum 1. Januar 1977 wurde zwischenzeitlich das Autokennzeichen L eingeführt, das im Rahmen der deutschen Wiedervereinigung am 1. November 1990 durch die Kombination LDK ersetzt wurde (siehe auch Kfz-Kennzeichen (Deutschland)#Ausbau des Systems). Das Kennzeichen WZ wurde zum 1. Juli 2012 wieder eingeführt.

#### Bahnverkehr
Neben dem Bahnhof Wetzlar in der Kernstadt gibt es einen weiteren Bahnhof im Stadtteil Dutenhofen. Der frühere Bahnhof in Garbenheim wurde mit der Stilllegung der Bahnstrecke Lollar–Wetzlar, Teilstrecke der Kanonenbahn, einschließlich Bahnhof Dorlar, geschlossen und das zugehörige Gleis 1 in Wetzlar 2011 zurückgebaut. Auf dem verkleinerten Güterbahnhof werden seit Februar 2007 wieder die Güterzüge aus Mittelhessen (DB Cargo) zusammengestellt.
Wetzlar liegt an der Dillstrecke Siegen–Gießen und der Lahntalbahn Koblenz–Wetzlar, die am Wetzlarer Bahnhof zusammentreffen und von Intercity-Zügen, Regionalbahnen und Regional-Express-Zügen befahren werden.
Der Wetzlarer Bahnhof ist ein Keilbahnhof. Zusammen mit dem angrenzenden zentralen Omnibusbahnhof (ZOB) ist er der wichtigste ÖPNV-Knoten Wetzlars. Bis Mitte der siebziger Jahre passierten hier werktäglich circa 50.000 Pendler und Reisende diese Station.
Seit Juli 2021 hat Wetzlar wieder Anschluss an den DB Fernverkehr in Form von Intercity-Verbindungen. Es fahren zunächst an einigen Wochenenden ein bis zwei Zugpaare des IC 2220/2221 nach Norddeich Mole bzw. Frankfurt am Main. Seit Dezember 2021 verkehrt die IC-Linie 34 im Zweistundentakt von Norddeich bzw. Münster über Siegen und Wetzlar nach Frankfurt.
Ab 2009 wurde Wetzlar täglich von einem Zugpaar des internationalen Fernzuges Eurocity angefahren, der zum Fahrplanwechsel 2011/12 im Dezember 2011 eingestellt wurde. Der Zug verkehrte von Siegen über Frankfurt, Stuttgart und München nach Klagenfurt am Wörthersee sowie über einen Kurswagen weiter nach Ljubljana und Zagreb. Größere Städte, die von Wetzlar aus direkt angefahren werden, sind unter anderem Frankfurt am Main, Fulda, Koblenz, Limburg an der Lahn, Gießen, Friedberg (Hessen), Marburg und Siegen. Bis 2002 war Wetzlar Haltepunkt für InterRegio-Züge von und nach Norddeich Mole. 2003 bestand ein kurzlebiges Angebot von Connex-Zügen zwischen Köln und Berlin.
Der Regional-Express zwischen Siegen und Frankfurt am Main (Main-Sieg-Express) wird von der Hessischen Landesbahn GmbH (HLB) bedient. Dieser verkehrt stündlich zwischen Siegen und Gießen und ist alle zwei Stunden bis Frankfurt durchgebunden. Um 5:47 Uhr verkehrt der sogenannte „Berufspendelzug“ (RE-Sprinter) von Siegen kommend nach Frankfurt am Main und verbindet Wetzlar – ohne Halt in Gießen – in 54 Minuten mit Frankfurt. Der Spätzug kommt von Frankfurt um 18:20 Uhr an. Dieser hält nur in Frankfurt West und Bad Nauheim und benötigt 50 Minuten vom Frankfurter Hauptbahnhof bis nach Wetzlar.
Die HLB verkehrt seit Dezember 2011 auch auf der Lahntalbahn und befährt dort die Strecke Limburg–Weilburg–Wetzlar–Gießen. In Gießen hat ein Teil der Züge einen kurzen Aufenthalt und fährt danach weiter in Richtung Alsfeld und Fulda. Von der Deutschen Bahn werden drei Linien bedient: der RE 24 Weilburg–Wetzlar–Gießen, der RE 25 Koblenz–Limburg–Wetzlar–Gießen (Lahntal-Express) sowie die RB 40 zwischen Dillenburg, Wetzlar, Gießen, Friedberg und Frankfurt (Mittelhessen-Express). Die RB 40 hält zwischen Dillenburg und Gießen auf allen Unterwegsbahnhöfen.

#### Öffentlicher Personennahverkehr
Der öffentliche Nahverkehr ist im Rahmen des Rhein-Main-Verkehrsverbundes (RMV) organisiert. Die Stadt Wetzlar ist selbstständiger Aufgabenträger für den öffentlichen Personennahverkehr und einer der 26 kommunalen Gesellschafter des RMV (15 Landkreise, 4 Großstädte und 7 Sonderstatusstädte). Mit der Durchführung des Busverkehrs hat die Lokale Nahverkehrsorganisation der Stadt Wetzlar ihr eigenes Unternehmen, die Werner-Gimmler-Wetzlarer-Verkehrsbetriebe und Reisebüro GmbH, beauftragt.
Die Stadt verfügt über ein gut ausgebautes städtisches Busliniennetz mit vierzehn Buslinien im zum Teil 20- bis 30-Minuten-Grundtakt. Diese haben alle Anschluss an die zentrale Haltestelle Bahnhof/ZOB, die in direkter Nachbarschaft des Bahnhofs liegt. Hinzu kommen noch diverse Linien im Überlandverkehr in das Wetzlarer Umland. In den späten Abendstunden fährt die Nachtbuslinie 007, der sogenannte Disco-Bus, der fast alle Stadtteile anfährt. Auf allen Linien gilt der Tarif des Rhein-Main-Verkehrsverbundes. Zusätzlich verknüpft der Citybus zum Einheitstarif von 50 Cent wochentags von 10 bis 19 Uhr und samstags bis 15 Uhr die Altstadt mit dem Bahnhof und dem dortigen Einkaufszentrum Forum Wetzlar im 20-Minuten-Takt. Der Ortsverkehr Naunheim bedient das Wohngebiet am Simberg über die Ortsmitte bis zu den Lebensmittelmärkten im Osten von Naunheim als sog. Marktverkehr.

#### Luftverkehr

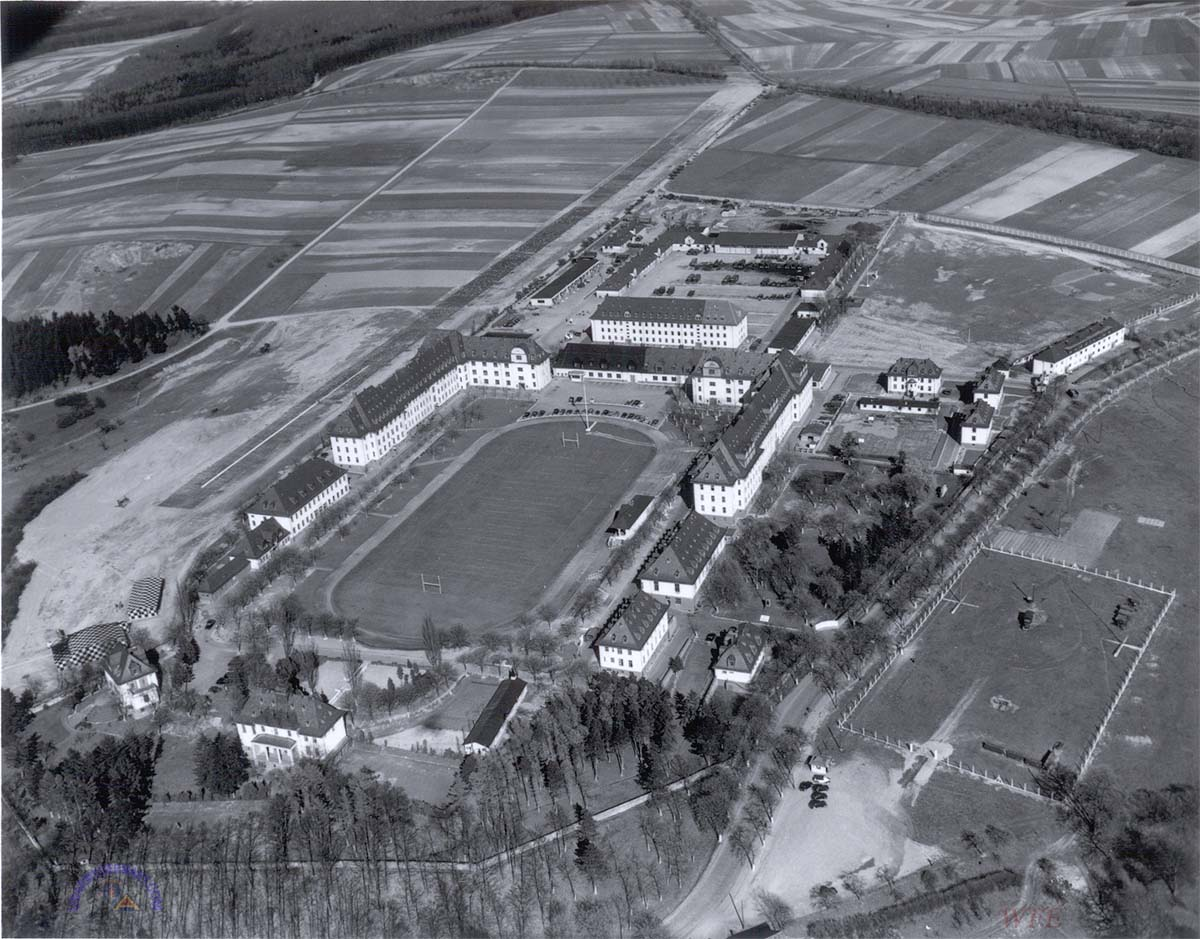
Spilburg-Kaserne bzw. Gaffey Barracks (Luftaufnahme um 1950)

Die Entfernung zum Frankfurter Flughafen beträgt etwa 70 Kilometer, zum Regionalflughafen Siegerland etwa 40 Kilometer. Direkt auf der Stadtgrenze zwischen Wetzlar und Gießen, zwischen den Stadtteilen Gießen-Lützellinden und Wetzlar-Münchholzhausen, liegt der Sonder-Flugplatz Gießen-Lützellinden für die Allgemeine Luftfahrt. Zudem befindet sich in den Lahnwiesen nördlich des Stadtteils Garbenheim das Segelfluggelände Garbenheimer Wiesen. Die Spilburg-Kaserne (Bild rechts) war bis nach dem Zweiten Weltkrieg genutzt, entlang ihrer Ostseite mit einem voll funktionsfähigen Verkehrsflugplatz einschließlich Tower und Hangar versehen. Die Anlage wurde Mitte der 1950er Jahre zurückgebaut.

### Einzelhandel

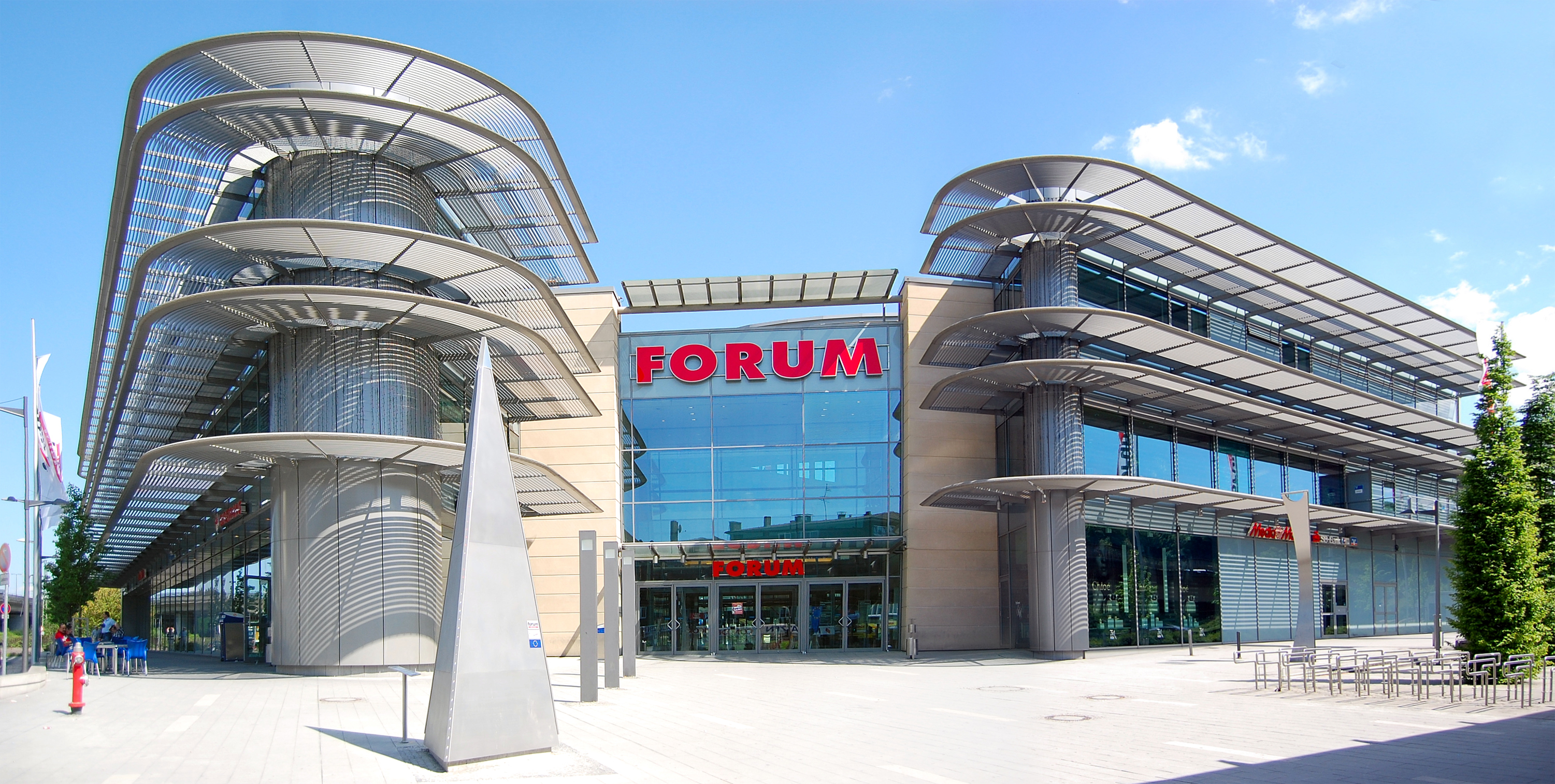
Forum Wetzlar

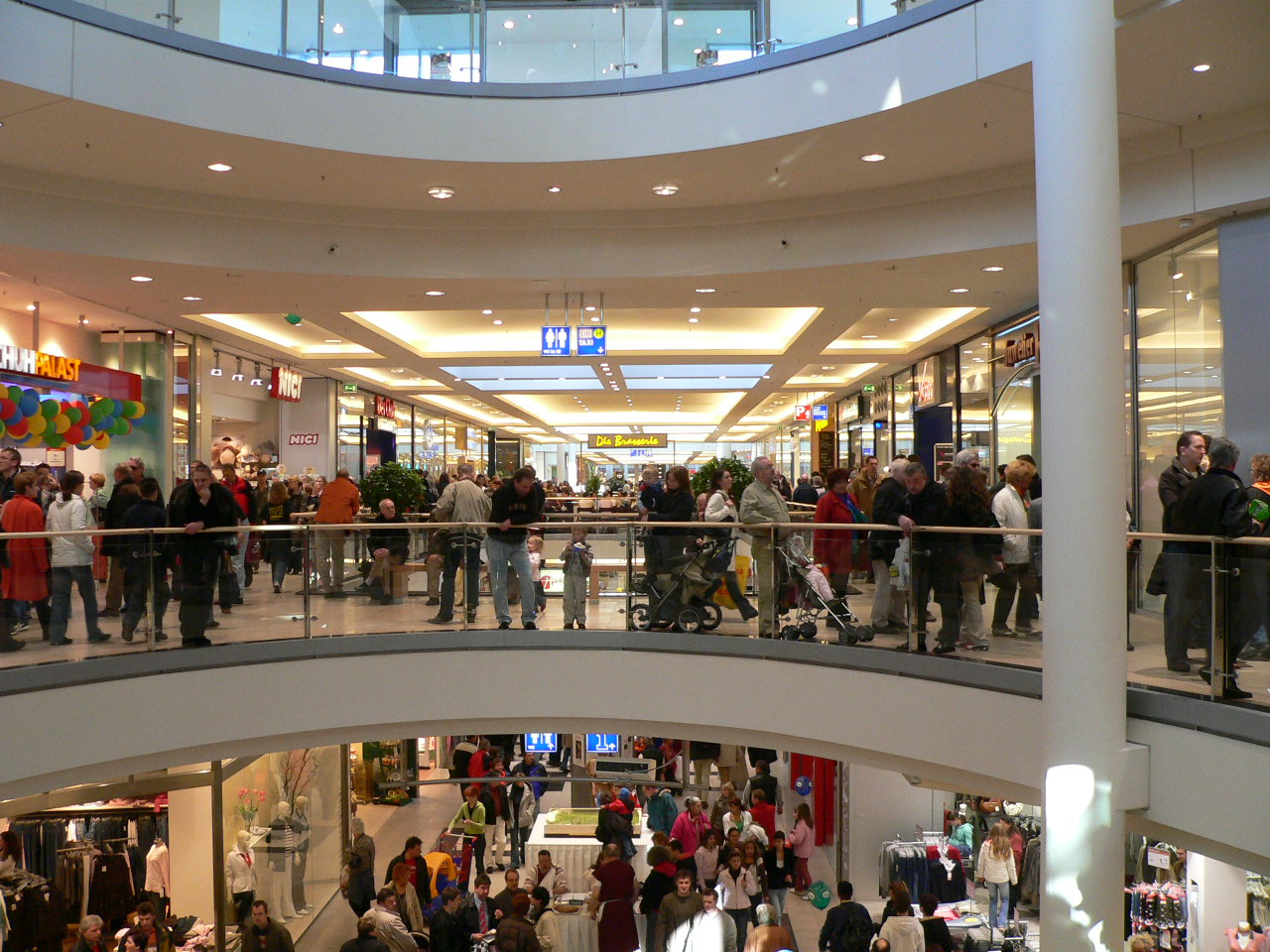
Im Forum Wetzlar

Nach den Zahlen der Gesellschaft für Konsumforschung gehört Wetzlar zu den attraktivsten Handelsstandorten Deutschlands. Die Stadt weist danach einen hohen Zentralitätskoeffizienten auf und liegt mit einem Einzelhandelsumsatz von etwa 10.000 Euro pro Einwohner deutschlandweit auf Platz drei unter allen Städten mit über 50.000 Einwohnern.
Im Frühjahr 2005 wurde in Bahnhofsnähe das neue Einkaufszentrum Forum Wetzlar eröffnet. Es ist mit rund 24.000 m² Verkaufsfläche und knapp 120 Geschäften nach Angaben des Betreibers das größte Einkaufszentrum in der Region Mittelhessen mit einem Einzugsbereich von zirka 540.000 Personen und weit mehr als 7 Millionen Besuchern pro Jahr. Im zugehörigen Parkhaus stehen 1700 Stellplätze zur Verfügung. Das Forum ist nicht das erste Einkaufszentrum in der Stadt, unweit davon befindet sich das Herkules-Center (die ehemaligen kleineren Coloraden) mit 40 Geschäften, sowie einige weitere große, zusammenhängende Einzelhandelsflächen entlang der Bahnhofstraße und des Karl-Kellner-Rings. Am 4. August 2016 begannen in Bahnhofsnähe die Bauarbeiten für eine Ansiedlung von IKEA, das im Mai 2017 eröffnete.
Daneben gibt es viele kleine Einzelhandelsgeschäfte unterschiedlicher Branchen sowie Cafés und Gaststätten in der Wetzlarer Altstadt, die in ungefähr zehn Minuten Fußweg vom Bahnhofsbereich aus oder mit dem Citybus zu erreichen sind.

### Ansässige Unternehmen
In der Wirtschaftsregion Lahn-Dill, mit dem Zentrum in Wetzlar, gibt es eine hohe Industriedichte und zahlreiche Hidden Champions, insbesondere in der optischen, feinmechanischen, elektrotechnischen und stahlverarbeitenden Industrie. Im industriellen Vergleich aller IHK-Bezirke in Hessen liegt sie mit großem Abstand an der Spitze; auch bundesweit wird ein Spitzenplatz belegt.
Die Stadt ist Standort einiger international tätiger und weltweit bekannter Unternehmen. Der Buderus-Konzern wurde im Jahre 1731 gegründet und ist damit europaweit eines der ältesten noch existierenden (Groß-)Unternehmen. Buderus war jahrzehntelang der mit Abstand größte Arbeitgeber im mittelhessischen Raum mit weit mehr als 10.000 Beschäftigten allein in Wetzlar (weltweit über 16.000) in den Bereichen Guss (mit Zement), Edelstahl und Heiztechnik sowie der Hauptverwaltung am Ort. Wirtschaftliche Veränderungen, wiederholte Übernahmen der Aktienmehrheit sowie Schließungen und Verkauf von Betriebsteilen haben den Konzern stark verändert; er zählt aber immer noch zu den großen Unternehmen in Hessen. Die bedeutende Heiztechnik-Sparte firmiert inzwischen als Bosch Thermotechnik. Buderus Edelstahl beschäftigt nun als Tochtergesellschaft des österreichischen Stahlkonzerns voestalpine rund 1.500 Mitarbeiter und ist damit der größte industrielle Arbeitgeber in Wetzlar.
Seit Mitte des 19. Jahrhunderts ist Wetzlar Sitz des Optischen Instituts, der Nachfolgefirma Leitz beziehungsweise deren Nachfolgefirmen Leica Camera und Leica Microsystems. Die von Ernst Leitz besonders mit der Mikroskop-Produktion zur Weltgeltung gebrachten Leitz-Werke beschäftigten in ihren Spitzenzeiten über 7000 Mitarbeiter in Wetzlar. Noch vor dem Ersten Weltkrieg entwickelte Oskar Barnack in Wetzlar mit der Leica: Lei (= Leitz) + ca (= Camera) die erste Kleinbildkamera. Im neuen Leitz Park in Wetzlar-Büblingshausen wurde im Februar 2014 ein weiteres Firmengebäude der Leica Camera AG mit einem hochmodernen Fertigungs- und Verwaltungskomplex eröffnet. Nach Abschluss der dritten Bauphase wurde der Leitz-Park im Jahr 2018 um die Leica-Welt mit Museum, Archiv, Akademie und Outlet-Store, ein Design-Hotel, ein Gebäude der Leitz Cine (ehemals CW Sonderoptic) sowie ein Bürogebäude erweitert. Zudem sind die Firmen Viaoptic und Weller Feinwerktechnik im Leitz Park vertreten. Leica Microsystems stellt am Standort Mannheim auch Laser-Scanning-Mikroskope her, darunter Konfokalmikroskope, Multiphotonenmikroskope und seit 2007 STED-Mikroskope.
Wetzlar bildet neben den Standorten von Carl Zeiss in Jena, Göttingen und Oberkochen ein Zentrum der optischen Industrie in Deutschland, denn neben Leitz/Leica sind Kameras der Firmen Leidolf und Minox (hat den Sitz nach Isny im Allgäu verlegt), die Ferngläser und Fernrohre der Firma Hensoldt AG (jetzt Carl Zeiss Sports Optics), Zeiss-Gruppe (mit in Spitzenzeiten über 2000 Beschäftigten), die Mikroskope der Firma Seibert, der Wilhelm Loh Optikmaschinenbau (jetzt Satisloh), Oculus Optikgeräte, die Helmut Hund GmbH, die Firma Hexagon Manufacturing Intelligence (ehemals Leitz Messtechnik) und eine Vielzahl weiterer mittelständischer feinmechanischer und optischer Unternehmen zu nennen. Die Messe für Optik, Elektronik und Mechanik W3+Fair in Wetzlar ist der Hauptstandort der deutschen Optik-Fachbetriebe.
Andere bekannte Unternehmen, die mit großen Produktionsstätten in Wetzlar vertreten waren, sind Siemens und Philips (ehemals rund 2500 Beschäftigte in Wetzlar) sowie die im Juli 2007 an die Continental AG verkaufte VDO Automotive. Ferner die inzwischen im benachbarten Aßlar ansässige Pfeiffer Vacuum GmbH, ehemals Arthur Pfeiffer Vakuumtechnik (durch deren geänderten Kreiselkompass die Nutzung von Raketen für die Raumfahrt verbessert wurde) oder die Sancura BKK, eine überregionale Krankenkasse, die nach einer Fusion mit mehreren anderen Betriebskrankenkassen als DAK-Gesundheit firmiert. Die 1852 gegründete, von Manfred Gebhardt-Euler (1938–2018) geführte Brauerei Gebr. Euler stellte ihre Produktion 1992 ein; der von ihr initiierte Brauring hat seinen Sitz in Wetzlar.
Der Gewerbepark Spilburg, bis 1994 ein Kasernengelände, ist Standort vieler Unternehmen, vor allem aus den Bereichen Optik/Feinmechanik, Informationstechnik und Dienstleistungen.
Im Januar 2010 errichtete die Volksbank Mittelhessen einen Verwaltungsgebäudekomplex. Für die Ansiedlung weiterer, neuer Gewerbe sind verkehrstechnisch gut erschlossene Gebiete im Westend sowie das Hörnsheimer Eck und das Gewerbegebiet Dillfeld vorhanden.
Auch zahlreiche kleinere Dienstleister haben ihren Unternehmenssitz in Wetzlar, darunter das Architekturbüro Gronych + Dollega Architekten.

### Medien
Die größte Tageszeitung der Region ist die Wetzlarer Neue Zeitung (WNZ). Sie gehört seit 2018 zur regionalen Verlagsgruppe VRM und war bis dahin die Hauptausgabe der eigenständigen, in Wetzlar ansässigen Zeitungsgruppe Lahn-Dill.
Der monatlich erscheinende Wetzlar Kurier als CDU-nahe Zeitung für den Lahn-Dill-Kreis nimmt häufig politisch kontrovers diskutierte Positionen ein. Die quartalsweise erscheinende SPD-Zeitung Wetzlarer Nachrichten gilt als Gegenstück.
Inzwischen hat sich ein Cluster aus christlichen Medieneinrichtungen und -unternehmen von überregionaler und teilweise weltweiter Bedeutung etabliert. Hierzu gehören die ERF Medien, ehemals „Evangeliums-Rundfunk“ (ERF), als Partner von Trans World Radio (TWR), die bereits 1959 gegründet wurde und Radio- sowie Fernsehprogramme produziert und weltweit ausstrahlt. Weitere Organisationen dieser Branche sind die Christliche InterNet-Arbeitsgemeinschaft (CINA), der Christliche Medienverbund KEP mit der Christlichen Medienakademie sowie die Evangelische Nachrichtenagentur idea. Die Zentrale des Gideonbundes für Deutschland (die gängige deutsche Bezeichnung für „The Gideons International“) befindet sich in Wetzlar, die internationale Zentrale des Gideonbundes ist Nashville (Tennessee, Vereinigte Staaten).

### Öffentliche Einrichtungen
Regional bedeutsame öffentliche Einrichtungen in Wetzlar sind die Kreisverwaltung für den Lahn-Dill-Kreis und ein Sitz der IHK Lahn-Dill. Weiter ist Wetzlar Standort eines Finanzamts, eines Hessischen Forstamts, eines staatlichen Umweltamts, der Abteilung Ländlicher Raum, Natur- und Verbraucherschutz des Regierungspräsidiums Gießen, der Baustoff- und Bodenprüfstelle Wetzlar, einer Nebenstelle der Staatsanwaltschaft Limburg a. d. Lahn, eines Amtsgerichtes, einer Geschäftsstelle der Agentur für Arbeit Limburg-Wetzlar, des Bildungs- und Beratungszentrums des Landesbetriebes Landwirtschaft Hessen, des Wasser- und Schifffahrtsamtes für den Außenbezirk Wetzlar und des Zollamtes Wetzlar. Ebenso hat die Obere Flurbereinigungsbehörde des Landes in Wetzlar ihren Hauptsitz.
Die Stadt unterhält eine Polizeistation der Polizeidirektion Lahn-Dill, drei Feuerwehrhäuser im Stadtgebiet sowie weitere in den Stadtteilen und mit dem Klinikum Wetzlar (jährlich etwa 25.000 Patienten) eines der größten Krankenhäuser der Region mit mehr als 650 Betten. Außerdem befindet sich auf dem Gelände der ehemaligen Spilburg-Kaserne das Hessische Katastrophenschutz-Zentrallager, wo unter anderem Ausstattung für Katastrophenfälle vorgehalten wird, sowie mit der Baustoff- und Bodenprüfstelle Wetzlar eine Außenstelle der Landesbehörde Hessen Mobil.
In jüngerer Zeit aus der Stadt verlegte öffentliche Einrichtungen oder Ämter sind eine Zweigstelle der Landeszentralbank (kurzzeitig in Gießen zusammengefasst, später dort aufgelöst), die Finanzkasse von Wetzlar nach Gießen, die Hauptpost (wie vor), die Polizeidirektion Lahn-Dill (jetzt in Dillenburg), das Regionalstudio Mittelhessen des Hessischen Rundfunks als Anstalt des öffentlichen Rechts (jetzt in Gießen), das Katasteramt (zusammengefasst in Marburg), das Gesundheitsamt (jetzt Herborn), das ehemalige Schulamt (jetzt in Weilburg), die Einsatzstelle der Wasserschutzpolizei (jetzt Weilburg), die Zivildienstschule (ersatzlos gestrichen, Gebäude jetzt in anderer privatschulischer Verwendung), das Kreiswehrersatzamt (aufgelöst, jetzt Karriereberatungsbüro der Bundeswehr in Wetzlar), das Arbeitsgericht (jetzt Gießen), der Hauptsitz des Arbeitsamtes Wetzlar (jetzt Limburg), das Amt für Bodenmanagement (jetzt Marburg) und auch die übriggebliebene Zweigstelle des Amtes für Bodenmanagement (jetzt Gießen). Die IHK Wetzlar hat im Jahr 2008 ihre Eigenständigkeit aufgegeben und sich mit der IHK Dillenburg zur IHK Lahn-Dill zusammengeschlossen. Die Mehrzahl der Entscheidungsträger der IHK Lahn-Dill hat ihren Dienstsitz in Dillenburg.

### Bildung

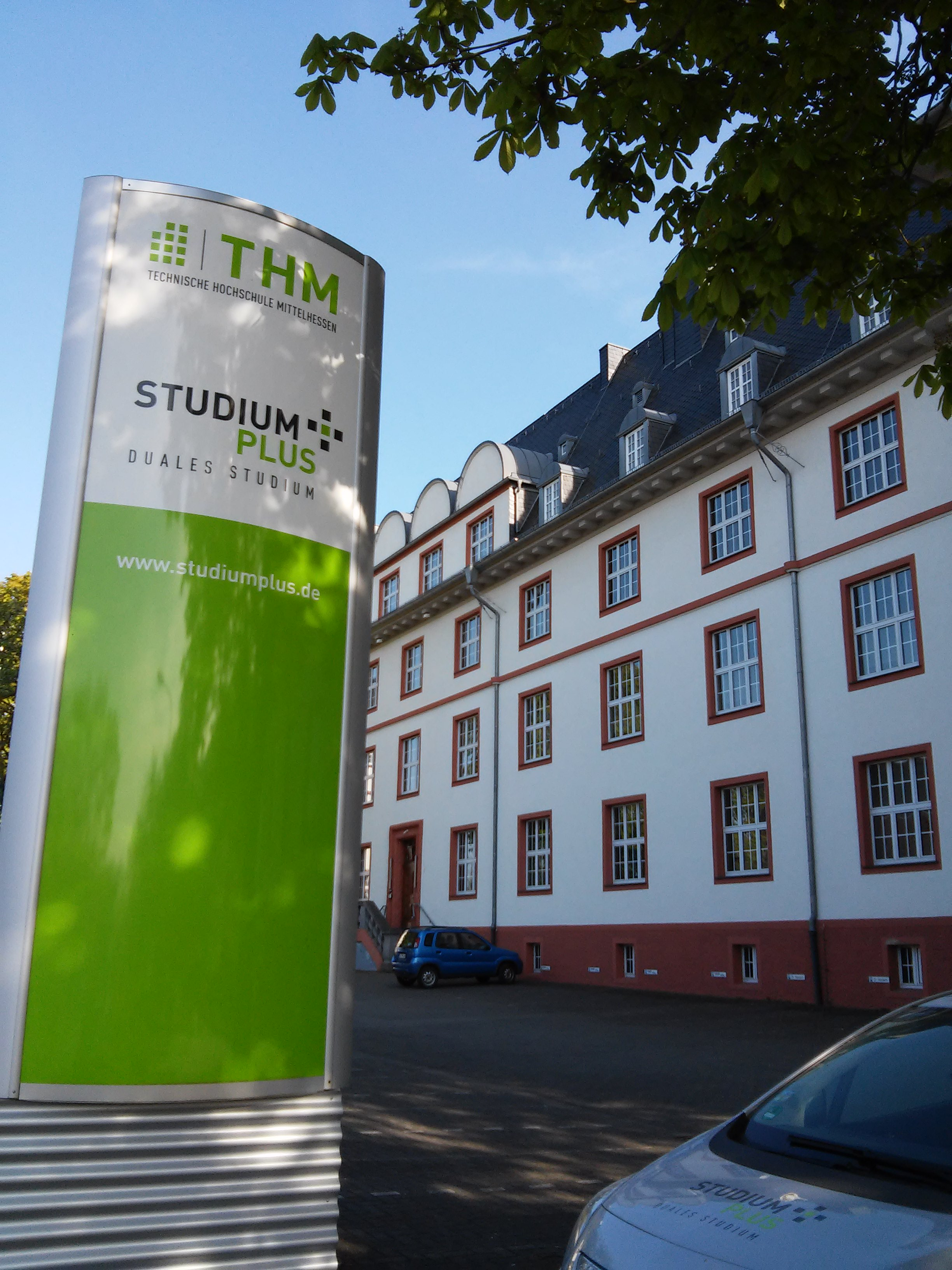
Campus Wetzlar der Technischen Hochschule

Wetzlar ist ein Standort der Technischen Hochschule Mittelhessen. Als Campus dient ein Gebäudekomplex auf dem Gelände der ehemaligen Wetzlarer Spilburg-Kaserne. Am Zentrum Dualer Hochschulstudien (ZDH) wird seit dem 25. April 2001 das stetig wachsende und mehrfach ausgezeichnete StudiumPlus angeboten, ein duales Hochschulstudium, das durch die TH Mittelhessen in Zusammenarbeit mit der Industrie- und Handelskammer und inzwischen über 1000 Partner-Unternehmen der Region angeboten wird. StudiumPlus bietet zurzeit Fachrichtungen in technischen und wirtschaftswissenschaftlichen Bereichen sowie medizinischem Management und in der bestehenden Softwaretechnologie in Vorbereitung Softwareentwicklung, Future Skills und Innovation an. Sie sind in acht Bachelor-Studiengängen und vier Master-Studiengängen möglich.
Im Wintersemester 2021/22 sind dort 1.821 Studenten eingeschrieben, davon aktuell 433 Neueinschreibungen (Erstsemester). Seit dem 27. Oktober 2010 ist Wetzlar offizieller Hochschulstandort.
Bereits im frühen 19. Jahrhundert gab es in der Stadt eine Hochschule, die Rechtsschule Wetzlar. Als Kaiser Franz II. im Jahre 1806 die Kaiserkrone niederlegte, endete das Heilige Römische Reich deutscher Nation, und das Reichskammergericht wurde aufgelöst. Um die Nachteile für Wetzlar zu mindern, versuchte Karl Theodor von Dalberg, etliche Juristen durch die Gründung einer Rechtsschule an Wetzlar zu binden, aber ihr war kein langes Bestehen beschieden. Bereits 1816 wurde sie wieder aufgelöst.
Von 1903 bis 1915 gab es in Wetzlar ein kgl. Lehrerseminar. Im Ersten Weltkrieg wurde das Gebäude als Lazarett genutzt, danach durch das Wetzlarer Kreiskrankenhaus belegt, ein Finanzamtneubau ersetzte 1979 das Gebäude. Des Weiteren bestanden im frühen 20. Jahrhundert ein evangelisches Schullehrerseminar, eine Präparandenanstalt, eine landwirtschaftliche Winterschule und eine Bergvor- und Steigerschule.
In der Stadt werden heute alle wichtigen Schultypen angeboten, hauptsächlich jedoch Gesamtschulen (Klassen 5–10) und drei gymnasiale Oberstufenschulen (Klassen 11–13). Darunter befindet sich die Goetheschule, das mit über 1000 Schülern größte Oberstufengymnasium Hessens. Es gibt Gymnasien, Fachgymnasien, Berufsschulen mit Technikerausbildung, ein Hessenkolleg (Erwachsenenabitur), bis 2011 eine Zivildienstschule, eine Krankenpflegeschule, das Berufsbildungs- und Technologiezentrum (BTZ) der hessischen Handwerkskammern, eine Volkshochschule, Tanz-, Ballett-, Gesangs- und Musikschulen. Die Deutsche Fernschule ermöglicht Kindern auch im Ausland höchstmögliches Bildungsniveau für die Klassen 1 bis 5 nach den Lehrplänen der deutschen Kultusministerien.
Die Naturschutz-Akademie Hessen  ist ein Kooperationsmodell des Landes Hessen mit dem Naturschutz-Zentrum Hessen e. V. und wird getragen von hessischen Verbänden des Natur- und Umweltschutzes, vom Land Hessen, vom Lahn-Dill-Kreis und von der Stadt Wetzlar. Die Akademie ist auf dem Gebiet der Umweltbildung tätig und ist der hessische Vertreter im „Bundesweiten Arbeitskreis der staatlich getragenen Bildungsstätten im Natur- und Umweltschutz“ (BANU).
Das Mathematik-Zentrum Wetzlar organisiert Kurse und Wettbewerbe für mathematisch interessierte und begabte Kinder und Jugendliche. Der Junior MatheClub ist für Schüler der Klassen 3 bis 6, der MatheClub für die Klassen 7 bis 13. Außerdem veranstaltet das Zentrum Fortbildungen für Mathematiklehrer.
Die Christliche Medienakademie bietet zum einen journalistische Grundkurse für Studenten und Volontäre an. Daneben gibt es Aufbaukurse zur Fortbildung für Redakteure und Medienschaffende. Der Christliche Medienverbundes KEP veranstaltet als Betreiber dieser Schule zudem PR-Workshops für Mitarbeiter von Organisationen, Verbänden und christlichen Gemeinden, die aber auch als ergänzende Weiterbildung für Journalisten und Volontäre geeignet sind.
In der Nähe des Wetzlarer Krankenhauses befindet sich außerdem eine  Berufsfachschule Rettungsdienst, welche die größte ihrer Art unter dem Dach der Malteser Hilfsdienst gGmbH in Deutschland ist. An dieser Schule, die zu den größten ihrer Art in Hessen gehört und von der aus fünf weitere Schulen in Hessen, Rheinland-Pfalz und Baden-Württemberg geleitet werden, wird man in notfallmedizinischen Berufen ausgebildet oder weiterqualifiziert, z. B. als Rettungshelfer, Rettungssanitäter oder (seit 2014) zum Notfallsanitäter.

## Persönlichkeiten
Die erste bekannte Persönlichkeit in der Stadt war Graf Gebhard dux regni quod a multis Hlotharii dicitur („Herzog des Königreiches, das von vielen dasjenige Lothars genannt wird“, gemeint ist das Lotharii Regnum, das spätere Lothringen), ließ 897 eine Salvatorkirche (Erlöserkirche) an Stelle einer Vorgängerkirche auf dem späteren „Domberg“ weihen, stiftete 914/915 das Kloster St. Maria in Wetzlar, dort wurde er auch begraben.
Als wohl bekannteste Persönlichkeit der Wetzlarer Geschichte wirkte Johann Wolfgang von Goethe 1772 als Jurist am Reichskammergericht. Unter dem Eindruck seiner Liebe zur Wetzlarerin Charlotte Buff und des Suizides Karl Wilhelm Jerusalems machte Goethe die Stadt mit seinem Roman Die Leiden des jungen Werther weltweit bekannt. Buff, „Werthers Lotte“, heiratete den hannoverschen Legationssekretär Johann Christian Kestner, der schon seit 1767 als Kammergerichtssekretär am Reichskammergericht in Wetzlar tätig war. Er wurde später königlich großbritannisch-hannoverscher Hofrat und Vizearchivar in Hannover.
Zu großer Bedeutung brachten es später die Pioniere der Optik wie Carl Kellner, Moritz Hensoldt, Ernst Leitz, sein gleichnamiger Sohn sowie Oscar Barnack. Als Wegbereiter und Entwickler technischer Innovationen wie der ersten Kleinbildkamera der Welt, Mikroskopen und Ferngläsern, hatten sie auch einen großen Einfluss auf die Entwicklung Wetzlars zur Industriestadt.